# Palacio del Pequeño Trianón
El Palacio del Pequeño Trianón es un palacio situado en la zona del Petit Trianon, en el parque de Versalles, en los Yvelines, Francia. Construido por el arquitecto del rey Luis XV, Ange-Jacques Gabriel, 1762-1768, se considera una obra maestra del neoclasicismo, que combina el gusto más moderno e integración con la  naturaleza.
Construido para Madame de Pompadour que murió antes de verlo terminado, fue inaugurado por Madame du Barry en 1768, casi veinte años después de las primeras mejoras del nuevo jardín del rey. Aunque es el más grande en el área de Petit Trianon, no es el primer edificio, sino que es la continuación de un proyecto que abarcaba cuatro décadas. Fue ofrecido por Luis XVI, desde el momento de su adhesión, a su joven esposa María Antonieta, que le da su sello, asociando para siempre, en la imaginación del público, el edificio y la reina.
Con una planta cuadrada de veintitrés metros por lado, el edificio debe su peculiaridad a sus cuatro fachadas que comprenden cinco ventanas altas separadas por columnas o pilastras de orden corintio. Debido a la pendiente del terreno, la planta baja del palacio es accesible únicamente por las caras orientadas al sur y al este; este piso está reservado para el servicio. El piso «noble», donde se ingresa por la gran escalera de un vestíbulo diseñado como un patio interior, incluye las salas de recepción y el departamento de la reina. Un altillo de tres habitaciones alberga la biblioteca de María Antonieta, en el ático, varios alojamientos anteriormente atribuidos a Luis XV y su suite hoy dan la bienvenida a la evocación de «Damas del Trianón», estas mujeres que han impregnado estas paredes con su marca.
La decoración, confiada por el arquitecto Gabriel a Honoré Guibert, se basa completamente en la naturaleza y el gusto de los antiguos. Una verdadera extensión arquitectónica de los jardines vecinos, el palacio está adornado con esculturas de flores y frutas, las pinturas son alegorías de las estaciones del año o las flores, el mobiliario está adornado con motivos campestres.
Símbolo de una nueva monarquía, que aspira a una mayor privacidad y tranquilidad que la representación permanente impuesta por Luis XIV, el Petit Trianon es también la fragilidad del sistema que condena a la Revolución Francesa de 1789. Sin embargo a pesar de los años, sigue siendo el «Castillo de las mujeres», en beneficio del siglo XIX, la moda soberana de Marie-Louise, Marie-Amélie y Eugenia. Campañas de restauración llevadas a cabo al principio del siglo XXI tratan de restaurarlo como lo hubiera hecho en su día María Antonieta por última vez, como si el tiempo se hubiera detenido.
Clasificado con el Palacio de Versalles y sus dependencias como monumentos históricos por la lista de 1862 y por orden del 31 de octubre de 1906, y es Patrimonio de la Humanidad por la Unesco desde 1979. Ahora está abierto al público como parte del Museo Nacional de los palacios de Versalles y Trianon, dentro del Domaine de Marie Antoinette.

## Construcción

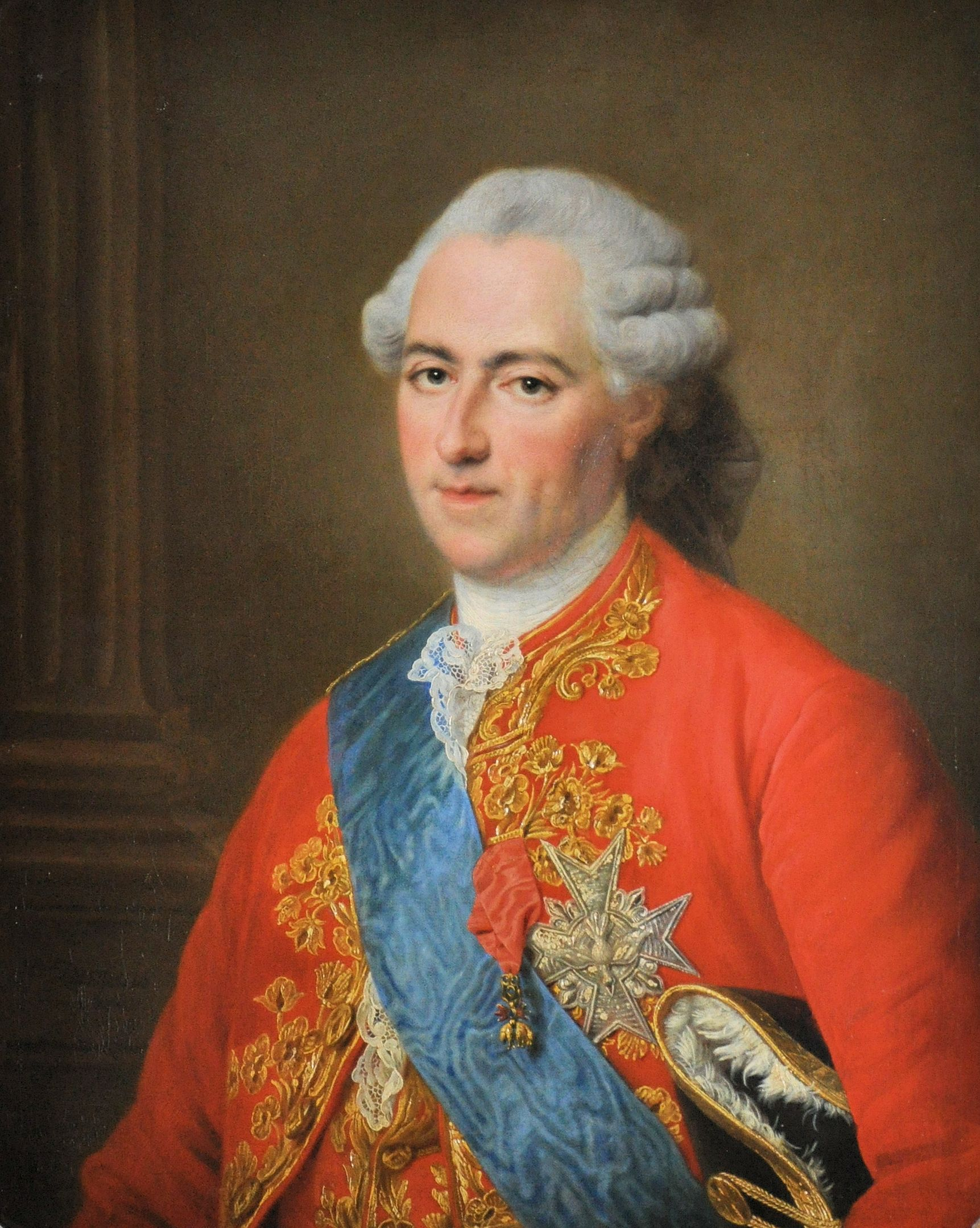
Retrato de Luis XV
François-Hubert Drouais, 1773.

El rey Luis XV, cuya triste secreta personalidad tenía fronteras en el aburrimiento, décide en 1749 de reprendre possession de Trianon, decidió en 1749 recuperar el Trianon, que tanto «quería» cuando era un niño, donde los dolores experimentados,los había eliminado en este refugio en alguna ocasión. Animado por su favorita, Madame de Pompadour, construyó algunos edificios en parcelas nuevas al noreste del «castillo de mármol», lo que le permitió reconectarse con la idea de una pequeña fantasía campestre que una vez había prevalecido en el edificio del Trianon de Porcelana de su abuelo, una ménagerie o «casa de fieras» que se dedicó a la ganadería y animales de granja y dos pabellones pequeños de campo que se construyeron en un nuevo jardín a la francesa. Este espacio del terreno, Nuevo Jardín del Rey, fue el que permitió al rey planificar su gusto por la botánica y la horticultura, pronto se hizo insuficiente y en 1758 se empezó a pensar en la construcción de un pequeño palacio campestre, para cerrar el punto de vista de los jardines a la francesa. Los primeros proyectos se basan en la nueva Ermita del palacio de Príncipe de Croy diseñado de acuerdo con un plano central.
El proyecto se retrasó por la Guerra de los Siete Años, pero estos eventos ayudaron a aumentar el tiempo para la reflexión y para establecer las vacilaciones de los primeros planes. El de 1761 incluía tres ventanas por fachada. Únicamente el que está en el jardín botánico presenta cuatro cruzados sin salto, pero está mal adaptado a la nivelación. Cada cruz central está coronada por un frontón circular, el conjunto está ricamente ornamentado, incluso sobrecargado. Las proporciones están mal equilibradas y las escaleras son demasiado modestas. Esto no convence y no supera las indecisiones de las cuales el Rey es a menudo objeto.
La idea, que se describió más adelante como «brillante», elevó a cinco el número de ventanas por fachada, permitiendo al rey que el edificio pudiera compararse con los primeros borradores y cumplir con los requisitos del terreno. Se mantenía el principio de cuatro pilastras o columnas, según la orientación cardinal, que escanea regularmente las ventanas altas. La estereotomía es finalmente preferida, caracterizada por una decoración ornamental puramente geométrica. El edificio es de planta cuadrada y las dimensiones, de doce brazas por lado, están fijadas por el ancho del jardín francés.
Es la elección de una orden colosal lo que le da al edificio, a pesar de sus modestas dimensiones, un carácter monumental a la vez que mantiene la armonía de proporciones. La decisión final se produjo 20 de mayo de, 1762 y 700.000  libras se destinaron a construir después de la firma del Tratado de París, poniendo fin a la Guerra de los Siete Años.  El sitio de lo que todavía se llama «Pabellón del Rey» se confía a Louis Le Dreux de La Châtre, uno de los mejores arquitectos del equipo de Ange-Jacques Gabriel.  Para la obra se movilizaron setenta y cinco canteros y ciento veinte albañiles.  Los cimientos se realizaron a finales de 1762. La obra principal se extendió durante los próximos dos años y el edificio se cubrió en 1764. Durante las campañas de 1765 a 1768, se realizaron esculturas, carpintería, cerrajería y pintura. Para dar un nuevo aire a la decoración, se prefiere a los tradicionales escultores del rey, Jacques Verbeckt y Jules-Antoine Rousseau, un nuevo artista, Honoré Guibert, que trabaja «en el gusto griego».
Aunque calificado como obra maestra, el edificio no lo es, sin embargo, por su innovación u originalidad. El arquitecto, simplemente, fue capaz de asimilar varias referencias, como invenciones e inspirarse en las tendencias de la época y ensamblar los mejores modelos de las casas más admiradas. Este equilibrio, casi obvio, entre lo antiguo y lo moderno -dos tipos a priori incompatibles- se esconde detrás de una aparente simplicidad, dentro de la novedad, el arquitecto Gabriel suma la fuerza y nobleza del clasicismo heredado de Jules Hardouin-Mansart, la elegancia del siglo XVIII

## El castillo de las mujeres

### De Pompadour a Du Barry

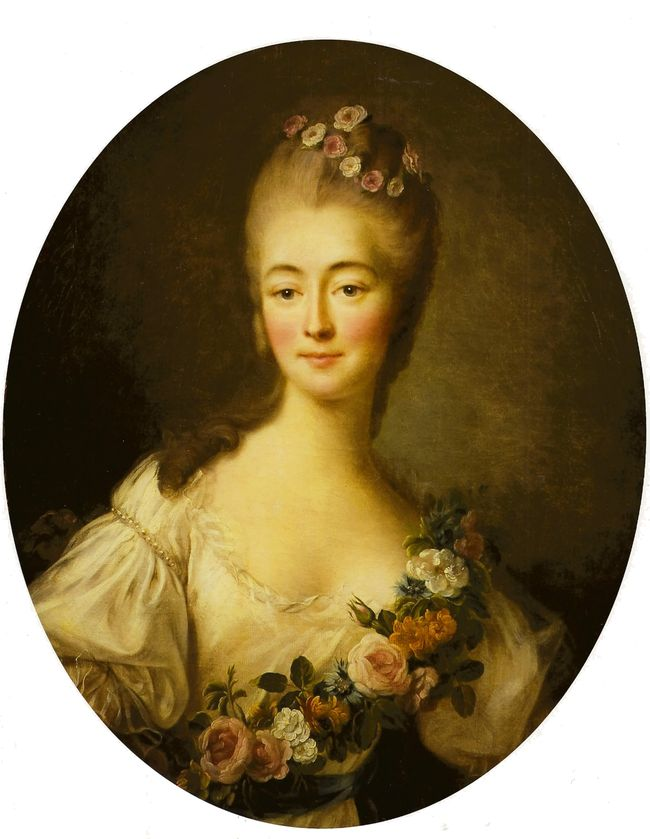
Portrait de la comtesse du Barry en Flore
François-Hubert Drouais, 1769

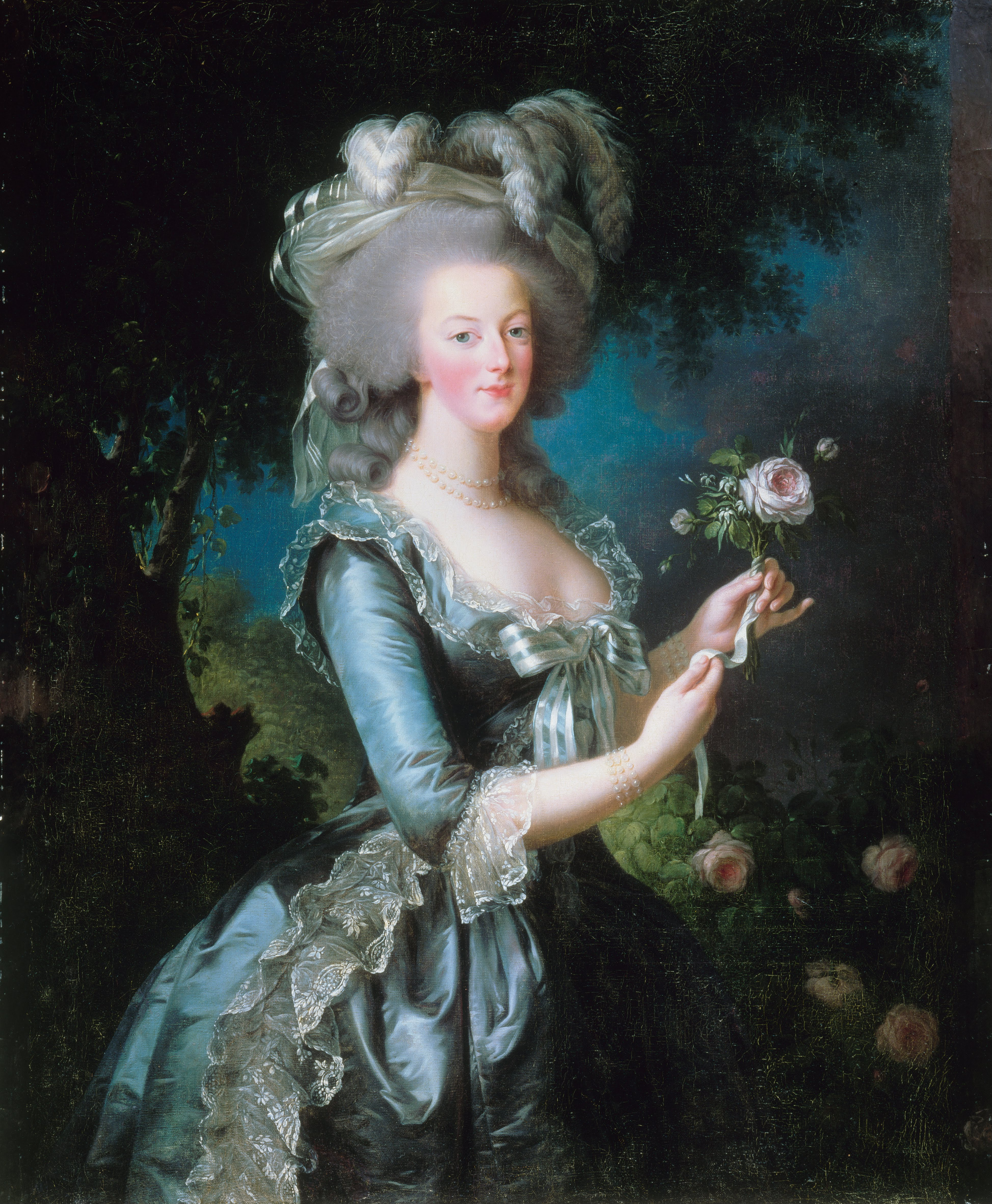
Marie-Antoinette « à la rose »
Élisabeth Vigée Le Brun, 1783

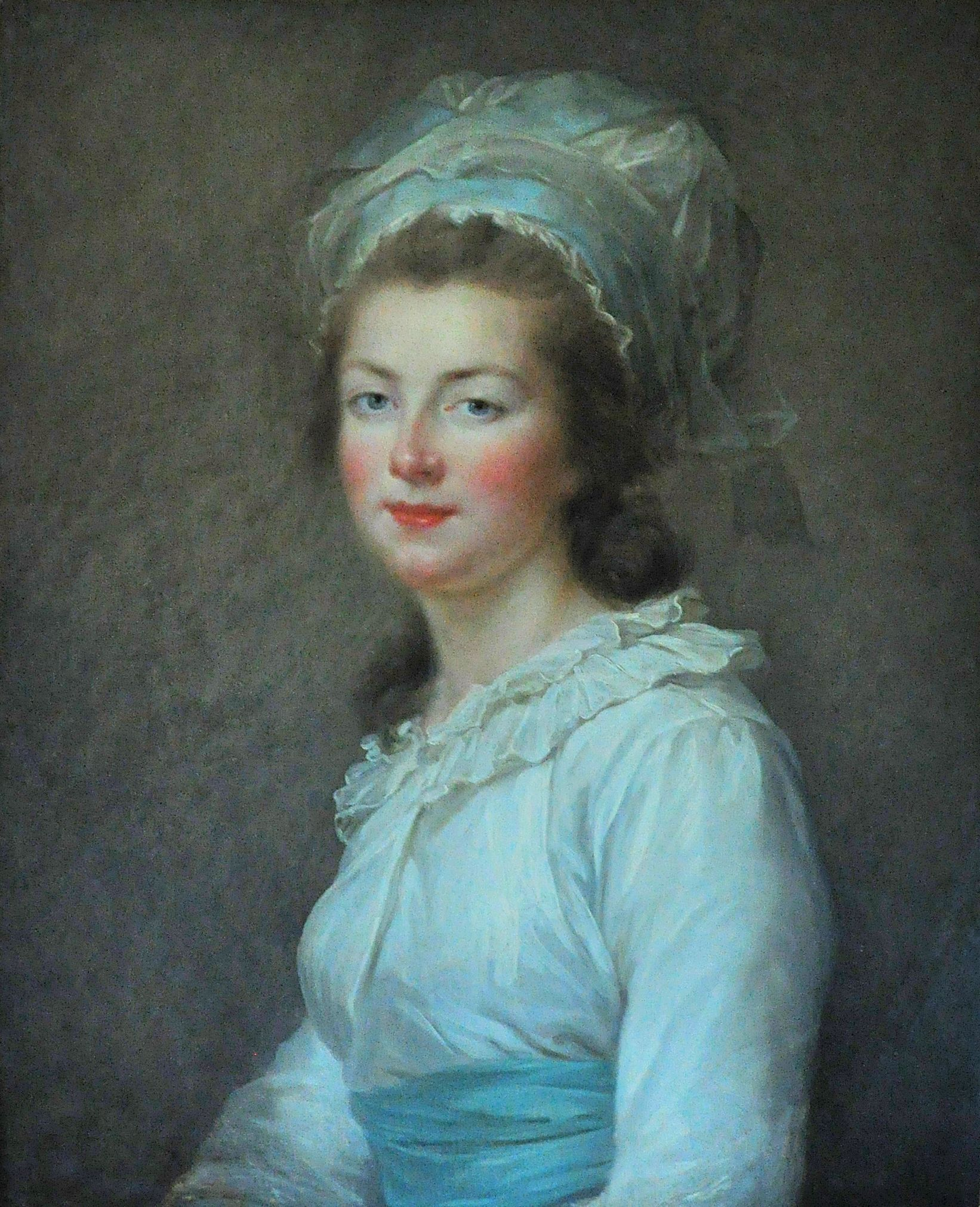
Madame Élisabeth
Élisabeth Vigée Le Brun

Paulina Bonaparte
Robert Lefèvre, 1806

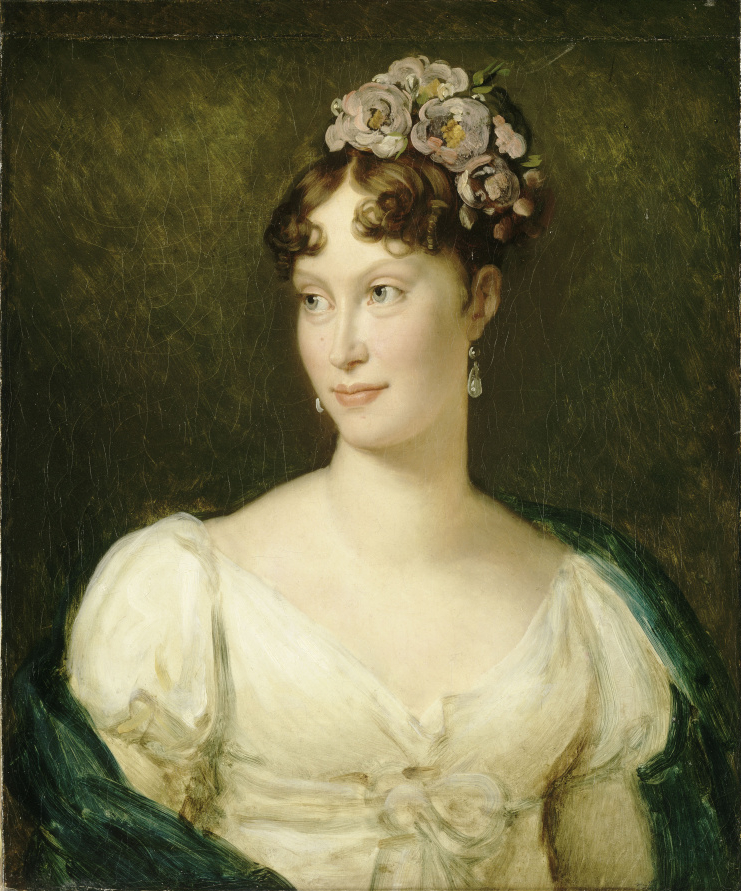
Portrait de l'impératrice Marie-Louise
François Gérard, 1812, museo del Louvre.

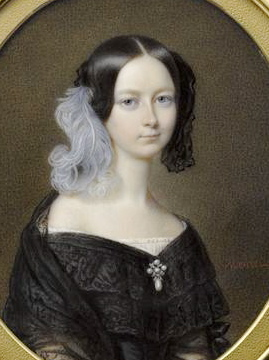
Elena de Mecklemburgo-Schwerin, duchesse d'Orléans, en veuve
Miniatura por François Meuret, hacia 1843, musée Condé.

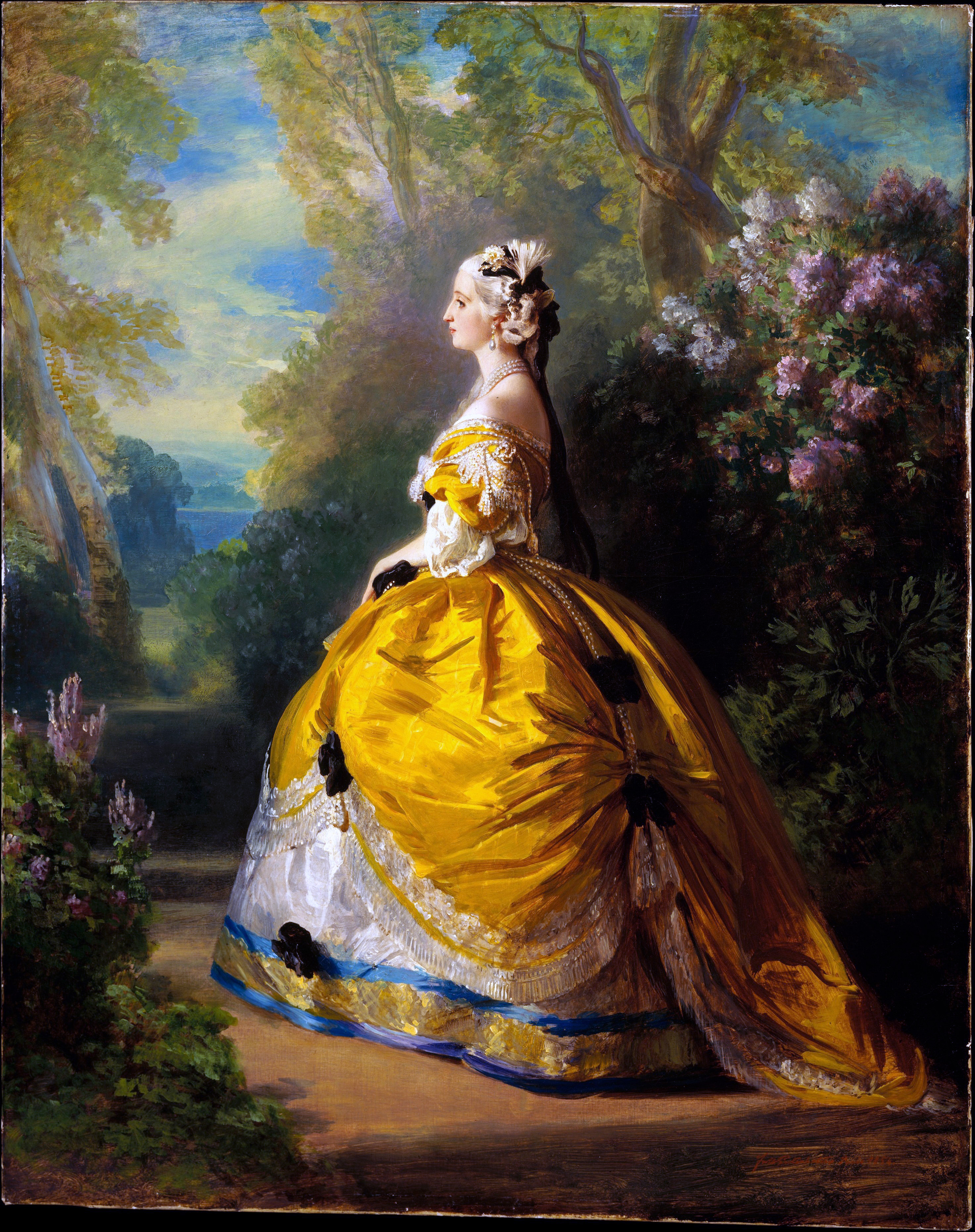
L'impératrice Eugénie en robe de style Marie-Antoinette
Franz Xaver Winterhalter, 1854, Metropolitan Museum of Art.

El palacio se completó en 1768, cuatro años después de la muerte de Madame de Pompadour. Por lo tanto, se atribuye a Madame du Barry, nueva favorita de Luis XV. Si el Grand Trianon sigue siendo el lugar de fiestas y recepciones, el Petit se convierte rápidamente en un lugar de intimidad. Pompadour había marcado el proyecto de un refinamiento vanguardista en arte y decoración.  El palacio está dedicado a las flores, el ornamento principal, pero pertenece al rey: más allá del simbolismo de las amantes reales, la noción de armonía entre la decoración y los jardines circundantes es omnipresente.
Derivada por su condición de rey, Luis XV cede su habitación interior, la mejor situada del palacio, a Madame du Barry, que hace de ella su habitación, mientras se instala en el ático. Ella fue la primera en quedarse con regularidad en el Petit Trianon, lejos de la hostilidad de las hijas del rey y los delfines. Es en este palacio donde el rey, vino con su favorita 26 de abril de 1774, y notó los primeros síntomas de la enfermedad que le llevó dos semanas más tarde. La amante real, que había dejado Versalles cinco días antes, no volvió a aparecer, ya que recibió del nuevo rey una misiva, transmitida por el Duque de Vrillière, 7 diciéndole que vaya al convento Couilly-Pont-aux-Dames.

### María Antonieta
Por primera vez, una reina de Francia se convierte en la propietaria de un palacio: en junio de 1774, María Antonieta recibe un regalo de su marido, el nuevo rey Luis XVI, el dominio del Petit Trianon. La ubicación responde perfectamente a sus aspiraciones, se siente como en casa en este ambiente floral que deseaba sin haberlo decidido; los paneles de jarros de fruta tallada por Honoré Guibert, se transforman en flores como deidades según los deseos de Cochin y los pinceles de Lépicié o Jollain, las escenas campestres compuestas por Lagrenée o Vien, flores y jardines botánicos bajo su ventana diseñada por Bernard de Jussieu, los motivos florales de los muebles diseñados entre otros  por Gilles Joubert, todo se combina para satisfacer la aspiración de la reina para escapar de las restricciones de la corte de Versalles a un universo dedicado a la naturaleza.
Durante los primeros años, no cambia mucho. Su intento de eliminar dos tablas de pintura, que ofenden su modestia,en el amplio comedor es vano. Simplemente inscribe su monograma en la barandilla y suprime la escalera noreste. Únicamente después, después de completar su gran proyecto de ajardinar los terrenos del Petit Trianon, realizó algunas renovaciones en sus apartamentos.
Desafiando el protocolo, la reina está acostumbrada a alojarse en «su» palacio, el rey viene a cenar como invitado. Las normas se hacen «en el nombre de la Reina», y no del rey; María Antonieta se comporta como una simple castellana, rompiendo con el ceremonial real: «En Trianón, no tengo ningún tribunal, vivo como un particular». Ella recibe a sus amigos: juegan, cantan, bailan, hacen música, caminan por los jardines. Los hombres están invitados, pero no más que el rey que no duerme en el palacio. Las mujeres son las amantes del lugar y muchas de ellas viven al lado de la reina: Madame Isabel, que vela por Madame Royale, la Condesa de Polignac, pero también la Princesse de Chimay, la condesa d'Ossun o Madame Campan, que sirvieron como doncella de cámara. En diez años, pasó ciento dieciséis días en su palacio.
Esta forma de vida, alianza de aparente simplicidad, de lujo y placer, es digna de una juventud despreocupada. De esta manera surge la «leyenda negra» de una soberana que, soñando únicamente la intimidad, evade la luz de la gente, dando consistencia a los más terribles rumores.

### Paulina Bonaparte y la emperatriz María Luisa
Le Petit Trianon, abandonado después de la partida de la familia real en 1789, despojado de todo su mobiliario en la venta por subasta de 1793 e incluso después de convertirse temporalmente en un hotel, se pone a disposición Paulina Borghese, hermana favorita emperador Napoleón I, respetando la tradición de la residencia que sigue siendo el «Castillo de las mujeres». En 1805, se repintaron todas las piezas de varios tonos de gris. Es al carpintero Benoît-François Boulard, que se le confía la tarea de reformar los apartamentos, en un estilo que se aproxima al Antiguo Régimen La emperatriz Josefina, que nunca vivirá en el palacio del Petit Trianon, participa en la elección de telas y muebles, los más ricos y elegantes que se encuentran bajo el Antiguo Régimen. Aunque el arquitecto Trepsat ordena la devolución de las pinturas depositadas en el Museo de Versalles durante la revolución, la mayoría de los lugares de los cuadros permanecen vacíos durante el Imperio y son simplemente reemplazados con papel pintado que representa paisajes o jardines unidos. La obra costó más de 150.000 francos. La princesa, que apreciaba mucho el palacio-castillo, permaneció allí casi dos meses en junio y julio de 1805 y por última vez en diciembre de 1809, cuando Napoleón volvió a Trianon para preparar el terreno para su nueva esposa.
La emperatriz, archiduquesa María Luisa de Austria, es la sobrina nieta de la reina guillotinada por la Revolución Francesa. Su matrimonio con Napoleón, a quien todavía le han enseñado a odiar, es también una consecuencia del Tratado de Schönbrunn, después del nombre del palacio donde María Antonieta creció. Pero ella se libera de estos símbolos y los recuerdos difíciles del palacio, probablemente sin pensarlo o inconsciente, y disfruta del Gran Trianon. Por fin ella se escapa al Petit, que le recuerda el castillo de Laxenburg de su infancia y donde comienza a dejar su marca. Vive en el dormitorio de su tía abuela, la extravagancia totalmente redecorada bajo una cúpula de seda brocada de oro que oculta la carpintería original. Retoma el estilo de vida anterior al 1789: se reconstituye un pequeño juego chino cerca del palacio, se rehabilita el Teatro de la Reina y se vuelven a celebrar suntuosas celebraciones en los jardines.

### La Duquesa de Orleans
Con la Monarquía de Julio, la familia real se estableció en 1837 en el Gran Trianón. El palacio del Pequeño Trianón se atribuye a la joven pareja, destinada a suceder a Luis Felipe I: el Duque y la Duquesa de Orleans. Ocupan el antiguo dormitorio de la reina y un apartamento en el ático, conservando en gran parte los muebles del Primer Imperio francés que están siendo restaurados y vueltos a tapizar. Un nuevo mobiliario de complemento, reacondiciona al palacio para permitir una comodidad que nunca había conocido. También es adaptado para las comodidades modernas, con la creación de dos pequeños baños en el centro del edificio y una escalera de caracol privada que permite una mejor comunicación entre los apartamentos de los esposos. La casa no es un palacio real, sino una casa de campo, adaptada al gusto del momento. La duquesa, que permanece en Trianon después de la muerte accidental de su marido, sin embargo, no aporta a este palacio más que el sabor triste, considerándose «en el exilio». El lugar cae en el olvido después de la partida de esta última princesa.

### La emperatriz Eugenia
La emperatriz Eugenia de Montijo tuvo por María Antonieta una simpatía próxima a la devoción devoción y le dedicó un verdadero culto, hasta el punto que nos resulta necesaria una identificación, empujados al sincretismo, en las pinturas de Franz Xaver Winterhalter protagonista en una evocación de los jardines Petit Trianon, donde un estilo de vestir de finales del siglo XVIII impera., Con motivo de la Exposición Universal de 1867, la emperatriz desea organizar una retrospectiva en honor de la soberana, dando la bienvenida a «Su alma, después de más de un siglo de vagar, finalmente, regresó a su remanso de Trianon». Eudore Soulié, el primer conservador real del Palacio de Versalles, es responsable de recoger las obras. Con la dirección de Louis-Joseph Napoleón Lepic, ayudante de Napoleón III y el supervisor de sitio, el pequeño palacio se vacía de sus muebles imperio, y son trasladados al Gran Trianon, las fachadas son limpiadas, la pintura corregida, los suelos dañados reemplazados y las puertas reparadas. En ausencia de precisión histórica, el primer piso está completamente forrado con 144 objetos, «que se presume que fueron para el uso de la Reina». La restauración cuesta 5,000 francos. Después de este evento, el Petit Trianon es un museo dedicado al siglo XVIII y María Antonieta, reina cuyo mito comienza a imponerse gradualmente.

### SiglosXXyXXI
Durante más de un siglo, el palacio es objeto de poca atención, a pesar de los esfuerzos de los conservadores, arquitectos e historiadores para hacer la presentación más coherente con lo que los archivos revelan. Pero la renovada popularidad de María Antonieta al final del siglo XX, acompañada por la liberación de películas dedicadas a la misma y a participar en la propagación del mito, ha traído a una nueva luz sobre este pequeño palacio campestre, una reina de Francia que adula y conspira alternativamente, quien sin darse cuenta ha contribuido a su trágico destino.

## Descripción
El estilo neoclásico está en completa ruptura con el estilo rococó del Pabellón francés, construido por el mismo arquitecto en 1750. Inspirado por la arquitectura neo-palladiana y tal vez dibujos de Jean-François Chalgrin, el edificio de sillar y rematado por una balaustrada, se eleva en tres niveles y tiene una superficie total de 1458 m². Rodeado de jardines, es visible desde todos los lados, esta forma tuvo un gran recncimiento y entusiasmo hasta el final del siglo XVIII. Sus cuatro fachadas comparables, sin embargo, ocultan sutiles diferencias, requeridas, entre otras cosas, por el declive del terreno. El que da al oeste, es decir, el «Jardín francés», es la más rica: está adornada con una estructura de avance de las cuatro columnas aisladas en estilo corintio cubierto con capiteles, en piedra de Conflans; estos modelos son idénticos a los de la ala Gabriel o del pabellón Dufour. En el lado del patio sur, la planta baja está realizada con los almohadillados horizontales, mientras que la planta principal y el ático están decorados con pilastras también corintias.  La fachada que mira hacia el norte tiene la misma composición, pero consta solo de los dos pisos superiores, y se abre al «Jardín inglés» por dos rampas comparables a las del norte. La fachada oriental en el antiguo jardín botánico tiene un acceso a la planta baja, también con almohadillado horizontales creando una base continua, pero permanece desprovista de columnas o pilastras, la decoración principal está destinada a jardines de recreo, en detrimento de invernaderos y parterres reservados para el estudio, Las esculturas que decoran las cornisas, arquitrabes y marcos transversales son sin embargo idénticas en las cuatro caras, marcando una determinada gravedad de este retorno a la antigüedad. El tejado plano a a italiana está disimulado por una balaustrada labrada.

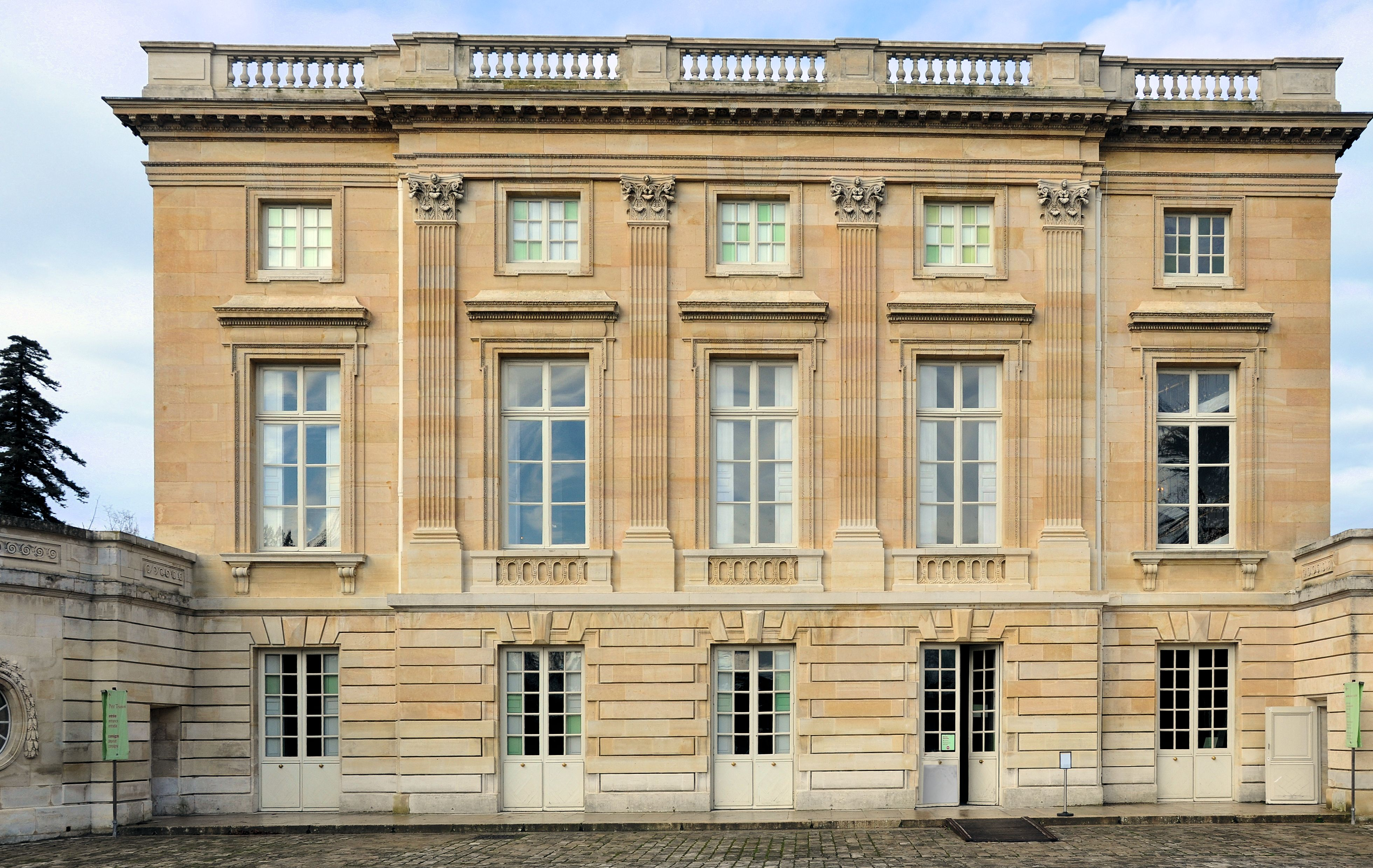
Fachada sur sobre el patio de entrada, decorada con  pilastras.
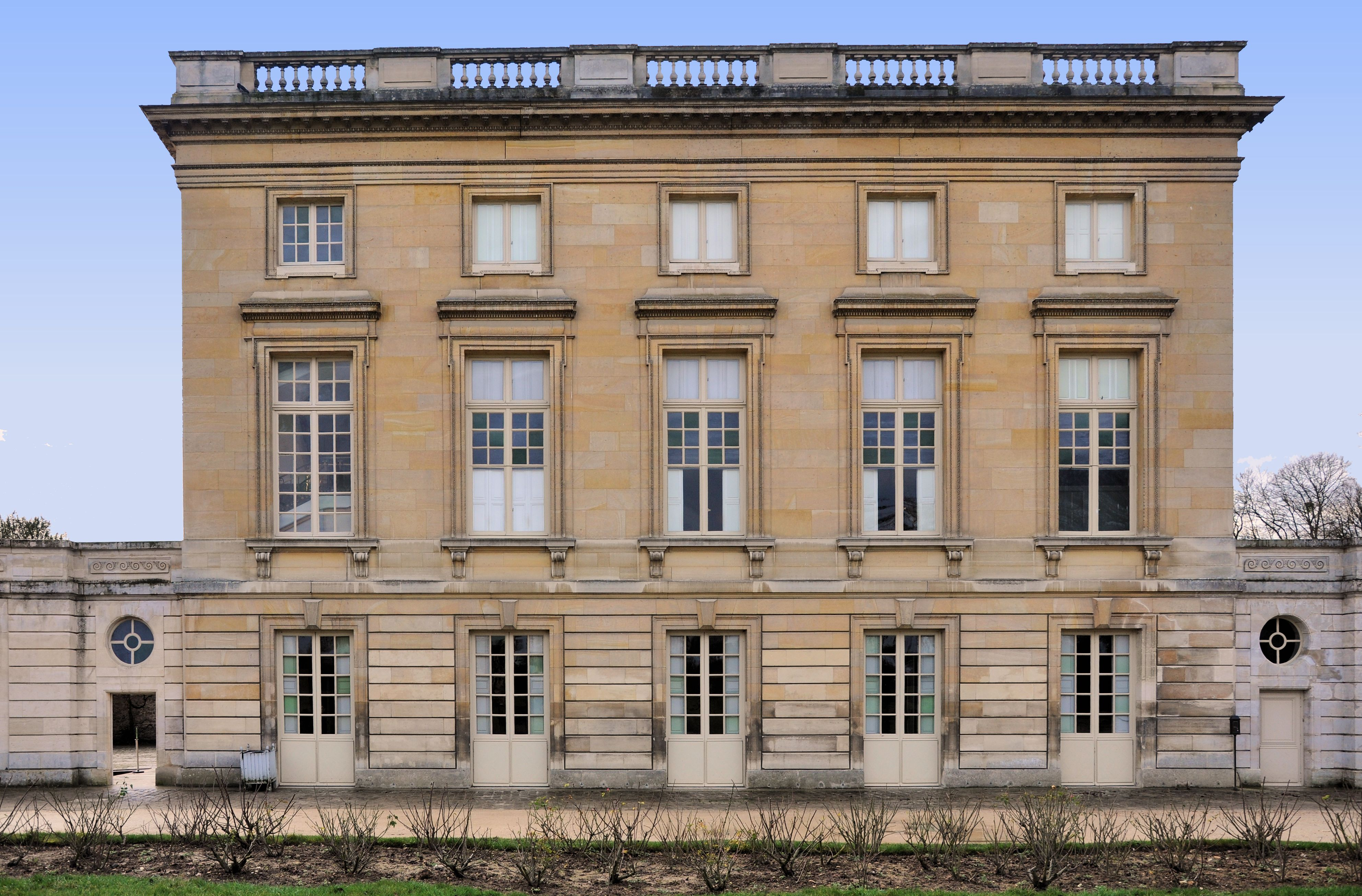
Fachada este sobre el jardín botánico, sin columnas ni pilastras.
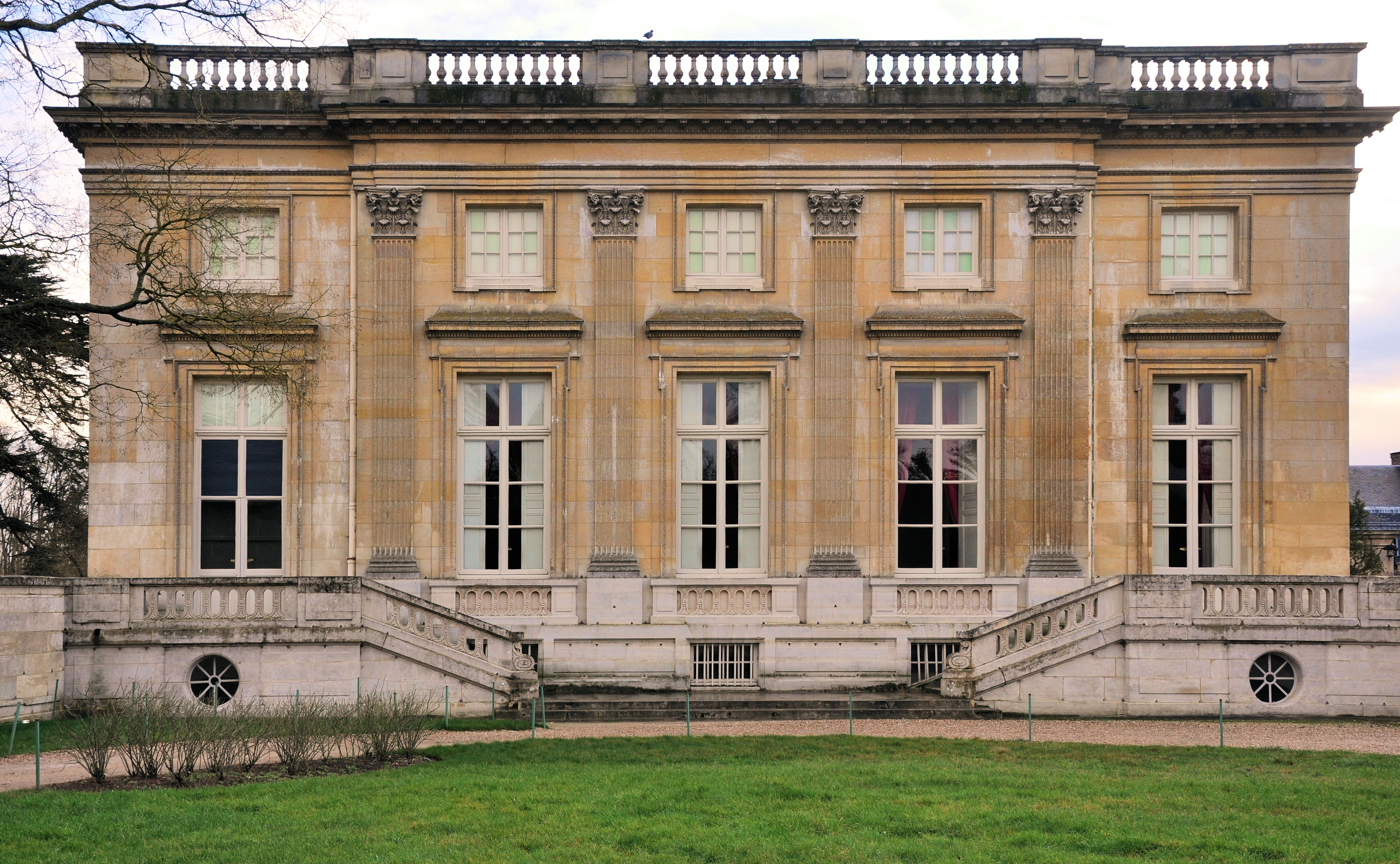
Fachada norte sobre el Jardín inglés, decorada de pilastras.
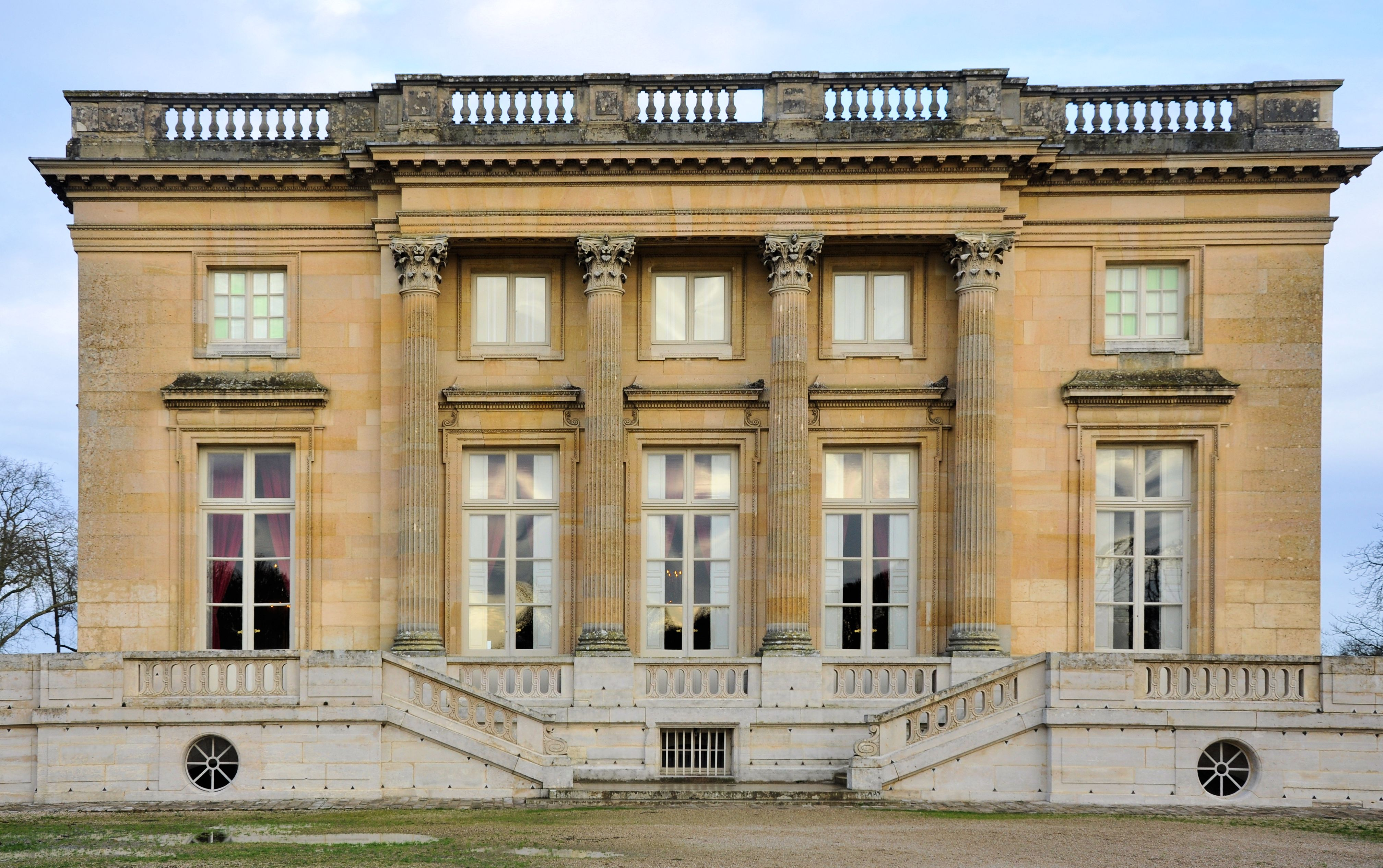
Fachada oeste sobre el Jardín francés, decorado con columnas.

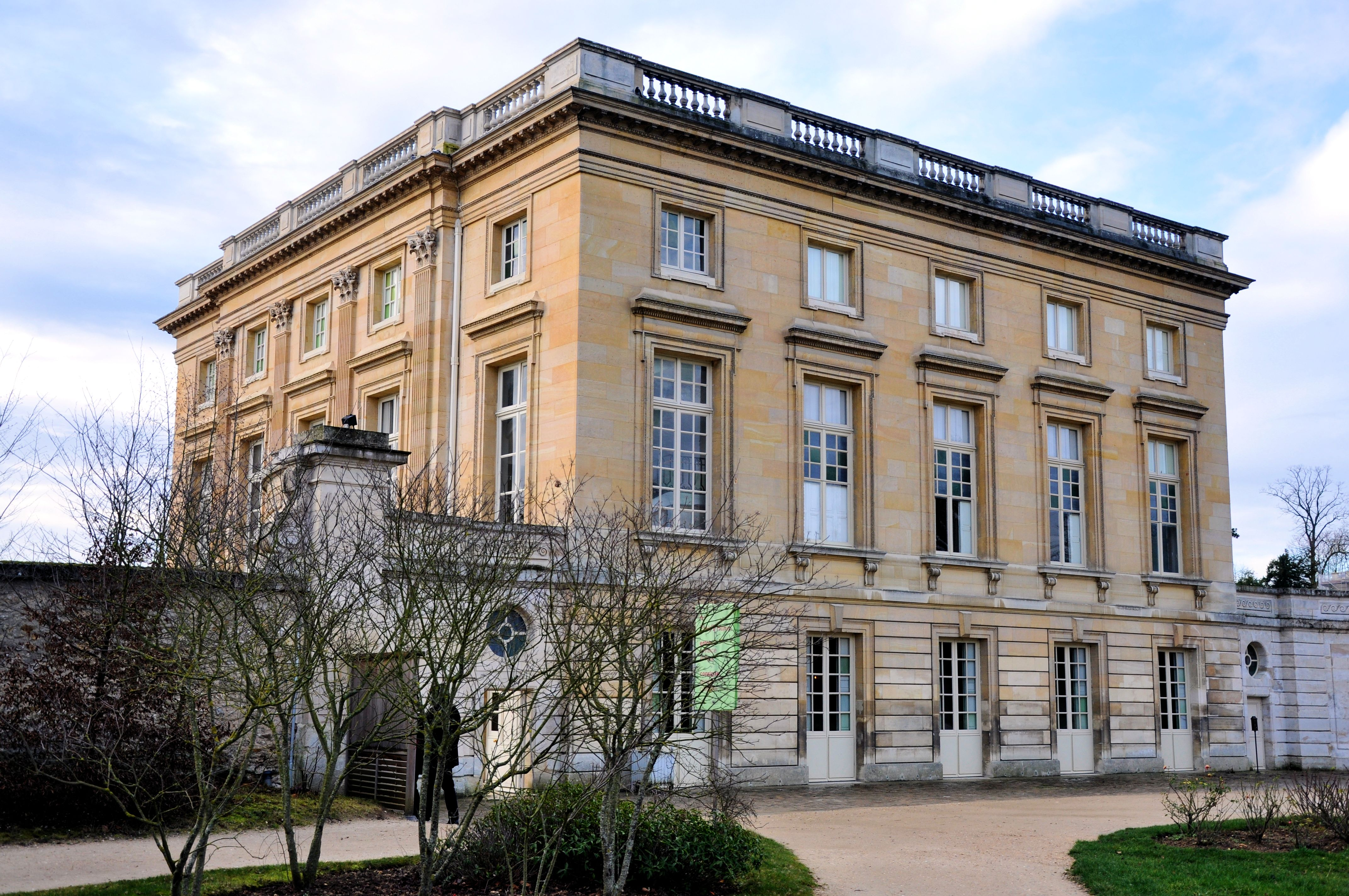
Fachadas sur y este.
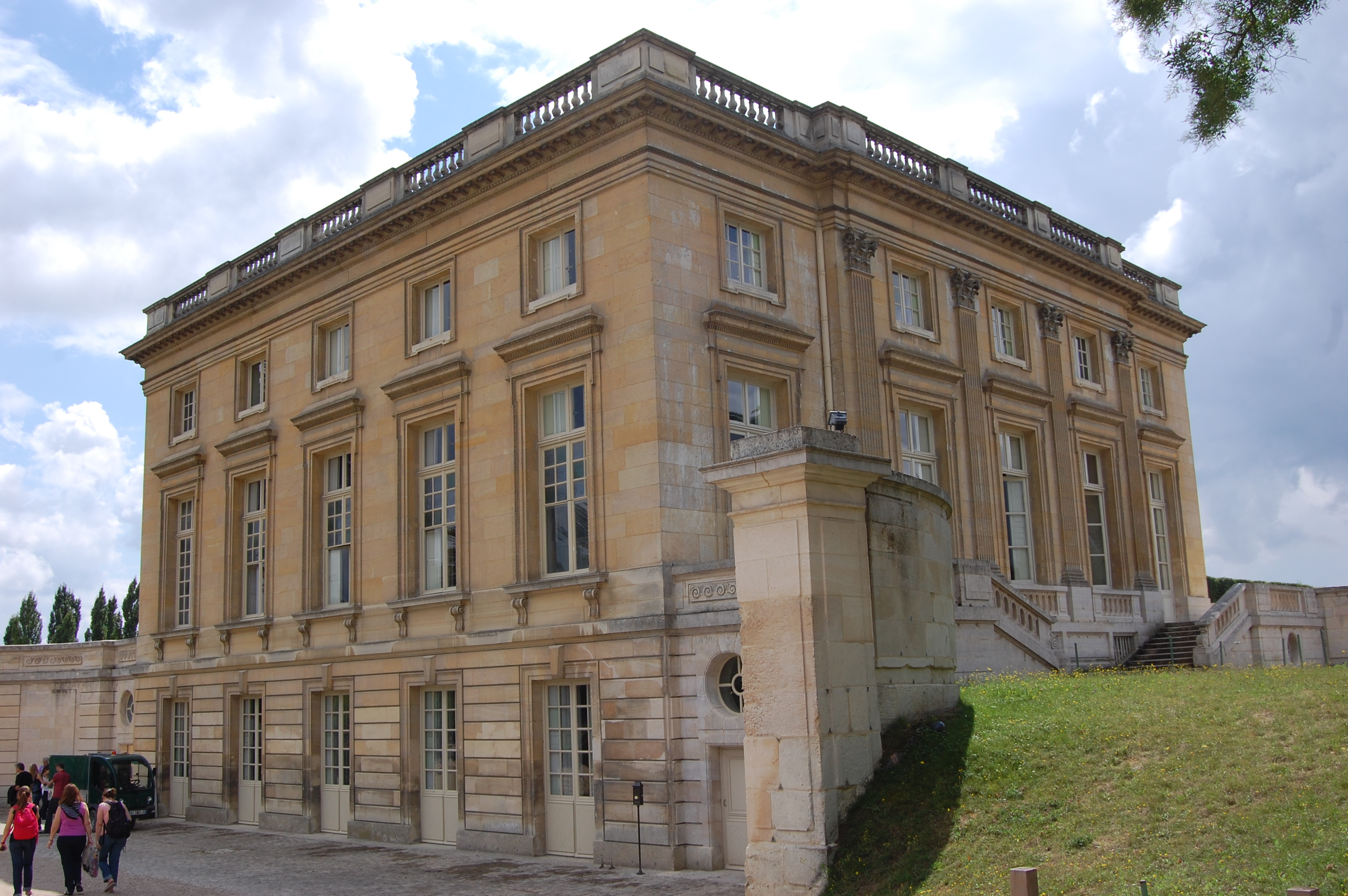
Fachadas este y norte.
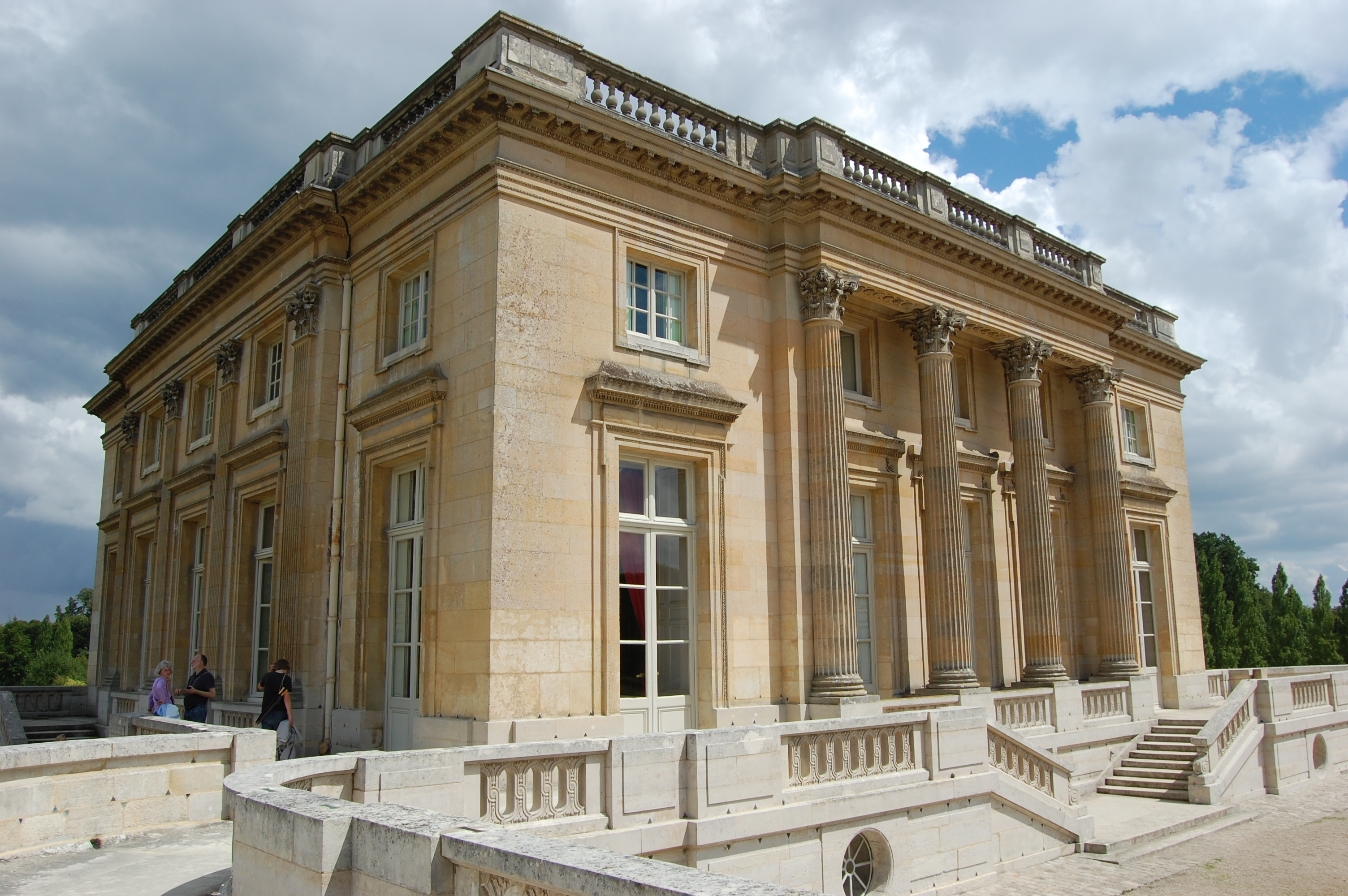
Fachadas norte y oeste.
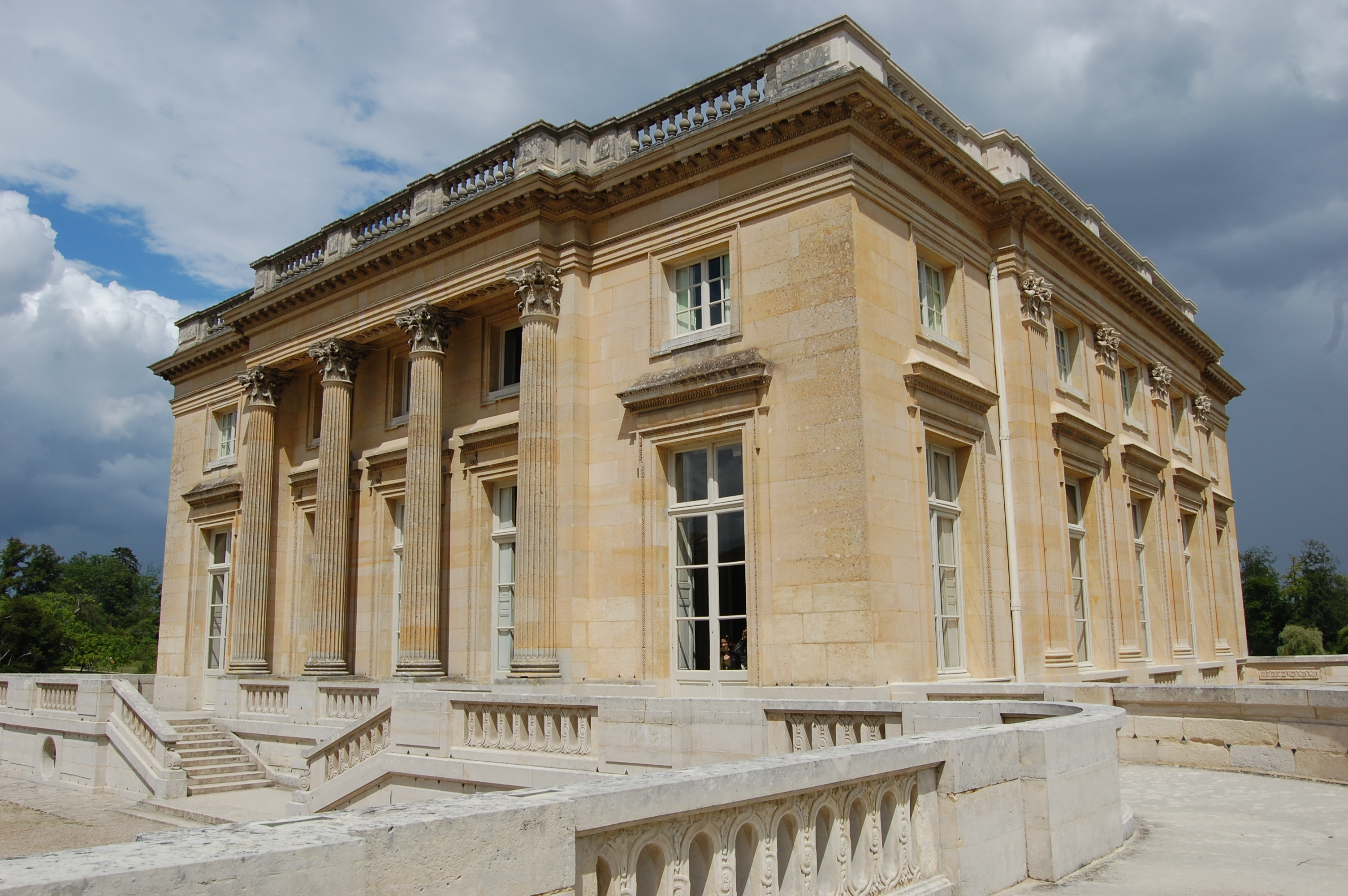
Fachadas oeste y sur.

La decoración está marcada por una sutil evolución del arte y no por una victoria absoluta de la modernidad; mientras algunos viejos hábitos, como la venera o los trofeos del Amor, todavía existen junto con nuevas formas, en escultura o carpintería, cuyos motivos están directamente inspirados en los jardines del Trianon, como las guirnaldas de hojas o la profusión de frutas.
La planta baja, accesible únicamente desde el sur y el este debido a la elevación de la tierra, es principalmente el hogar de los sirvientes. El juego de las terrazas pueden ocultar el tráfico necesario al servicio del Pequeño Trianón, y, en particular, la comunicación con los edificios anexos, como el teatro o la capilla. En el primer piso están las salas de recepción y el departamento de la reina. El ático es el departamento del rey y el de los invitados. A través de la entrada, se puede acceder al piso noble directamente. Aparentemente abierto en los jardines, el piso de los salones se encuentra en realidad sobre una planta baja que da, al lado de Versalles, a un pequeño patio rectangular redondeado en las esquinas, reacondicionado en el tiempo de María Antonieta, enmarcado por una pequeña pared y un seto de glorietas y cerrado por una rejilla verde suave flanqueada por dos garitas para centinelas. Enfrente está la Avenue du Petit Trianon que conduce al Palacio de Versalles.

### Planta baja

Plano de la planta baja del Palacio del Pequeño Trianón.
A. Sala de guardias.
B. Vestíbulo.
C. Sala de billar.
D. Sala de la plata.
E. Sala del mecanismo de los espejos.
F. Recalentador.
G. Galería abovedada del norte.
H. Galería del juego de anillos.
I. Frutería.
J. Frutería-2.
K. Galería.
L. Galería de la Capilla

El acceso a la planta baja, llamada "subterráneo" en el siglo XVIII por la apertura al vestíbulo por dos puertas en un pequeño porche del patio, al sur del palacio. A la izquierda está la sala de guardias y, a la derecha, la sala de billar, el resto está reservado para el uso del servicio. Afectado, en la restauración completada en 2008, la recepción del público y los servicios, este piso encuentra su primer destino; la entrada es como en los viejos tiempos por la casa de Suiza.

#### Vestíbulo

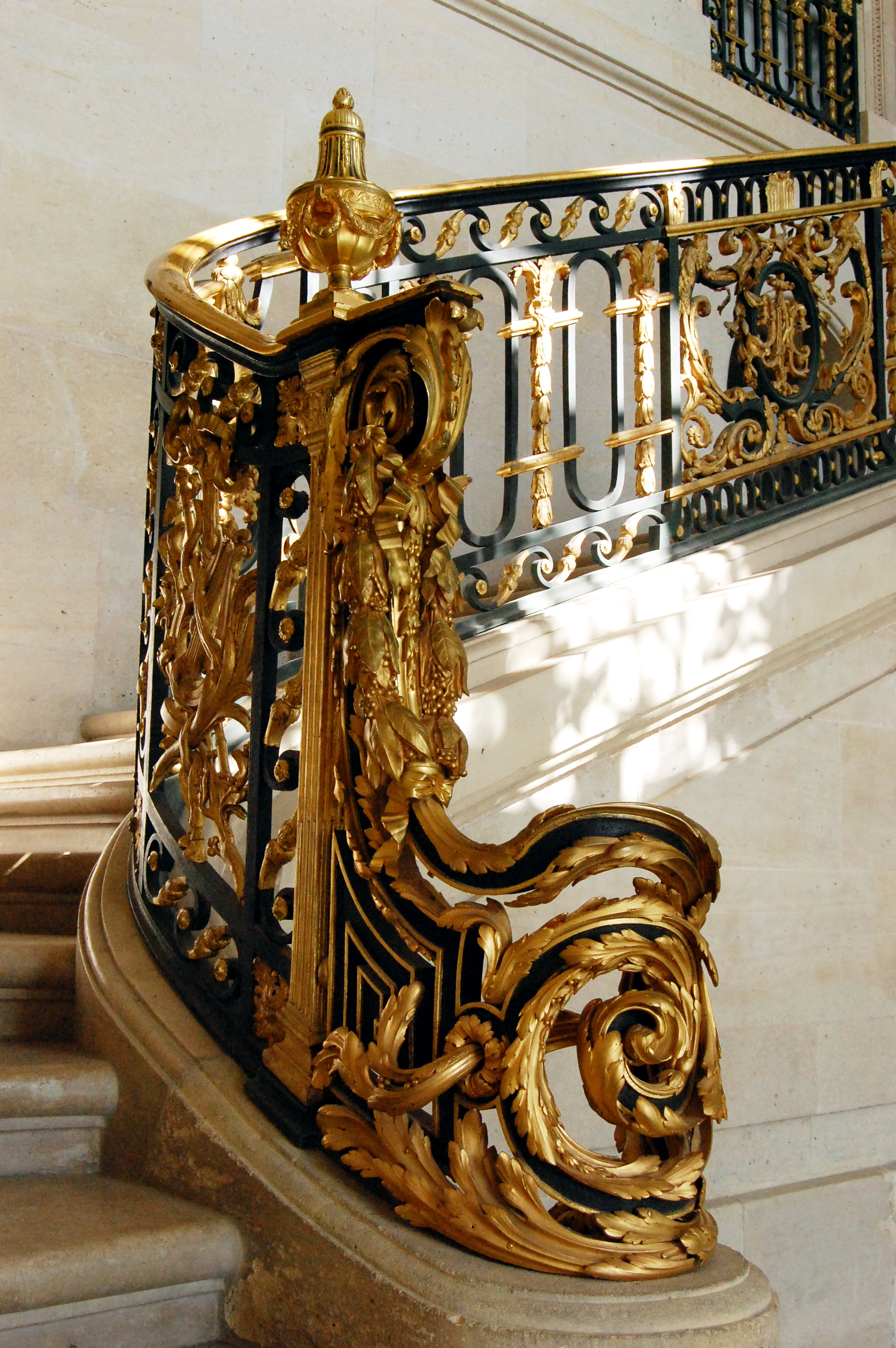
Acceso de la escalera.

Desde el vestíbulo se accede a la escalera principal del palacio convirtiéndose en dos tramos rectos, está construida en piedra caliza de Saint-Leu y adornada con  bronce dorado y rampa de hierro forjado, los cerrajeros que trabajaron fueron Gamain Louis y François Brochois. Su diseño está recargado y con medallones ovalados realizados con martillo, que fueron originalmente los monogramas de Luis XV, se trata de dos letras L entrelazadas luego sustituidas por las de María Antonieta, M y A también entrelazadas. La decoración de la pared simplemente se trata con piedra tallada, 
formando una transición ornamental entre el interior y el exterior. El suelo es de baldosas de mármol blanco veteado y campan verde, recordando los colores verdes de los jardines.
Detrás de los tramos de escaleras, una puerta da acceso al calentador cubierto por una bóveda baja. En el rellano del medio de las escaleras en el séptimo escalón, otra pequeña puerta a la izquierda, permite unirse a la antigua galería china del juego de anillos por un largo corredor creado en 1781 -la transformación más importante traída por María Antonieta al palacio- y se encuentra bajo la terraza frente al jardín francés.

#### Sala de guardias
Un primer proyecto de 1763 ofrece en esta gran sala en la planta baja una biblioteca botánica, que finalmente no se realizó, y albergó allí hasta mediados del siglo XIX y el siglo XX, a los guardaespaldas. Por esta razón, la decoración es simple: las paredes están construidas con una piedra de falso corte y el parqué del suelo está hecho de tablas pesadas. Había algunas camas con colchones y mantas, así como muebles de almacenamiento.
Con la restauración de los años 2006-2008, la sala ha pasado a servir de entrada a los visitantes de la finca, a través de un corredor, anteriormente cerrado, que conecta con el jardín de la capilla. Los dos cuadros expuestos, del pintor austriaco Johann Georg Weikert, se ordenó que se colocaran en el gran comedor del primer piso, ambos representan el espectáculo con el que se festejó, el 24 de enero de 1765 en el castillo de Schönbrunn en honor del segundo matrimonio de José II del Sacro Imperio Romano Germánico con la princesa Josefa de Baviera. María Antonieta le había apedido a su madre María Teresa I de Austria la realización copias de estos dos lienzos que ella le gustaban; en uno de ellos, María Antonieta aparece a la edad de diez años bailando con sus hermanos un ballet pantomima de Christoph Willibald Gluck, la otra pintura representa a sus hermanas mayores interpretando cuatro Musas en una ópera. El 18 de marzo de 1778, ella recibió estas obras, ante lo que comentó: «Aumentarán el placer que tengo cuando estoy en Trianón».
|  |  |

#### Sala de billar
En esta sala de la esquina, en la planta baja, se encontraba el billar original de Louis XV, después desaparecido. Uno nuevo fue ordenado realizar por Luis XVI en 1776 a Anthony Henry Masson, paumier-billardier del rey,  con unas dimensiones de 414 por 219 cm, está realizado de madera maciza de roble y marfil con quince pies torneados. Está acompañado por veinte placas de hierro para las velas, doce bolas de billar de marfil para el Jeu de la Guerre, o para  el billar francés también llamado carambola, y una treintena de tacos por un costo total de 3.000  libras. En 1784, María Antonieta lo trasladó al primer piso y fue reemplazado por otro, de menor elegancia, para los oficiales de la guardia. Se vendió por 600  libras a una tienda de segunda mano llamada Rouger en 1794 durante las ventas revolucionarias.
Al no haberse encontrado el billar de origen, se realizó una restitución, en 2005, en el marco de un patrocinio de competencia por valor de 50 000 euros con la empresa Chevillotte, respetando los materiales de origen y los colores iniciales. Después de haber sido expuesto en los apartamentos del Rey del palacio, regresó a su lugar original en 2008.
Las paredes están revestidas por completo y el parqué también ha sido restaurado según estaba en los planes originales. En la chimenea se expone un busto de yeso de María Antonieta copia de la obra en mármol de Louis-Simón Boizot, que fue encargado en 1781 por el conde de Vergennes, secretario de Estado de Asuntos Exteriores. Dos lienzos cuelgan en la pared: uno de Élisabeth Vigée Le Brun representando la reina, y el otro es una escena de la familia real.Bossard, Roland (2001). «La famille royale réunie autour du dauphin en 1782». Versalia. Revue de la Société des amis de Versailles (en francés) (4): 20-21.
|  |  |  |

#### Recalentador
La sala principal en la planta baja asignada al servicio es la cocina central, o «gran oficina», accesible desde el vestíbulo por una galería intermedia. Dos pequeñas reservas de salas se le atribuyen. Desde 1770, se convierte más exactamente en un recalentador, especialmente destinado a perfeccionar la preparación de los platos que se hacen en la cocina. De hecho, con el fin de no molestar a los ocupantes del palacio, las verdaderas cocinas están en una vasta ala cerca del palacio conectado a la sala de calentamiento por una larga serie de corredores protegidos. Su amplia bóveda de sillería, de baja pendiente, creada por Ange-Jacques Gabriel, es considerada una obra maestra. Hay una gran chimenea de chimenea griega, y un horno de mampostería para calentar los platos. María Antonieta lo había eliminado debido a los olores que emanan y la habitación es asignada a las «mujeres de la Reina»". Fue restaurado en 2008 al modelo original, ubicado en la aldea de la Reina, y se colocaron mesas y utensilios de cobre en estilo de la época.
|  |  |

#### Fruterías
Louis XV desea instalar «tablas voladoras» o «tabla en movimiento», tal como existe en el Château de Choisy, permitiendo que aparezca, en el centro del comedor, las primeras mesas, previamente preparadas en la planta baja. El inventor Loriot es el diseñador de este mecanismo por el cual se puede mover hacia arriba o abajo una o más tablas, sustituyendo así un pedazo de parqué del mismo tamaño en forma de rosa. Este dispositivo tiene la doble ventaja de sorprender a los invitados y preservar la intimidad de las conversaciones de los invitados, al eliminar la presencia de sirvientes y miradas indiscretas. La exposición del proceso se realiza en el Louvre en mayo de 1769 y la realización en el Trianon se confía al cerrajero Gamain y al mecánico Richer. 

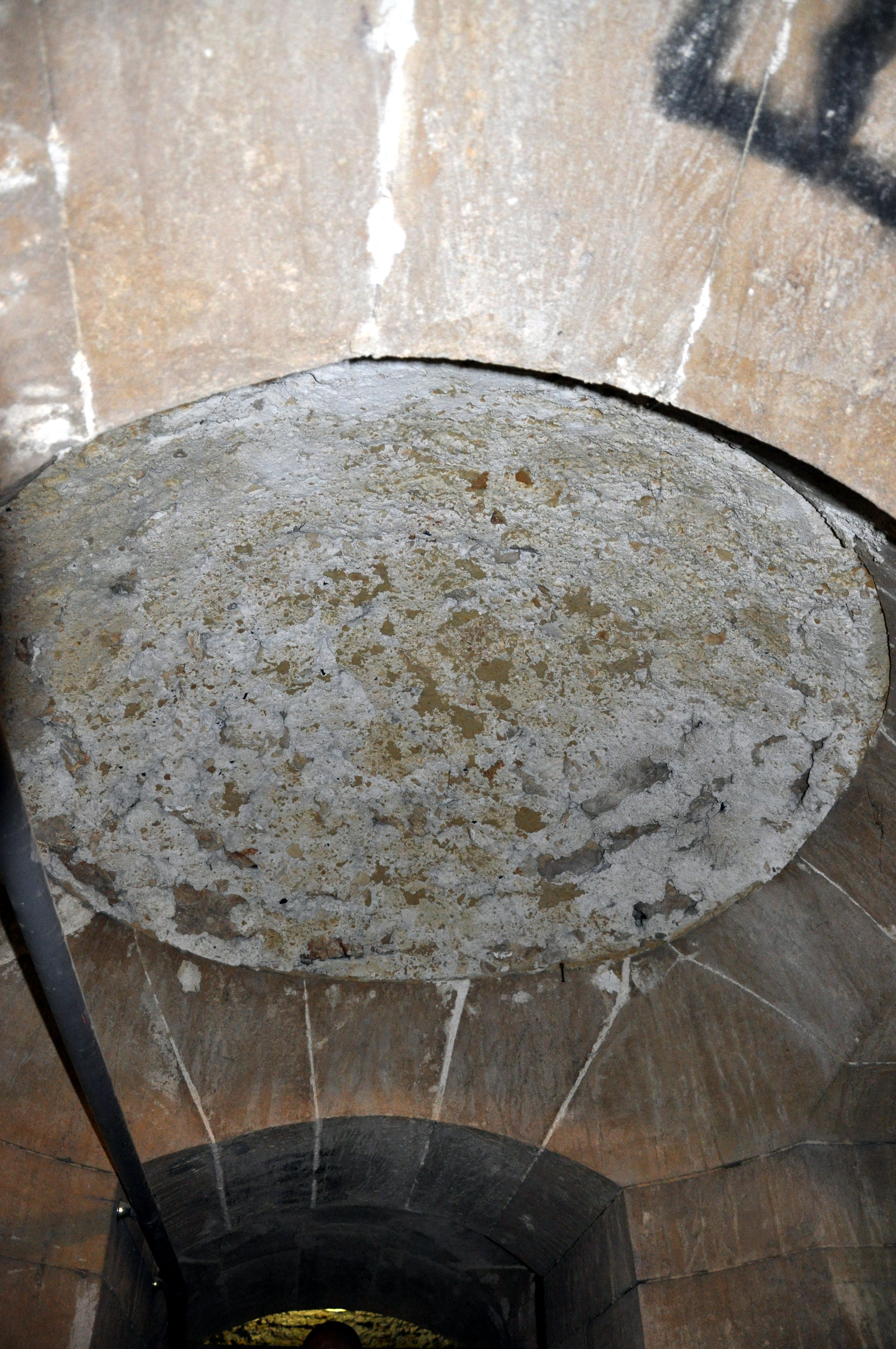
Emplazamiento de las «mesas voladoras», vista actual en la bóveda de una pequeña bodega del palacio.

Para permitir la instalación de poleas y contrapesos para las dos tablas previstas, se asignan para esta función dos habitaciones de la planta baja, lo que es el resultado de una primera expansión de habitaciones a partir de 1770. Sin embargo, debido al alto costo de este mecanismo, su instalación se cancela, el 16 de marzo de 1772, por medio de una carta de Marigny a Loriot. Únicamente se realizan algunos ajustes, en particular la tolva que se puede ver en el techo, y su inventor fue indemnizado.
Las dos salas pequeñas se convirtieron en simples salas de trabajo y se restauraron dos armarios de la frutería así como la chimenea, según los planos de la época. Una estrecha escalera proporciona acceso a dos pequeñas bodegas, las únicas en el palacio, donde la maquinaria debería haber sido instalada para garantizar el funcionamiento de estas «tablas voladoras». Es en la parte posterior de la frutería que se realiza en 1782 una galería que conduce al juego de anillos.
Se han instalado quioscos multimedia para proporcionar a los visitantes información sobre el Petit Trianon, en particular su construcción y restauración reciente, así como modelos tridimensionales en el primer piso.

#### Sala de la plata
En esta sala se guardaban la vajilla y cubertería del Petit Trianon. Una parte se transfiere al servicio común durante la extensión de estos. Grandes armarios permitían tener todo en orden por la reina. Restaurado en el año 2007 de acuerdo con los modelos del ebanista André Jacob Roubo, ahora se exhiben algunos objetos de valor del servicio de Luis XV o María Antonieta, así como algunas otras piezas del siglo XIX. El primer servicio de porcelana ordenada en 1763 para varios castillos del rey fue transferido a Trianon el año 1769 hasta 1790. Se trata porcelana de la Manufactura de Sèvres y decorada, probablemente por Charles Buteux activo en la fábrica entre 1756 y 1782 con trofeos civiles o militares. El segundo servicio, de la misma procedencia, contiene 295 piezas, y se entrega a la reina María Antonieta el 2 de enero de 1782, por un monto de 12,420 libras. Su decoración, diseñada por Michel-Gabriel Commelin pintor y dirigida por Jean-Nicolás Lebel, está muy de moda, forma un gran friso de unas plántulas de arándanos con una hilera de perlas blancas, sigue la línea con el servicio solicitado el año anterior para quince personas que representan cartelas con rosas y arándanos en un fondo blanco. El dorado es realizado por Jean-Pierre Boulanger.

#### Sala del mecanismo de los espejos
Bajo Louis XV, la pequeña habitación en el noreste tenía una escalera que conducía a los armarios del primer piso del rey. Se eliminó en 1776 y la habitación se convierte en un depósito simple para el mecanismo de los «espejos móviles» del tocador de la reina, con el que se podía tapar o descubrir las ventanas situadas en su parte trasera, el salón tocador estaba ubicado e instalado en el primer piso. Esto se logra a un costo de 24.470 libras, por el ingeniero Jean-Tobie Mercklein, ingeniero real y diseñador unos pocos años antes del juego de los anillos. Vendido durante la Revolución, este sistema de poleas casi teatral se restauró en 1985, y se puso en pleno funcionamiento e incluso se modernizó mediante su electrificación.
También se exhiben en esta sala dos vitrinas con un conjunto de herramientas de jardín, probablemente utilizados en la «aldea de María Antonieta».
|  |  |

### Primer piso

Plano del primer piso del Petit Trianon
A. Gran escalera.
B. Antecámara.
C. Gran comedor.
D. Pequeño comedor.
E. Salón de compañía.
F. Tocador.
G. Habitación de la reina.
H. Gabinete de baño.
I. Escalera hacia el ático.
J. Pasillo.
K. Sala de baño.
L. Armario de silla.

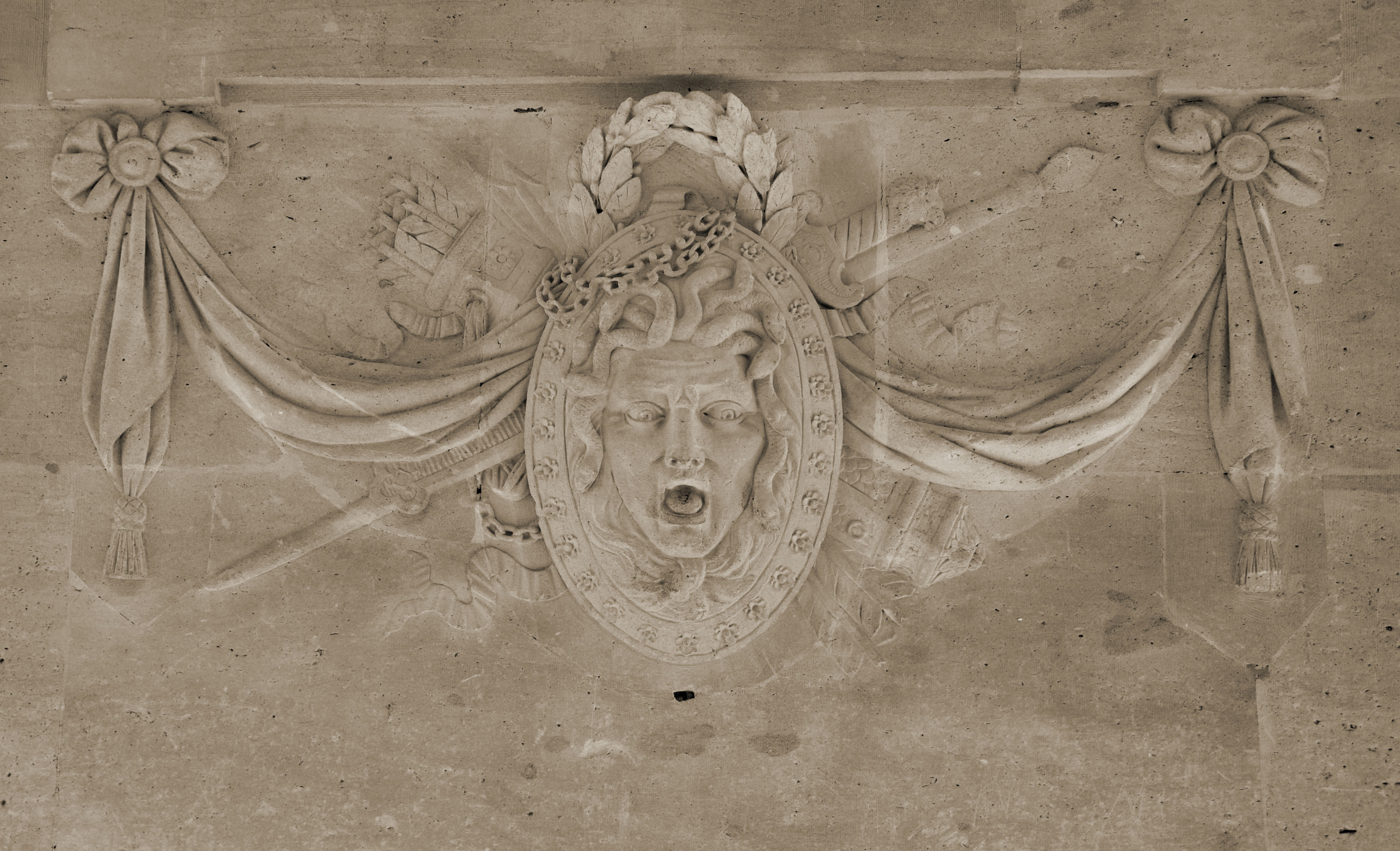
Bajorrelieve sobre el rellano del primer piso.

En el rellano del primer piso hay un bajorrelieve, entre dos ventanas, que representa una cabeza de medusa que «pretende prohibir el acceso a inoportunos», terminado en 1765 por el escultor Honoré Guibert, que realizó todas las esculturas del Petit Trianon. A la manera de un patio, lo que refuerza la impresión de espacio al aire libre, las ventanas interiores con vistas tanto en pequeños apartamentos de servicio y el entrepiso se integran en una verdadera piedra caliza igual que la de la fachada del edificio, con balaustradas forjadas y ventanas en forma de ojo de buey enmarcadas por hojas de roble talladas en piedra. La ventana central francesa, que da a la escalera vacía, está arqueada y también provista de una barandilla forjada. En las dos paredes laterales, guirlandas de laurel cuelgan debajo de los paneles llamados «tablas», coronadas por un entablamento neoclásico. Las cuatro puertas están adornadas con tímpanos.
A través de la puerta izquierda de la escalera de honor, uno puede subir a la recepción del entresuelo y habitaciones más íntimas. El pavimento de está realizado con un parqué tipo Versalles. La antecámara y los comedores se abren directamente, a través de las cuatro grandes puertas francesas al oeste, en una escalinata para acceder al jardín francés. La mayoría de las ventanas del primer piso, originalmente compuestas de pequeños cuadrados se transformaron con María Antonieta en grandes ventanales que dan a los jardines para iluminar las habitaciones, pero también para permitir una mejor visión al exterior.

#### Antecámara
La decoración de la antecámara es sobria. Las paredes están paneladas a toda su altura y pintadas en verde agua con un fondo blanco. El 22 de marzo de 1768, Luis XV encomendó a Jacques-Philippe Caresme dos pinturas, nota 24 destinadas a decorar la parte superior de la puerta, con inspiración en las Metamorfosis de Ovidio, según las instrucciones del secretario de la Real Academia, Charles-Nicolás Cochin, El primer panel, Myrrha métamorphosée en arbuste, representa a Mirra, futura madre de Adonis, transformada en un árbol de mirra para escapar de su padre incestuoso Theias, rey de Siria. El segundo, perdiendo la Revolución Francesa, es una representación de Nymphe métamorphosée en menthe, Proserpina irritada por haber sorprendido a Plutón con la hija de Cocito, la cambia en mentha y al hermano en el bálsamo natural por favorecer los amores de su hermana.
La antecámara a veces se llama «sala de bufet» o «sala de estufas». De hecho, desde el principio, dos grandes estufas de cerámica de Faenza están dispuestas a cada lado de la puerta que conduce al comedor, contribuyen al calor sin estropear la lujosa decoración de este lugar de recepción.  Desmontadas durante la Revolución, fueron reemplazadas en 1805 por dos nuevas estufas de mosaico con horno de leña. A continuación, las dos puertas falsas recubiertas de espejos, fueron restituidas en su lugar en el siglo XX. Entre estos dos períodos, Luis Felipe I de Francia hizo instalar en su emplazamiento dos paneles esculpidos provenientes del Pabellón fresco.
Dos bustos de mármol de Louis-Simón Boizot de setenta centímetros, encargados por María Antonieta en 1777 con motivo de la visita de su hermano, están dispuestos sobre peanas de roble tallado pintado y dorado en ambos lados de la abertura de la ventana al jardín francés y representan a José II del Sacro Imperio Romano Germánico, emperador romano santo y Luis XVI de Francia, llevando ambos el Orden del Toisón de Oro y el rey, el cordón de la Orden del Espíritu Santo.
|  |  |

Una de las pinturas más famosas que representan a María Antonieta se exhibe en esta antesala. Es un óleo sobre lienzo de Élisabeth Vigée Le Brun,-nombrada pintora de la reina a pesar de la camarilla dirigida por Adélaïde Labille-Guiard-, el cuadro es llamadoMarie-Antoinette à la rose. Creado en 1783, es una de las cinco réplicas del retrato oficial de 1778 realizado por la misma artista; en el primero, que promovió un escándalo, la reina posaba con «vestido gaulle» (ropa de muselina ajustada a la cintura y con gran escote) y un sombrero de paja, prefigurando su gusto por la Aldea de la Reina que se estaba construyendo cerca del Palacio del Pequeño Trianón.

#### Gran comedor

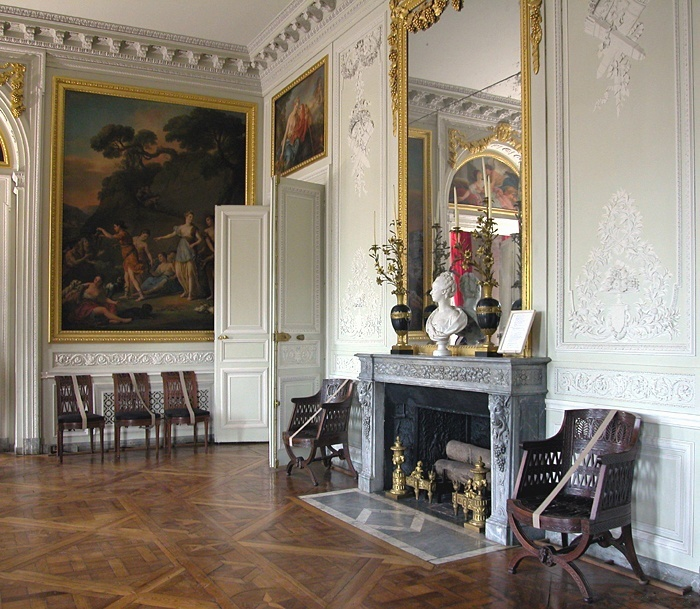
Gran comedor del Pequeño Trianón.

La antecámara se abre hacia el gran comedor, un auténtico laboratorio de cata de frutas y verduras cultivadas en la zona. Su decoración está completamente dedicada a la naturaleza, según el deseo de Luis XV, para conseguir una armonía vegetal entre la decoración interior del palacio y sus jardines. Al igual que en las dos habitaciones contiguas, hay paneles ricamente tallados por Honoré Guibert que representan, en su parte inferior, frutas entrelazadas. En los paneles altos, antorchas y aljabas cuelgan coronas de flores. La chimenea de mármol de color azul oscuro, de Jacques-François, tiene una decoración con trofeos y guirnaldas de flores y frutas. Está coronada por un espejo decorado con hojas de vid sostenidas por un mascarón bactriano.
Los temas  de la parte superior de la puerta encargados al mismo tiempo que los de la antecámara, se seleccionan en el mismo espíritu: Vertumne y Pomona,  Vénus et Adonis, Borée et Orythie y Zéphir et Flore. Los dos primeros, rectangulares, son ejecutados por Clément-Louis-Marie-Anne Belle, los otros, en forma «abanico», por Charles Monnet, pintores menos prominentes para producir grandes composiciones, pero ambos trabajan bajo la dirección de Charles-Nicolás Cochin.

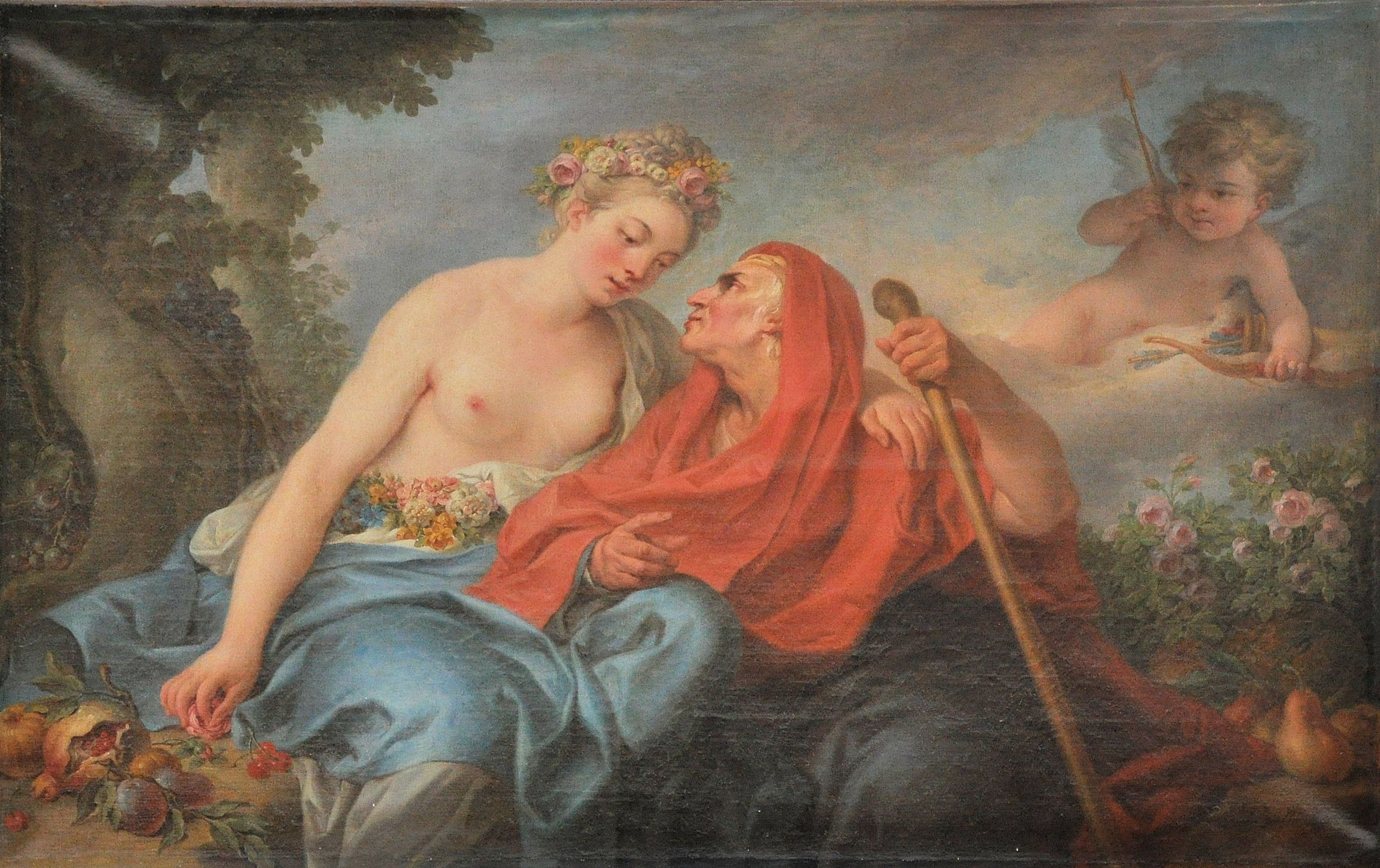
Vertumne et Pomone Clément-Louis-Marie-Anne Belle
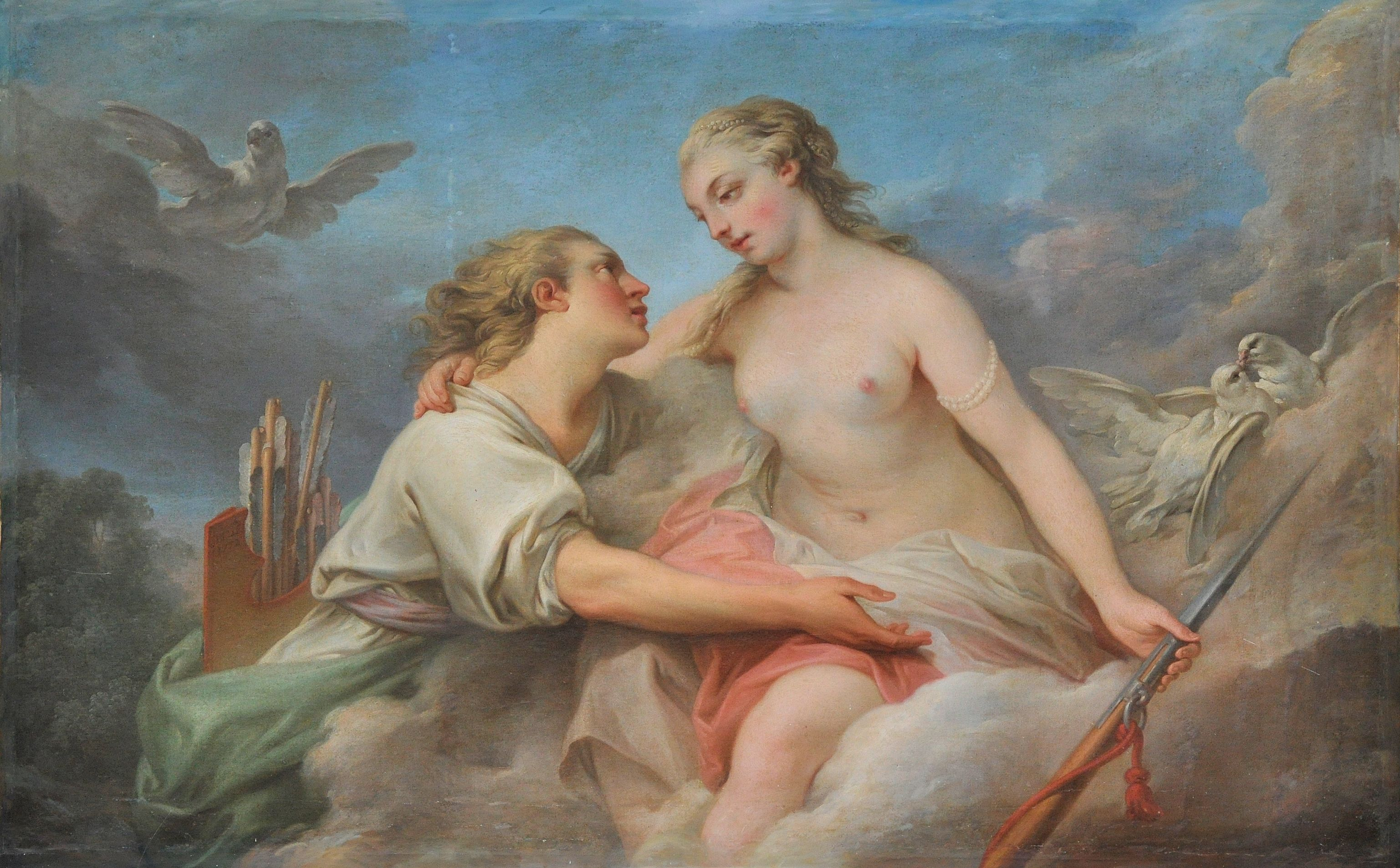
Vénus et Adonis Clément-Louis-Marie-Anne Belle
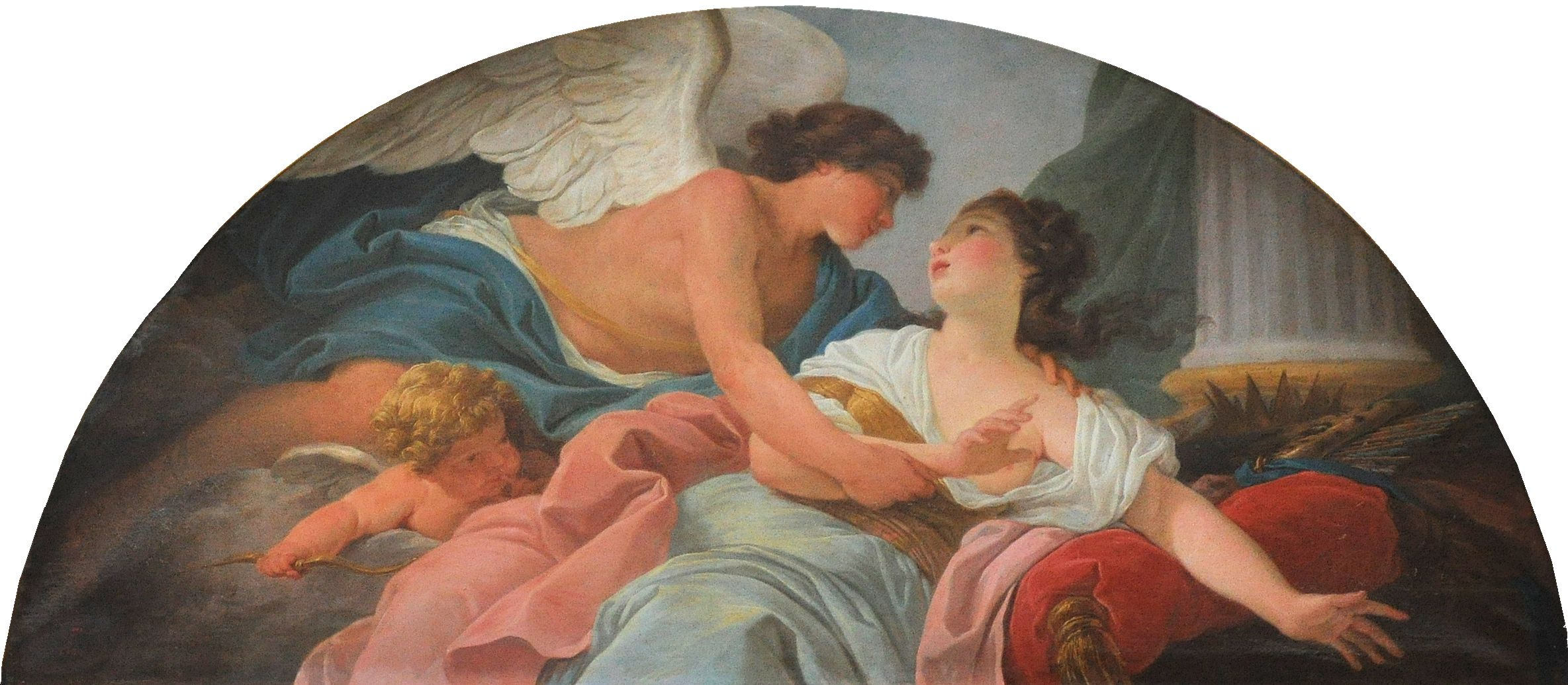
Borée et Orythie Charles Monnet
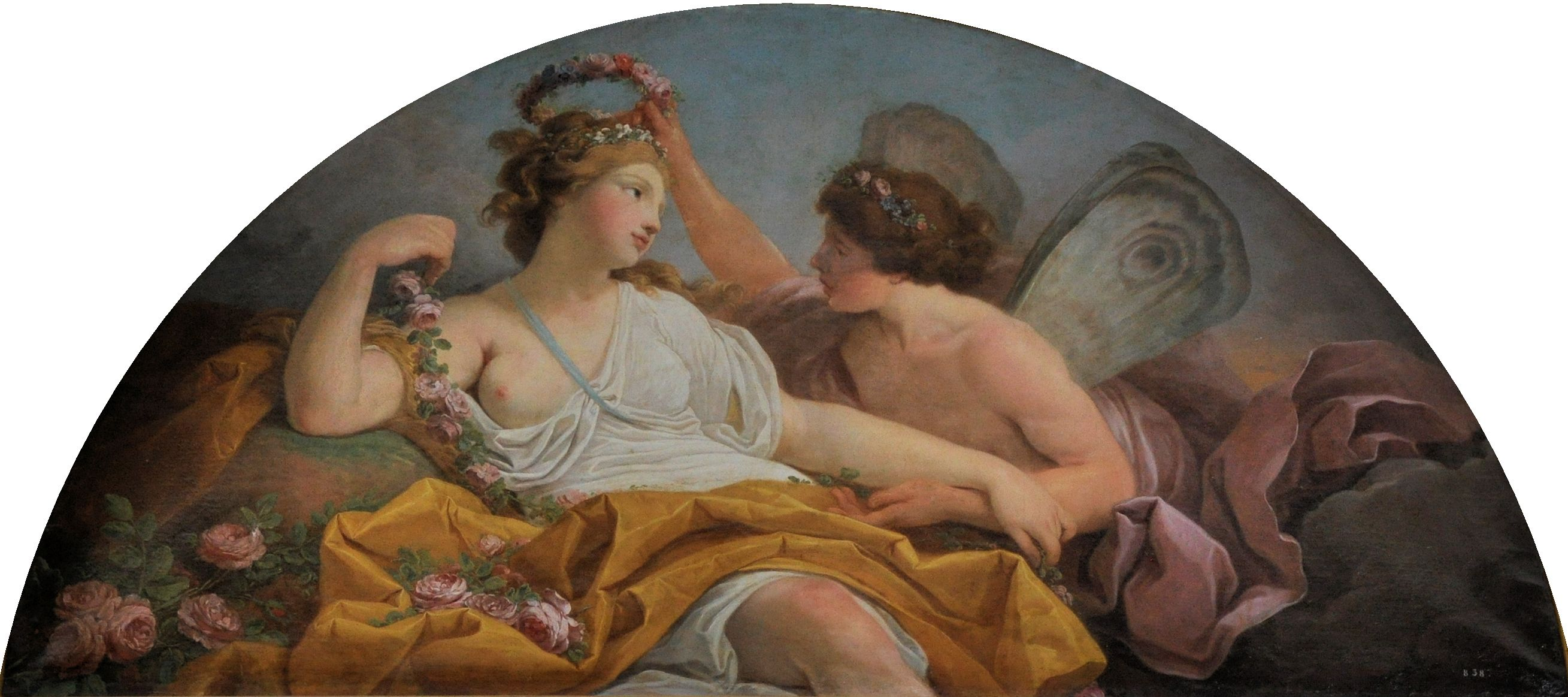
Zéphir et Flore Charles Monnet

En las paredes laterales, cada arco perforado por una puerta está enmarcado por dos grandes lienzos que representan escenas alegóricas alrededor de la comida. La Moisson, se realiza en 1769 por Louis Jean François Lagrenée y muestra a Ceres y al rey Triptólemo enseñando el cultivo del trigo. La Chasse, se encarga a Joseph-Marie Vien, director de la Academia de Roma, en 177, que representa a Diana y sus ninfas que ordenan compartir el fruto de su caza entre los pastores. A la muerte de Luis XV, las dos últimas tablas no se habían completado, causando confusión entre los pintores contemporáneos. La Pêche, está realizada por Gabriel-François Doyen, Neptuno y Anfítrite, acompañados por un séquito de ninfas y tritones, ofrecen a los hombres las riquezas del mar.La cuarta tela, fue ejecutada por Noel Hallé y representa Les Vendanges, y el triunfo de Baco con los campesinos que cultivan las vides, esta pintura planteó una crítica y fue reemplazada por algún tiempo con una obra de Jean-Baptiste Marie Pierre sobre el mismo tema.

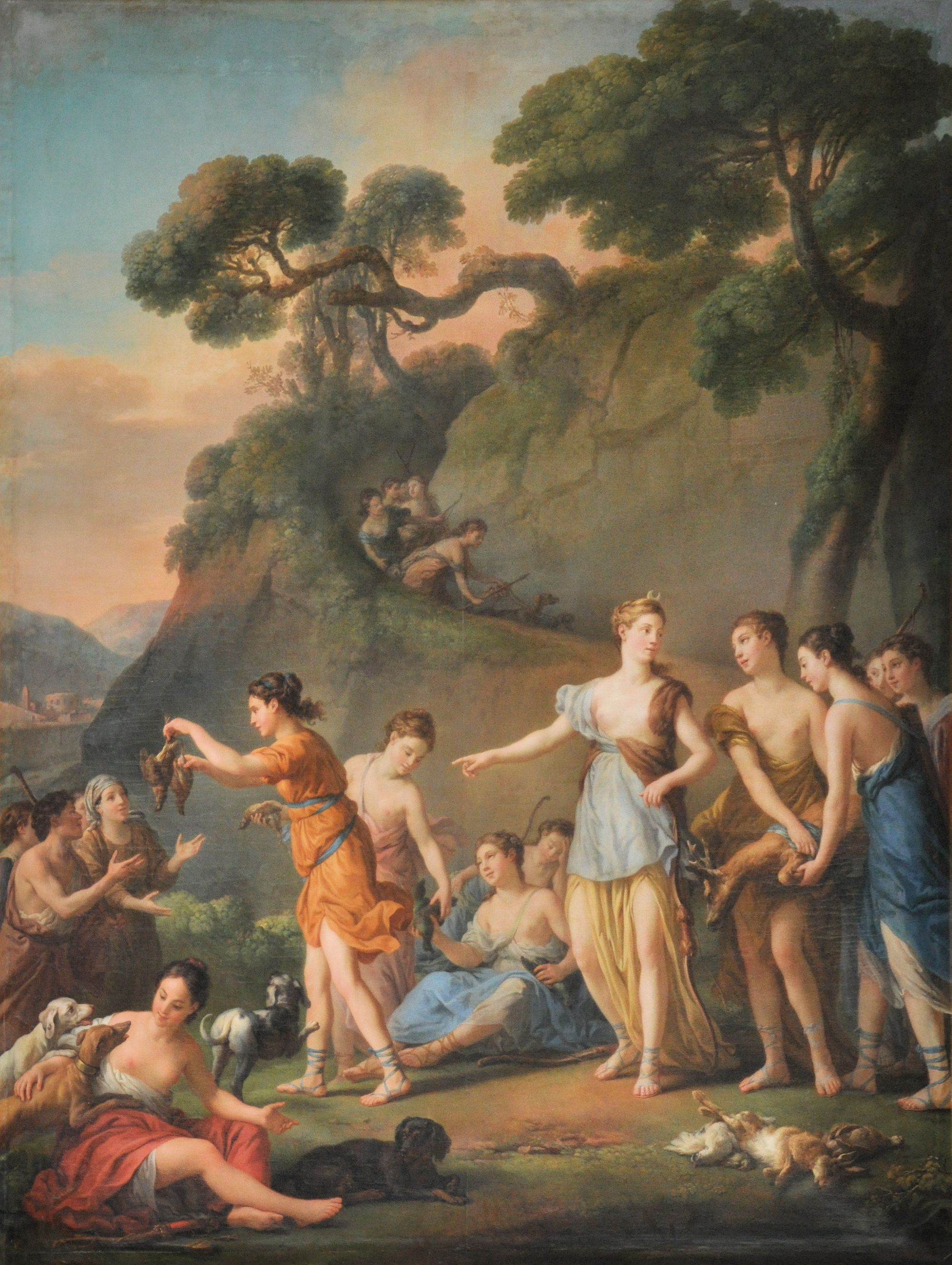
La chasse Vien
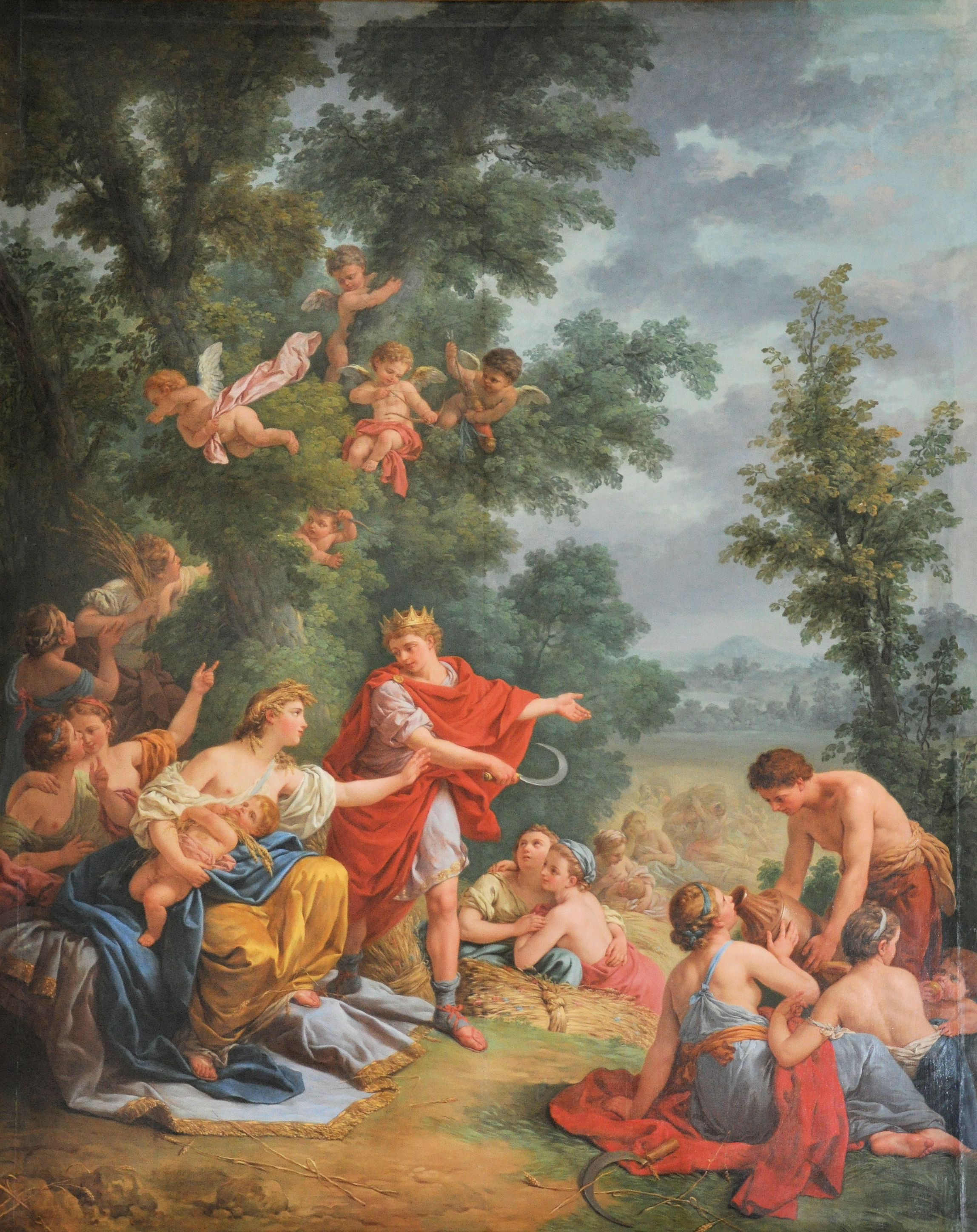
La Moisson Lagrenée
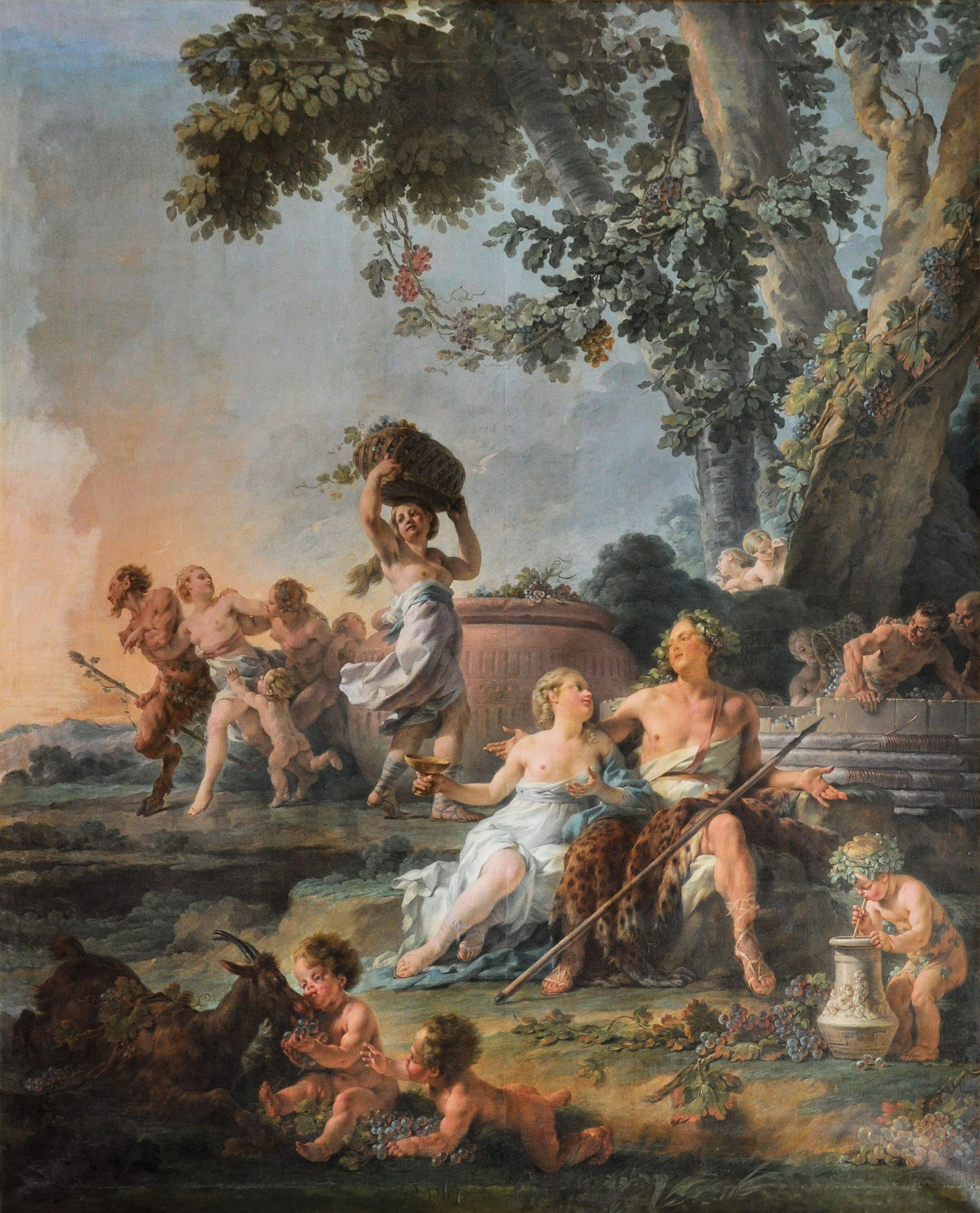
Les Vendanges Noël Hallé
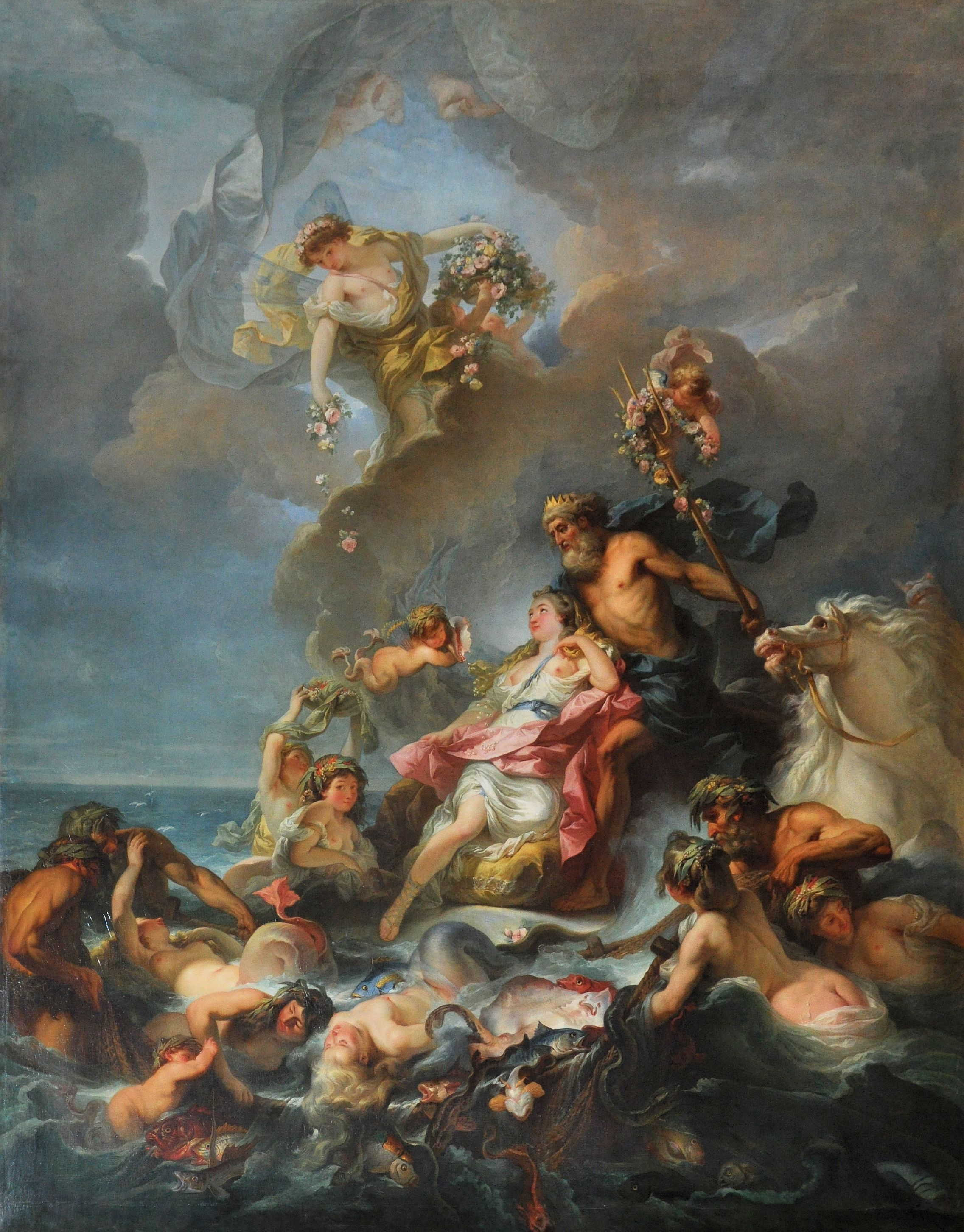
La Pêche Doyen

El rey Luis XV cena por primera vez en este comedor en septiembre de 1769, en una silla de tercipoleo de Génova de color carmesí rodeado con una veintena de sillas. María Antonieta, después de tomar posesión de la finca, deseaba eliminar las dos últimas pinturas, apreciando poco la representación de desnudos. En esta ocasión, le pidió a su madre 
Marie-Thérèse dos reproducciones de pinturas que la representan con sus hermanos y hermanas durante el matrimonio de José II. Pero no logró imponer el cambio de estas pinturas que podían romper la armonía iconográfica desarrollada por Cochin, y las pinturas de Weikert fueron expuestas en la planta baja dentro de la sala de billar. La última cena de la pareja real se llevó a cabo el 24 de julio de 1788.
Las cuatro pinturas, extraviadas durante la Revolución Francesa, son reemplazadas en 1805 por pinturas al temple de Pierre Drahonet, representando arquitecturas en ruinas; que fueron retiradas durante la Restauración borbónica en Francia, y Luis XVIII en 1819 hizo realizar por François-Louis Dejuinne cuatro pinturas sobre el tema de las estaciones, pero con las alegorías iniciales: le Printemps (Flore et Zéphyre), l'Été (Cérès et Triptolème), l'Automne (Bacchus et Silène), y l'Hiver (Borée enlève Orythie). Terminadas en 1825, después de la muerte del rey, fueron instaladas por Luis Felipe y permanecierpn en el lugar hasta el final del siglo XIX, dando a la sala los nombres de «Salón de las estaciones». o «Sala de comer en las estaciones».
En el centro del parqué de Versalles hay rastros de una escotilla, un vestigio del viejo proyecto de las «mesas voladoras» que se planeó enviarlas desde la planta inferior.

#### Pequeño comedor
El pequeño comedor contiguo tenía que albergar una de las «mesas voladoras» del proyecto abandonado de Loriot. Este comedor sirvió bajo Luis XV para cenas íntimas y cenas galantes.Nolhac, 1913, p. 67 Su decoración siguió con el tema de la naturaleza y los paneles son cestas y adornos florales tallados, al igual que en la antecámara, pero únicamente en la parte superior de los paneles.
En 1768, el pintor Jean-François Amand fue encargado de ejecutar un episodio en tres partes de la leyenda del amor, pero murió unos meses más tarde, antes de haber terminado su trabajo. Fue Antoine Renou quien hizo el pedido Les Amours et les Grâces, pero las pinturas desaparecieron durante la Revolución Francesa. Se instaló en el reinado de Luis Felipe I, tres pastorales de Jean-Baptiste Pater que se hicieron en la década de 1720: Le Bain, Le Concert champêtre, y La Pêche, que ha sido largo tiempo atribuida por error a Antoine Watteau.

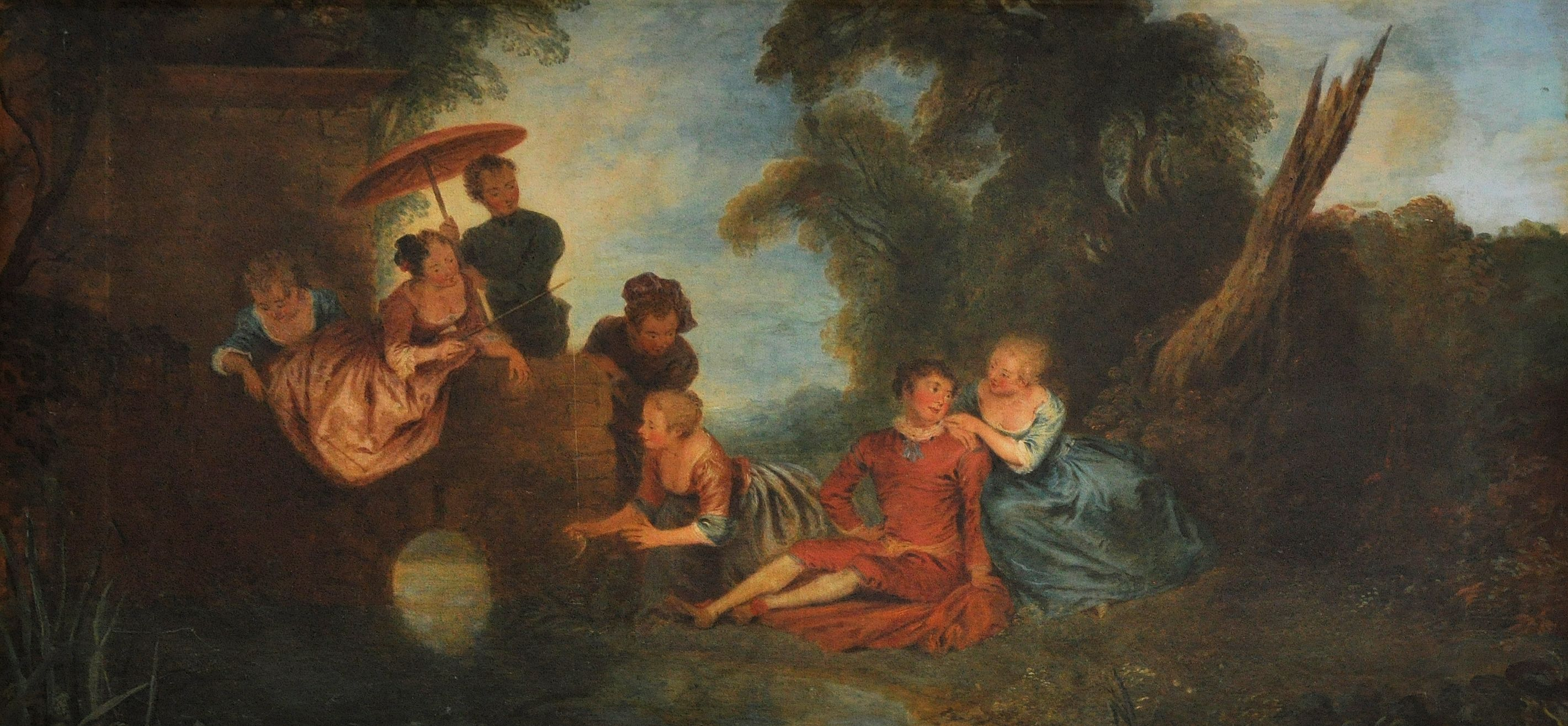
La Pêche Jean-Baptiste Pater, hacia 1720.
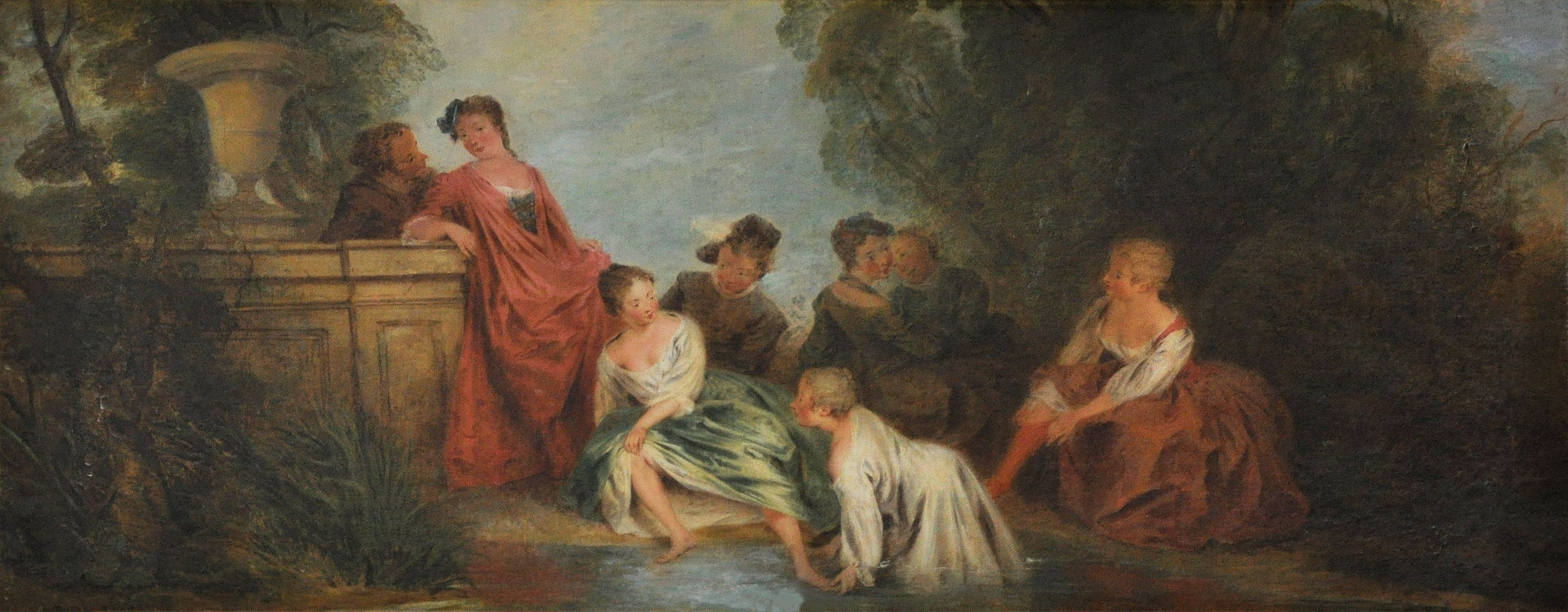
Le Bain Jean-Baptiste Pater, hacia 1720.
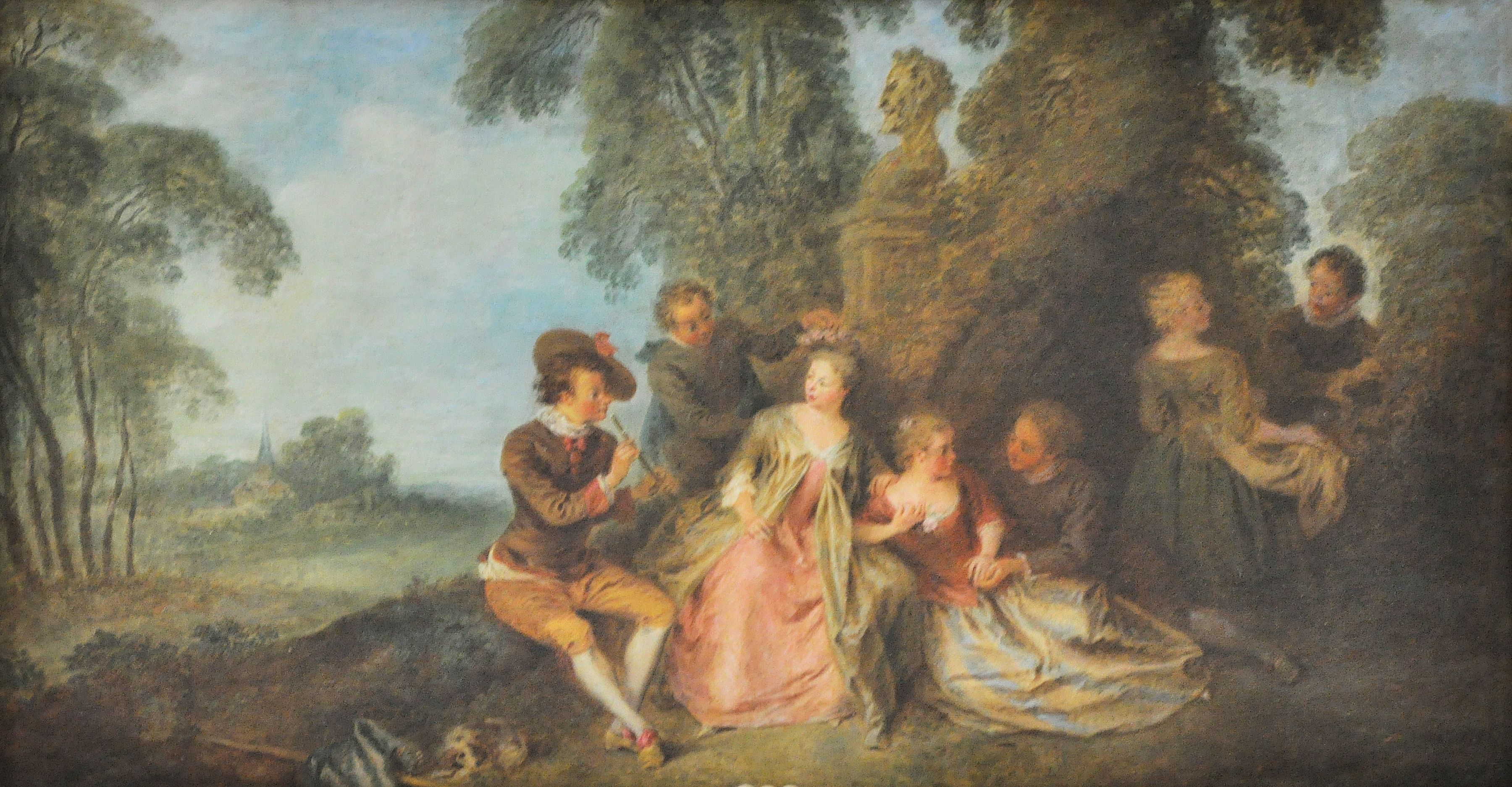
Le Concert champêtre Jean-Baptiste Pater, hacia 1720.

El comedor está amueblado con diecinueve sillas, una de ellas es más alta para el rey. No hay chimenea, pero fue encargada en 1766, al escultor Jacques-François Dropsy que realizó una de sus propios talleres. En 1784, María Antonieta transformó el pequeño comedor en una sala de billar, y hace instalar en esta pieza el billa que se encuentra en la planta baja hasta ese momento. Este destino se mantiene en el siglo XIX: una nueva mesa de billar de dimensiones impresionantes, fue realizada en 1830 por Cosson, se creó en abril de 1836 durante la instalación de la duquesa de Orleans en el palacio. En uno de los paneles se muestra un retrato de la Belle jardinière que representa a Madame de Pompadour realizado por el pintor Charles-André van Loo.

#### Salón de compañía

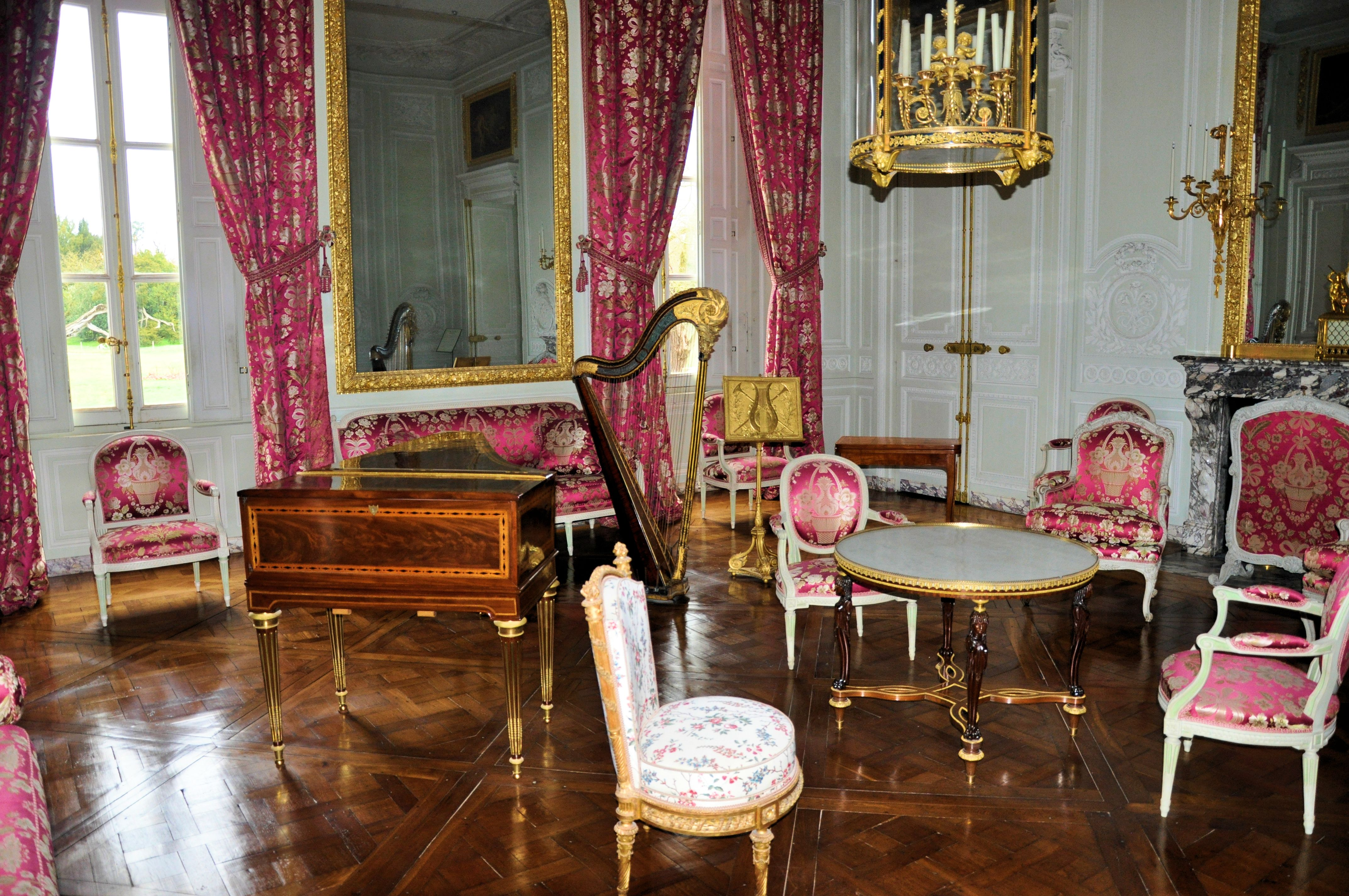
Salón de compañía.

El salón de compañía es la pieza principal de lo que se nombra «los apartamentos de la reina», Donde se accede directamente después de la Gran Escalera por un pequeño pasillo. En origen fue el salón de recepción de madame de Pompadour, entonces llamado «Gran salón».
Se encuentra en la parte alta de los paneles murales la venera tradicional, el resto se ha desarrollado en una decoración refinada de evocación de la naturaleza, con cestas de flores y frutos esculpidos por Honoré Guibert. Una perfecta ilustración del espíritu floral, son las dos L del monograma de Luis XV que se forma con hojas entrelazadas con tres flores de lis formando una guirnalda de flores. Las bases están finamente elaboradas por los ebanistas Jean-Antoine Guesnon y Clicot, sobre un fondo de girasoles, ramas de lirios mezcladas con coronas de rosas.
La linterna, encargada por María Antonieta en 1784 para sustituir a la araña antigua de Luis XV, se realizó por Pierre-Philippe Thomire en esmalte azul lapislázuli, cristal y bronce grabado y adornado con dos tonos de oro, los arcos y aljabas representativos del amor desarmado. Después de ser desmontado durante la época revolucionaria la «famosa linterna de Trianon», se instaló en 1867 en la gran escalera antes de regresar a su lugar original durante las restauraciones en el 2008.

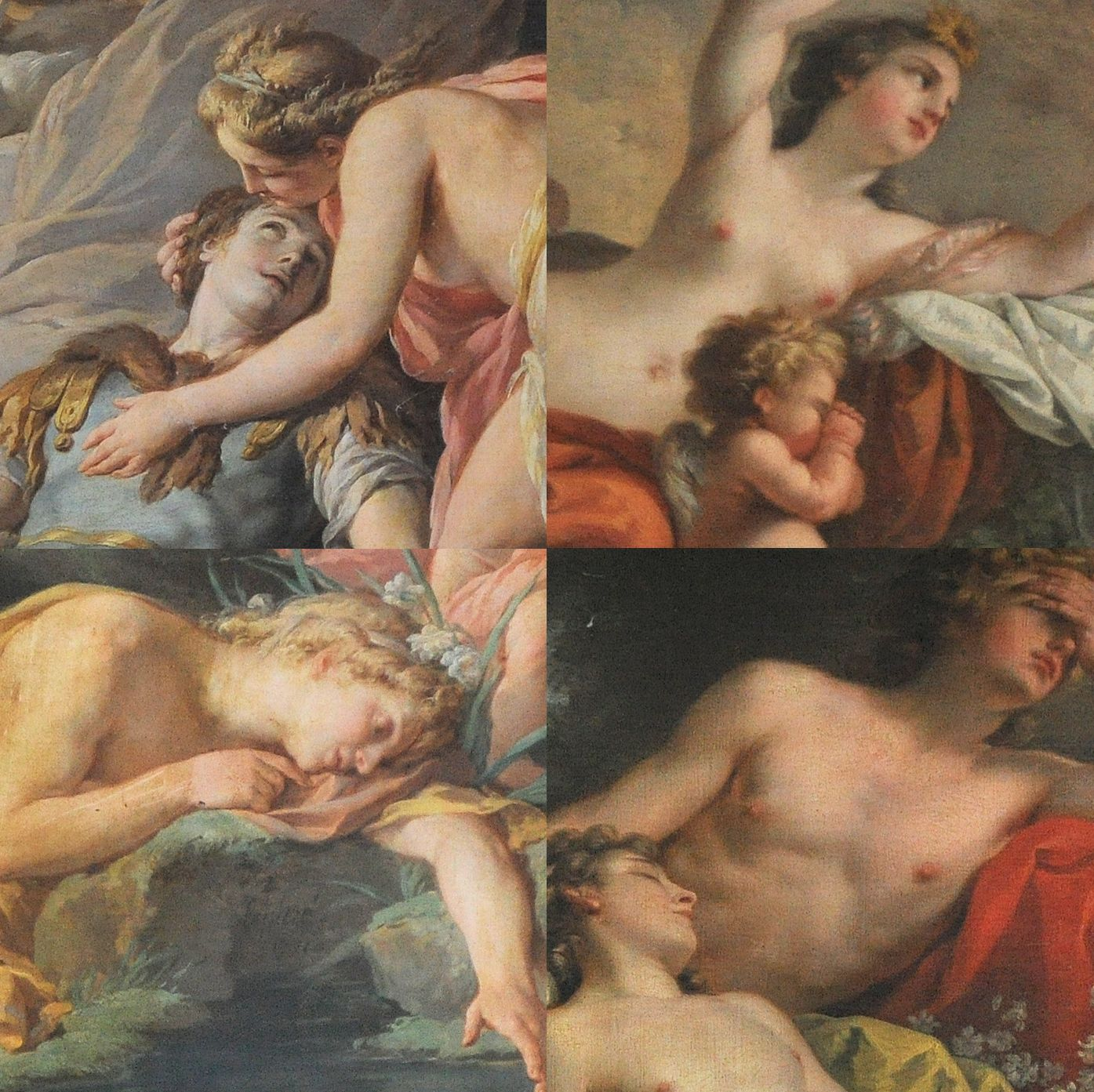
Detalle de las cuatro pinturas representando la Métamorphoses, or Nicolás-René Jollain y Nicolás-Bernard Lépicié.

Al igual que en las salas de recepción, las puertas están coronadas por pinturas encargadas en 1768 de la serie inspirada en la Metamorfosis (Ovidio) de Ovidio. Nicolás-René Jollain realizó las alegorías de Clytie changée en tournesol, y Hyacinthe changée en fleur. A Nicolás-Bernard Lépicié le fueron confiadas las otras dos pinturas sobre las puertas:Adonis changé en anémone, y Narcisse changé en fleur.
María Antonieta transformó la habitación en una sala de música donde le gustaba reunir al círculo de sus amigos. El fortepiano está hecho en 1790 por Pascal-Joseph Taskin, construido en roble y caoba con incrustaciones de ébano y limoncillo. El arpa es obra del lutier de la reina, Nadermann, se había realizado alrededor de 1780 para otro cliente y es comparable en su factura a la que María Antonieta había tocado con un talento heredado de su formación vienesa. El gusto de la reina por instrumentos como el arpa, el clavecín o el fortepiano, a menudo tocados por las mujeres, promueve la difusión de esta música, que se interpreta en un entorno íntimo, más que escenarios de conciertos.

A pesar de los placeres del Carnaval, todavía soy fiel a mi arpa, y descubro que estoy progresando.
 María Antonieta a la emperatriz María Teresa, 13 de enero de 1773, en Cartas de María Antonieta, cap.  XVIII.

Los muebles entregados en 1769 para Madame du Barry incluyen un sofá, seis sillas, diecinueve sillas, una pantalla de chimenea y un biombo, realizado por Nicolás-Quinibert Foliot, Pierre-Edme Babel y la viuda Bardou, se cubre con tela de Pekín azul pintado de flores. Todo se dispersó durante la Revolución. El mobiliario durante el Imperio, se instalaron asientos con patas de carcaj. Después  de los intentos en vano de Vivant Denon, director general de los museos, para montar las pinturas originales, dos paneles se instalan sobre la carpintería del salón: Alexandre malade et son médecin Philippe   de Jean Restout y Le Jeune Pyrrhus à la cour du roi Glaucias, de Hyacinthe Collin de Vermont.
En mayo de 1837, una gran mesa redonda llamada de «familia», con las patas de grifos, es entregada por Alphonse Jacob-Desmalter; muy imponente fue adaptada con refinamiento en el salón. Los actuales asientos y cortinas de tejido de damasco con colores dominantes en cerezo son una restitución textil de lo que se encuentra en los apartamentos reales del siglo XVIII.

#### Tocador
Esta pequeña habitación en la esquina noreste del palacio estaba originalmente destinada a permitir el paso entre la planta baja y los apartamentos privados del rey ubicados en el entrepiso o el ático. Esta salita es sin duda la pieza de Coffee of the King. La escalera está en semicírculo y ocupa la mitad del espacio. Hay un gran sofá en tafetán verde y una mesa Riesener empotrada. El café está de moda en la corte de Versalles; el rey tuesta él mismo algunas libras recolectadas en su jardín experimental de Trianón y prepara en persona su bebida favorita que comparte con su familia, contemplando los invernaderos del jardín botánico.

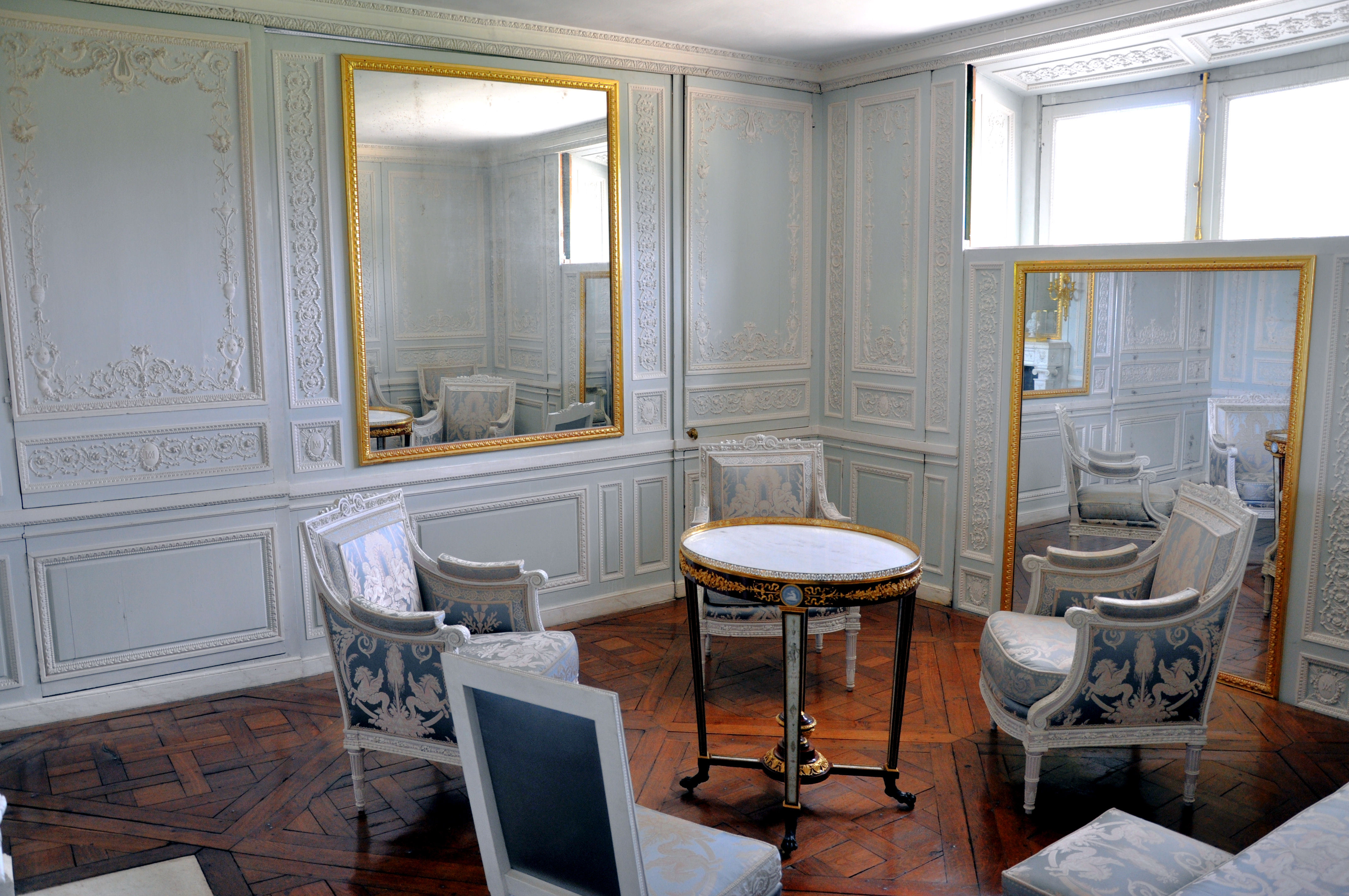
El tocador de la reina.

En 1776, María Antonieta transforma el salón-tocador. La escalera se suprime y se instala un ingenioso mecanismo que permite obtener un par de grandes espejos que se elevan del suelo a las dos ventanas de esta pieza, la cual es directamente accesible desde los pasos elevados de la entrada que tiene la vista al jardín de flores de Louis XV, futuro jardín inglés. El mecanismo se instala en la planta inferior bajo la dirección del ingeniero Jean-Tobie Mercklein. El sitio se llama desde entonces el «Gabinete de los espejos movibles» en el cual la reina tiene intimidad y discreción, y donde ella puede salir fácilmente por el paso para acceder a los jardines, con total independencia.
En 1787, Marie-Antoinette le pidió a su arquitecto Richard Mique que rediseñara la decoración de esta pieza, aunque hasta entonces estaba «elegantemente decorada». Los hermanos Jules Hughes y Jean Simeón Rousseau realizan los zócalos ricamente labrados en un estilo arabesco: las esculturas destacan en blanco sobre un fondo pintado de azul, a la manera de camafeos de Wedgwood, marca el nuevo gusto de Francia por la anglomanía. Encontramos la parte importante que queda de las flores, en la inspiración de los jardines circundantes. Los paneles estrechos están embellecidos con ramos de rosas floreadas. Los más grandes muestran el escudo de la flor de lis sostenido por cintas, palomas, coronas y aljabas de Amores. La figura de la reina aparece flanqueada por dos antorchas adornadas con rosas románticas.
Esta renovación marca la primera etapa de la reconstrucción planificada de todos los conjuntos de apartamentos de la reina, que se ve interrumpida por la Revolución francesa.
Los muebles por encargo de María Antonieta al ebanista Georges Jacob en 1786 constan de un sofá, tres sillones y dos sillas, todo cubierto con una aves de seda azul adornados con bordados de encaje y seda. Este mobiliario se encuentra disperso a partir de la Revolución, pero durante la restauración del palacio en la década de los años 2000, se instalaron muebles de origen y fábrica comparable, del pabellón del Conde de Provenza ubicado cerca del Estanque de los Suizos. Creados en 1785 por Jacob sobre diseño de la tapicería de ornamentación de Jean-Démosthène Dugourc y realizado en los talleres de Reboul y Fontebrune, en Lyon, están cubiertos con una tela de lampás azul con un gran diseño arabesco blanco, que representa a los cíclopes.

#### Habitación de la reina
Esta habitación, así como el tocador y el baño adyacente, tienen un techo más bajo, lo que permite crear el nivel superior de entresuelo, lo que mejora la sensación de intimidad. Esta es la casa de retiro del rey Luis XV. Al igual que en otras piezas, Guibert realiza la decoración tallada de la madera, sobre el tema de las plantas, mezcla de cestas y festones sobresaliendo con conchas. Acostumbrado a los sitios de construcción de Ange-Jacques Gabriel, Médard Brancourt ejecutó las pinturas y el dorado de cornisas de yeso y de zócalos de roble, como en todo el palacio. Los angostos paneles de pilastras se decoran de forma más sencilla con rosas y pequeños ramos de flores. El gabinete incluye cuatro paneles de espejo. La chimenea de España, prevista para el Castillo de Saint-Hubert, se instala en 1764 después de la muerte de la madame de Pompadour, está decorada con esculturas de estilo rococó por Honoré Guibert, que también realiza dos pequeñas consolas. El gabinete está rodeado por un sofá, dos sillones y seis sillas tapizadas de torres verdes y blancas.
En 1772, la habitación se transformó en una habitación para Madame du Barry, que hasta entonces ocupaba un apartamento en el ático. A continuación, elimina dos paneles de espejo para acomodar el mobiliario nuevo ordenado a los carpinteros Foliot, pintado de blanco por Bardou y adornado con una tela de Pekín pintada con flores blancas y hojas de trenzas por el tapicero Capin.

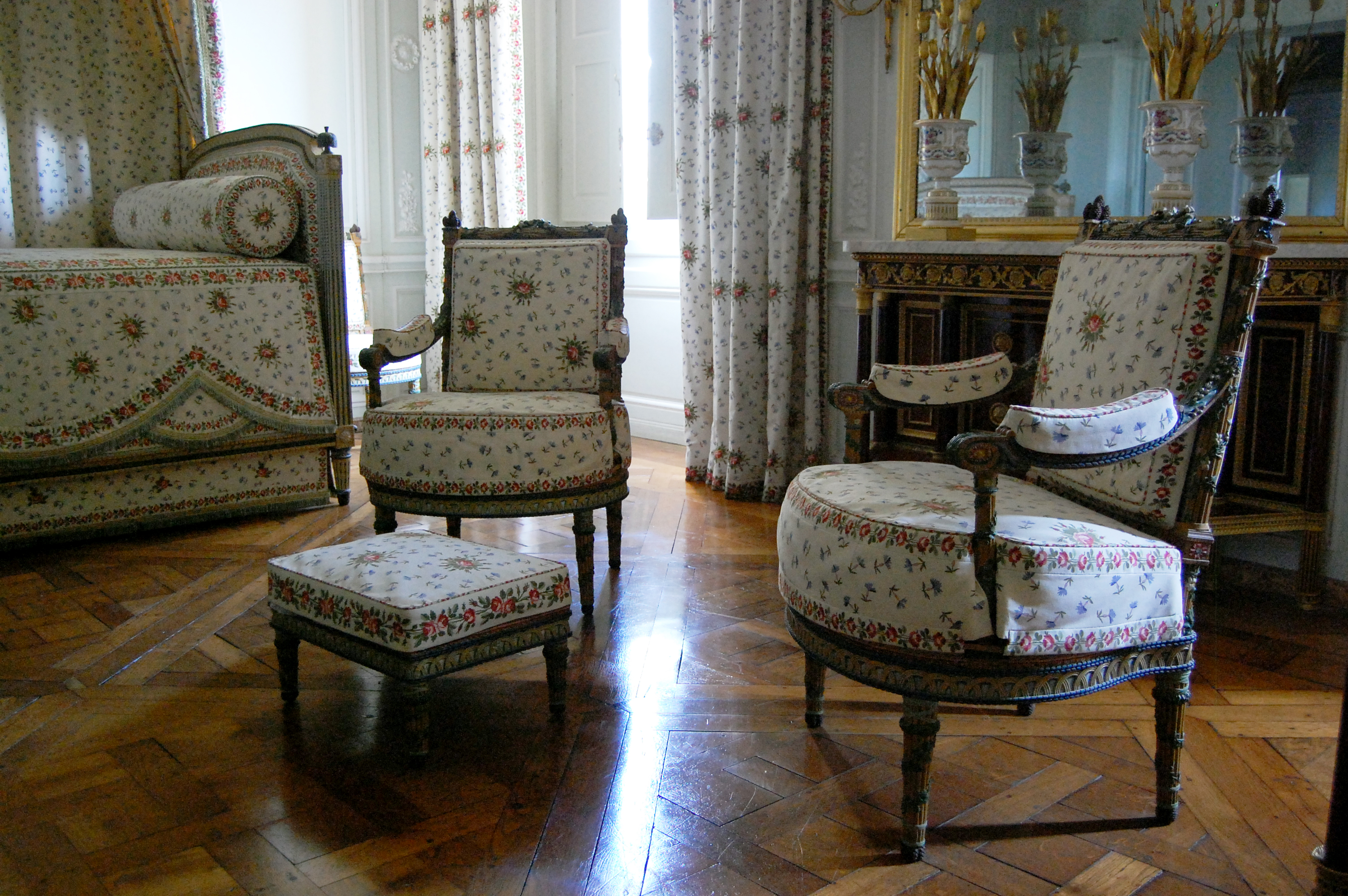
Mobiliario aux épis creado por Georges Jacob para la habitación de la reina del Palacio Pequeño del Triano.

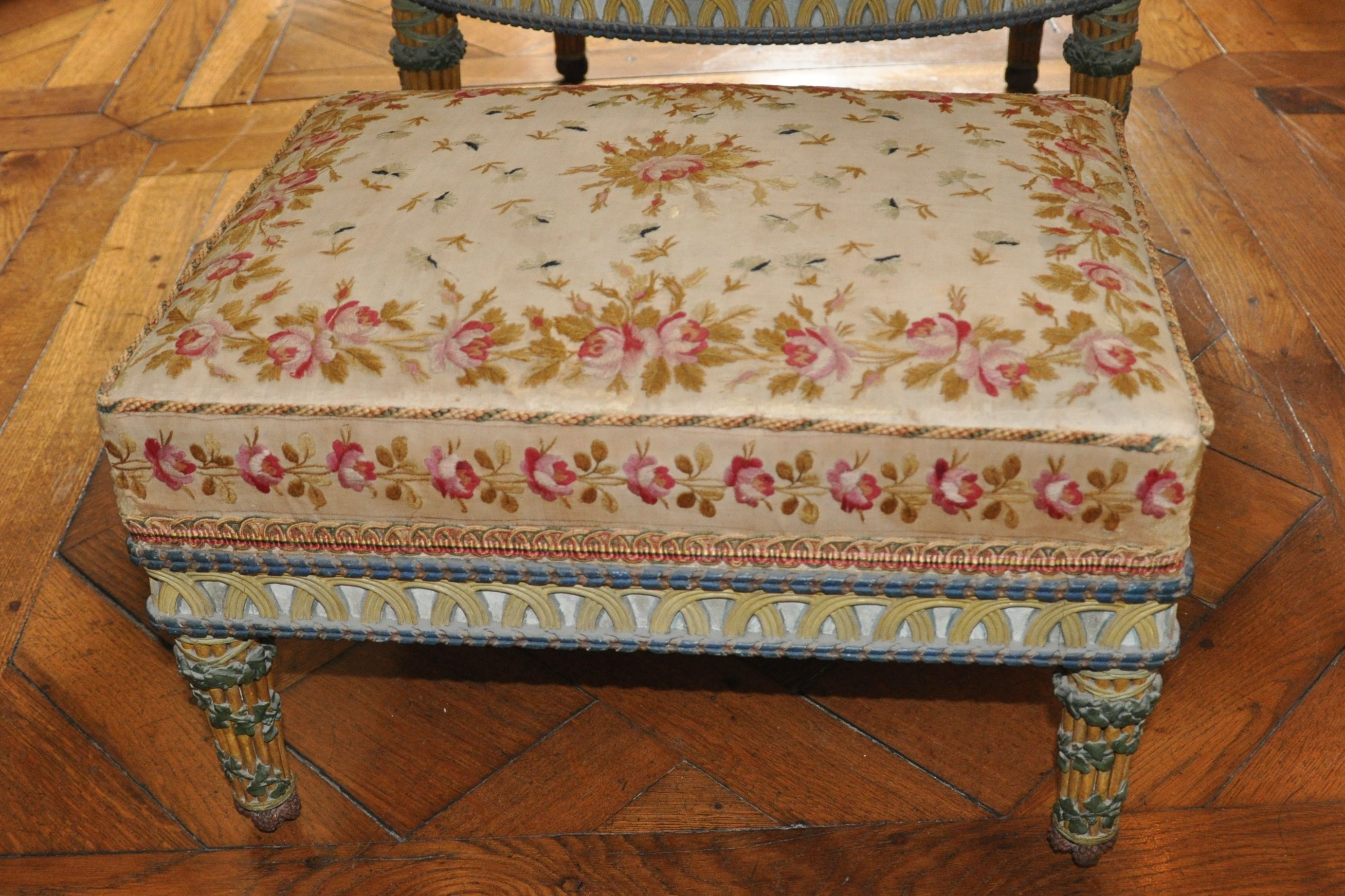
Taburete para los pies del mobilier aux épis creado por Georges Jacob. La tela es de origen.

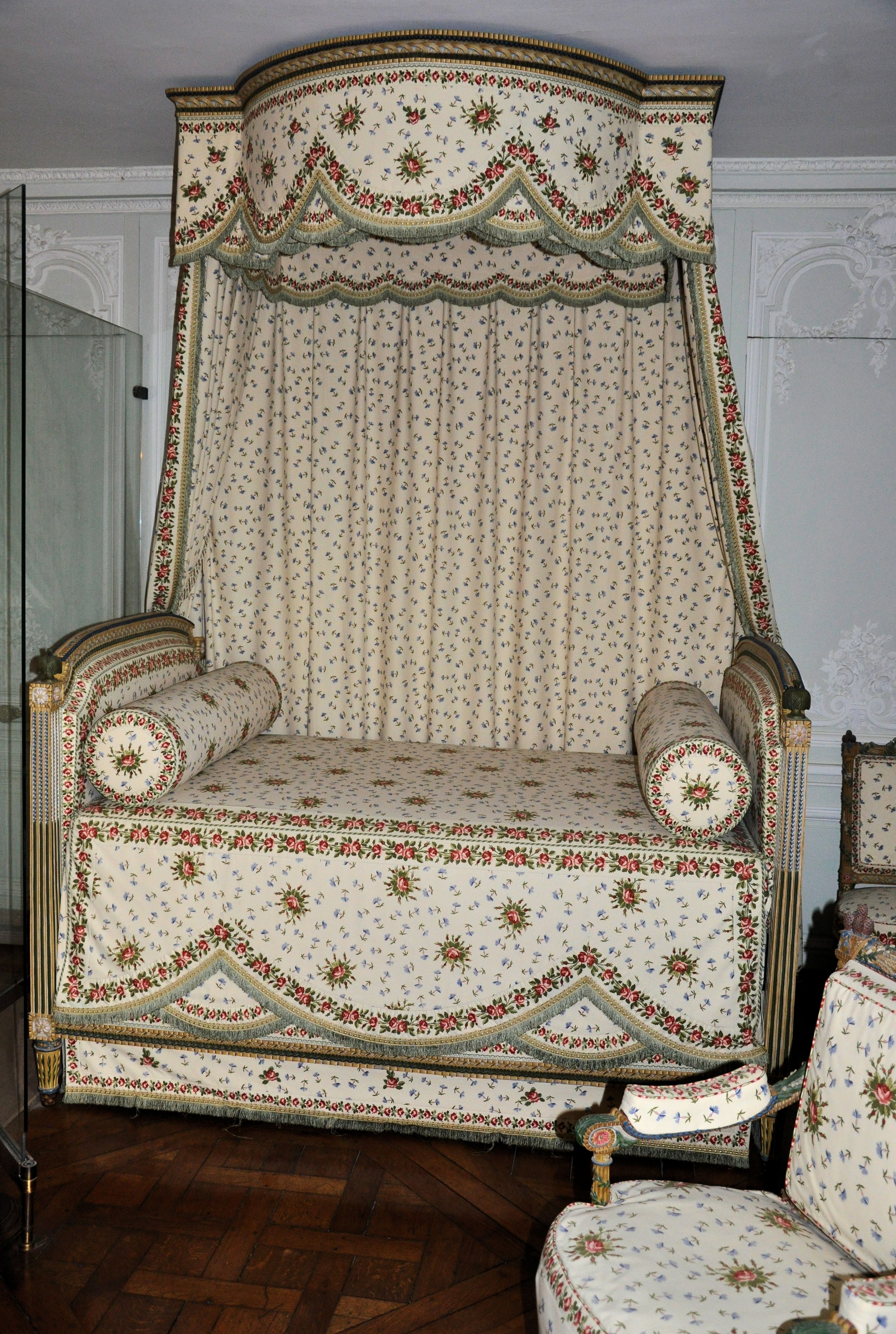
Sofá del mobilier aux épis Recreación de la original.

Al invertir en el palacio, María Antonieta respalda esta sala para seguir siendo su habitación. A pesar de las últimas escrituras de su primera camarera, Madame Campan, ella desea renovar los muebles de esta habitación o, al menos, dorarla de nuevo y cubrir con un nuevo tejido pékin pintado, en 1776. Sin embargo, no cambia nada en la decoración de flores de madera tallada.
Finalmente, en 1787, encargó al ebanista Georges Jacob crear un nuevo conjunto llamado «aux épis» que comprende: una cama, una silla poltrona, dos sillones, dos sillas, un taburete para los pies, una chimenea y una butaca. Encontramos la fantasía del país dibujada por Jean-Démosthène Dugourc. La escultura de Jean-Baptiste Rode representa espigas de trigo en espiral por cintas con ramas de hiedra, piñas de pino y ramitas de lirio de los valles. La tela, un bombasí de Inglaterra, fue bordada, en los talleres de Lyon de la viuda Marie-Olivier Desfarges, con delicados arándanos y guirnaldas de rosas, flores favoritas de la reina, que luego ella se complace en dibujar con su protegido, Pierre-Joseph Redouté, apodado el «Raphael de las flores». La cama está tallada por Pierre-Claude Triquet. Todas las pinturas de los muebles fueron confiadas al pintor Jean-Baptiste Chaillot de Prusia, que hace decir al «paje» de la obra del conde de Hézecques que «La vivacidad de los colores desafían el pincel más ejercitado».
La cama se vende en 1793 con el resto de los muebles del Palacio del Pequeño  Trianón, aunque no se encuentra, a diferencia de otros muebles de esta habitación que han vuelto a su lugar original: «un lecho de púlpito para predicar, con columnas y enrejados, unidos en jazmín y madreselva, completos de sus telas de bombasí india blanca, bordado en lana con sus cordones». Es reemplazada por una cama creada en 1780 para el castillo de Fontainebleau y pintada con los colores del mobiliario original como parte de una restitución.
Las dimensiones modestas de la habitación y la cama contrastan con las de la habitación de la reina en el Palacio de Versalles. Esta diferencia pone de manifiesto la serenidad de este deseo de «refugio seguro», reforzado por la vista del Templo del Amor, erigido en 1778. También está detrás de las ventanas que a lo largo de varios años, la reina ve materializarse su sueño de un «jardín encantador donde ella por fin puede quitarse su corona, reposar de la representación, reanudar su voluntad y su capricho». Este sentimiento de una «obra maestra, una visión bucólica» aún se conserva hoy en día.
En el siglo XIX, la habitación está ocupada desde 1806, por Paulina Bonaparte, hermana de Napoleón I. Tras convertirse en emperatriz María Luisa de Austria le sucedió. El techo está adornado con seda blanca bordada en oro, el tapicero Darrac proporciona el raso azul cielo para las cortinas con galones de oro y el ebanista Pierre-Benoît Marción, proporciona los muebles alrededor de una cama de madera dorada de una plaza, que incluye una cómoda y un secreter junto con un pedestal de madera dorada y mármol blanco y dos mesitas de noche de caoba.
La Duquesa de Orleans, que se instala en el Petit Trianon, hizo cambiar el primer piso y, en particular, hecha en 1837 reconstruir un guarda-ropa y una silla toilette, a la que se accede desde el dormitorio de la reina a través de un pasillo estrecho, que también sirve para baño en el que la duquesa ha instalado el baño de cobre estañado, cubierto con una tapa de algodón con volantes. La cómoda expuesta en este baño es el primer mueble ordenado por María Antonieta cuando tomó posesión del palacio en 1774; hecha por Daniel Deloose, fue entregada por Jean-Henri Riesener.
Una cama de dos plazas Estilo imperio ampliada y restaurada por Luis Eduardo Lemarchand, sustituye a la de María Luisa, en 1838. Se trata de una talla dorada por Pauwels-Zimmermann  a los que se unieron unos muebles de la emperatriz,  dos poltronas, una de manzano y otra llamada méridienne, cuatro sillas, dos taburetes y una pantalla de chimenea. Sin embargo, el viejo satén azul cielo es reemplazado por el tapicero Jean-Louis Laflèche por un cannetillé azul con tres colores.

#### Gabinete de baño
La antigua biblioteca botánica de Luis XV es, desde la época de María Antonieta, un pequeño baño, que no tiene una decoración particular. María Luisa adquirió en 1810 asientos en forma de góndola pintados en gris blanco cubierto por el tapicero Darrac de Jouy con un fondo verde con incrustaciones de un medallón. Los dos sillones, cuatro sillas y dos apoya pies se reponen en 1828 por una tela de damasco amarillo. En mayo de 1837, Louis-Édouard Lemarchand entregó varios muebles de palo de rosa, un armario, un inodoro y una mesa de escribir, revelación de un «estilo Louis Philippe» aún no apreciado.

### Entresuelo

Plano del entresuelo del Palacio del Pequeño Trianón
A. Biblioteca de María Antonieta.
B. Habitación de la dama de honor.
C. Habitación de la primera doncella.
D. Escalera.
E. Armario de silla.
F. Cuarto de baño.
G. Escalera de caracol.

El entresuelo de los apartamentos de la reina, restaurado en 2008 y, por primera vez, accesible para visitas, alberga su biblioteca, así como las salas para las damas de honor y las doncellas. Está ubicado justo arriba del tocador y el dormitorio de la reina. Se llega por la pequeña escalera que conduce a los apartamentos del ático. Tres habitaciones adosadas con vistas al jardín botánico, que se ha convertido en el jardín inglés de María Antonieta, con el Templo del Amor como su principal punto de vista.

#### Biblioteca de María Antonieta

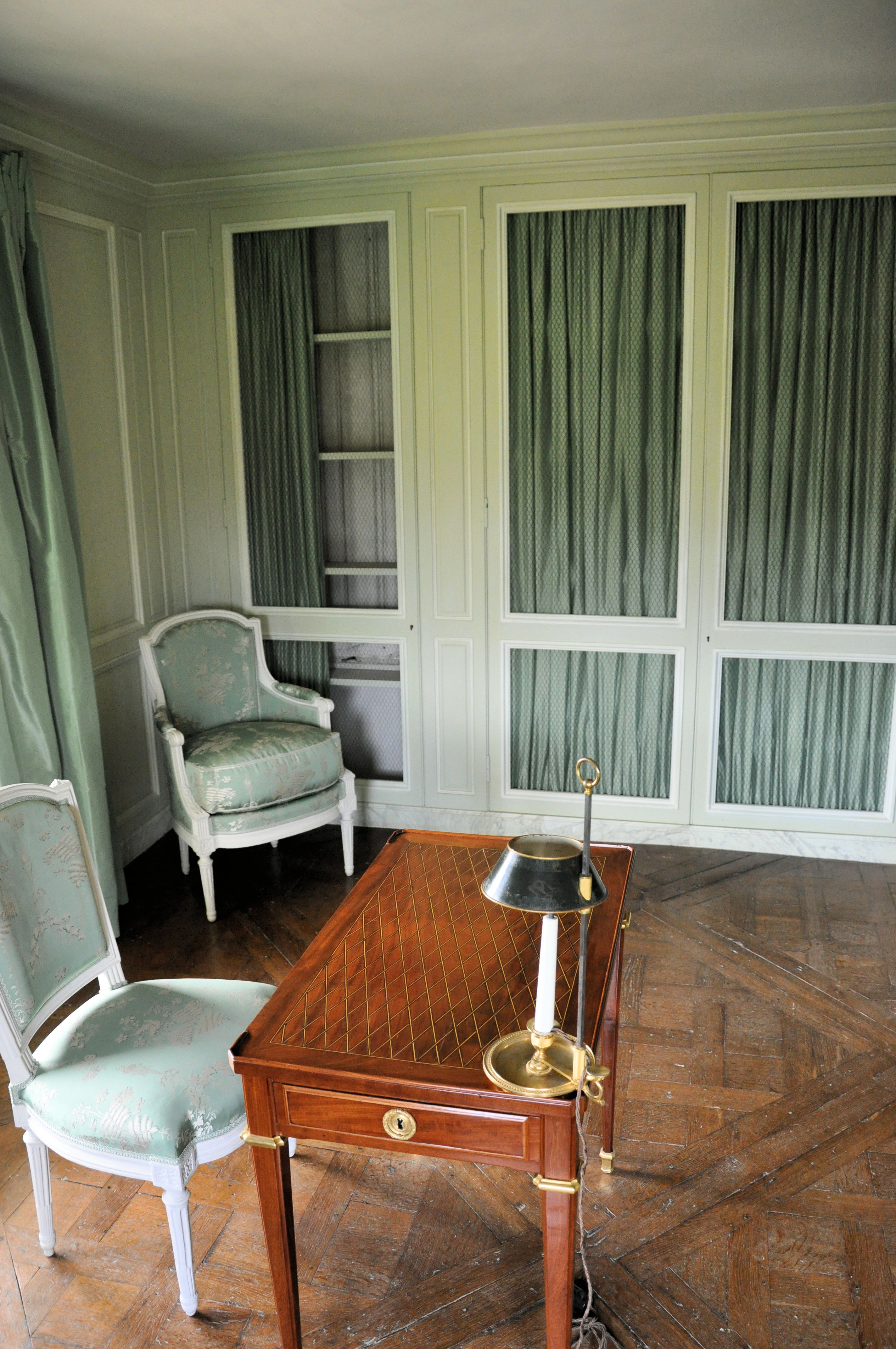
La biblioteca de María Antonieta en el entresuelo.

Situado en la parte noreste del palacio, el gabinete de la esquina de Luis XV está dispuesto en el rellano de una escalera privada que permite al rey acceder al ático desde el primer piso. La escalera se elimina durante cuatro años, con motivo de la instalación de los espejos movibles,  cuando, en 1780, María Antonieta ordenó a su arquitecto Richard Mique para organizar el sitio de la biblioteca. En este espacio se instalaron grandes armarios «pintados de blanco con paneles de parrilla realizados con malla de latón». Estos armarios, desmontados en el siglo XIX, se restauraron en el 2008 según los planos de Mique. Los grandes espejos están enmarcados en cobre y los tiradores de los cajones de grabados constan de botones que representan un águila de Austria. La biblioteca fue esencialmente formada por Nicolás-Léger Moutard, impresor-bibliotecario de la reina entre 1774 y 1792. Está inventariada durante la Revolución Francesa, así como todas las obras del palacio, por el comité presidido por el abad Grégoire. Estos libros, encuadernados en con becerro marroquino leonado o veteado, llevan las armas de la reina sobre planos sin oro, así como las iniciales «CT» -«Castillo de Trianon»- con una corona sobre estas letras, en la parte posterior- La mayoría de ellos incluyen la presentación de sus autores. Se encuentran entre estos 1930 volúmenes, 1328 dedicados a las belles-lettres (de los cuales 365 son de teatro), 158 a la ciencia y 444 a la historia. De acuerdo con Florimond de Mercy-Argenteau, la reina leyó entre 1770 y 1780 unos diez libros, especialmente novelas, «sin gusto por la lectura seria [y] no comprensiva, de todas las artes, menos la música». Y la composición de esta biblioteca, así como la de la Aldea de la Reina o la del palacio, fue especialmente realizada por el señor Campan, oficialmente Secretario del Gabinete de la biblioteca de la reina, este último, por otra parte, según el historiador Moreau, que no favorece la reina. La reina probablemente no frecuentaba  esta sala, los libros que se aportaban eran según los deseos de su secretario.

#### Habitación de la dama de honor

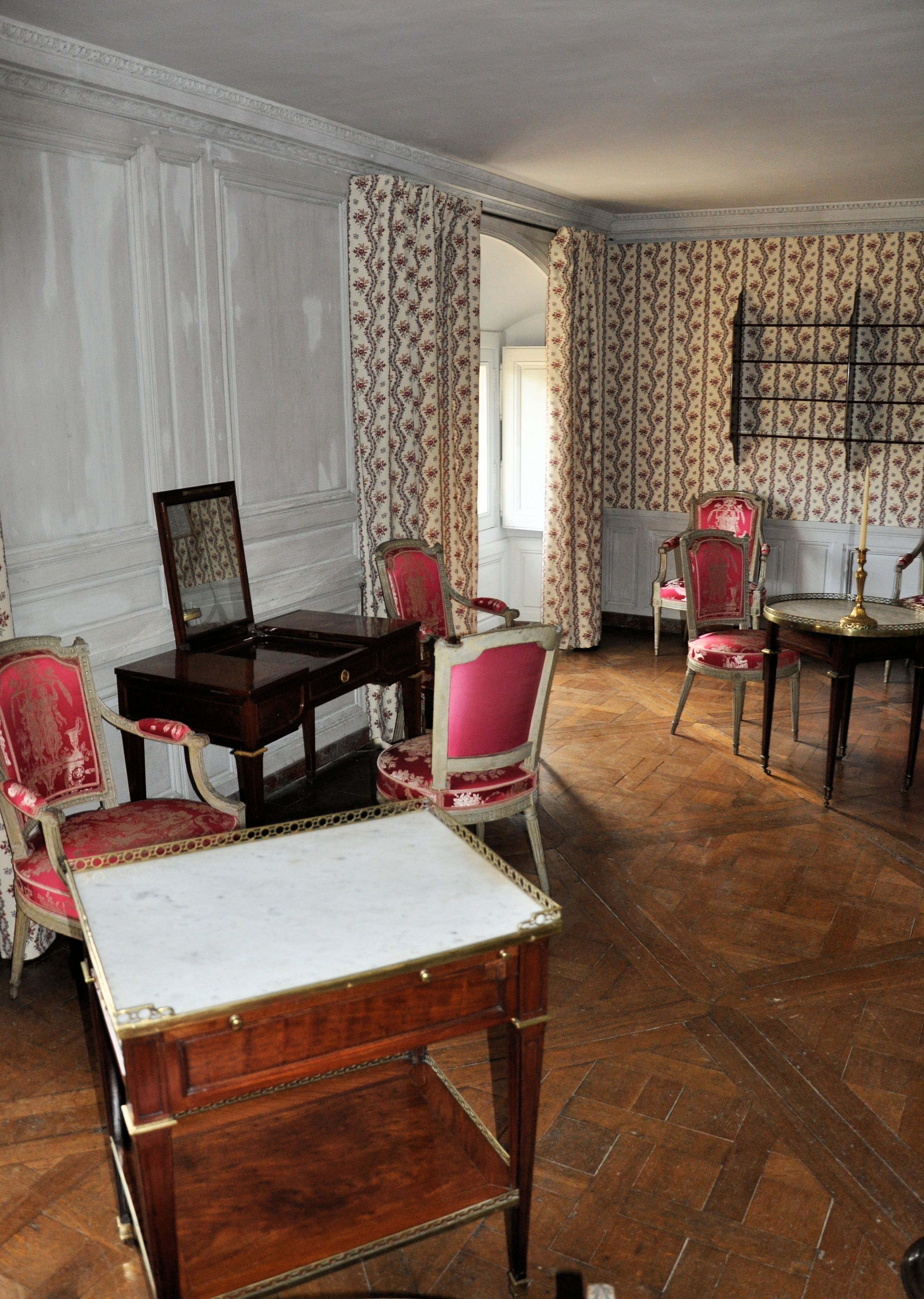
La habitación de la dama de honor, en el entresuelo.

Durante la construcción del palacio, el entrsuelo tenía únicamente una habitación y una antecámara, ambos ángulos estaban ocupados por escaleras. La sala central estaba reservada para los amigos cercanos del rey y de su favorita. María Antonieta acoge a sus sucesivas doncellas de honor durante las estancias en el Petit Trianon, probablemente la condesa de Noailles, pero especialmente la fiel princesa de Chimay, que toma esta posición en 1775 cuando la Princesa de Lamballe fue nombrada Superintendente de la casa de la Reina.
Bajo el Primer Imperio francés, la habitación se atribuye a la dama de compañía de la princesa Borghese, hermana de Napoleón Bonaparte. Con la Monarquía de julio, es una doncella de la Duquesa de Orleans quien lo ocupa. El diseño actual es una reproducción de la edad de referencia de 1789. El palanganero campaña, atribuido a Jean-Henri Riesener, lleva la marca al fuego y con pincel del depósito de los muebles del palacio de Trianon. Sin embargo, sillones y sillas, la obra de Jacques Gay maestro ebanista, aunque contemporáneo de María Antonieta, se colocan en el Petit Trianon en el siglo XIX.

#### Habitación de la primera doncella

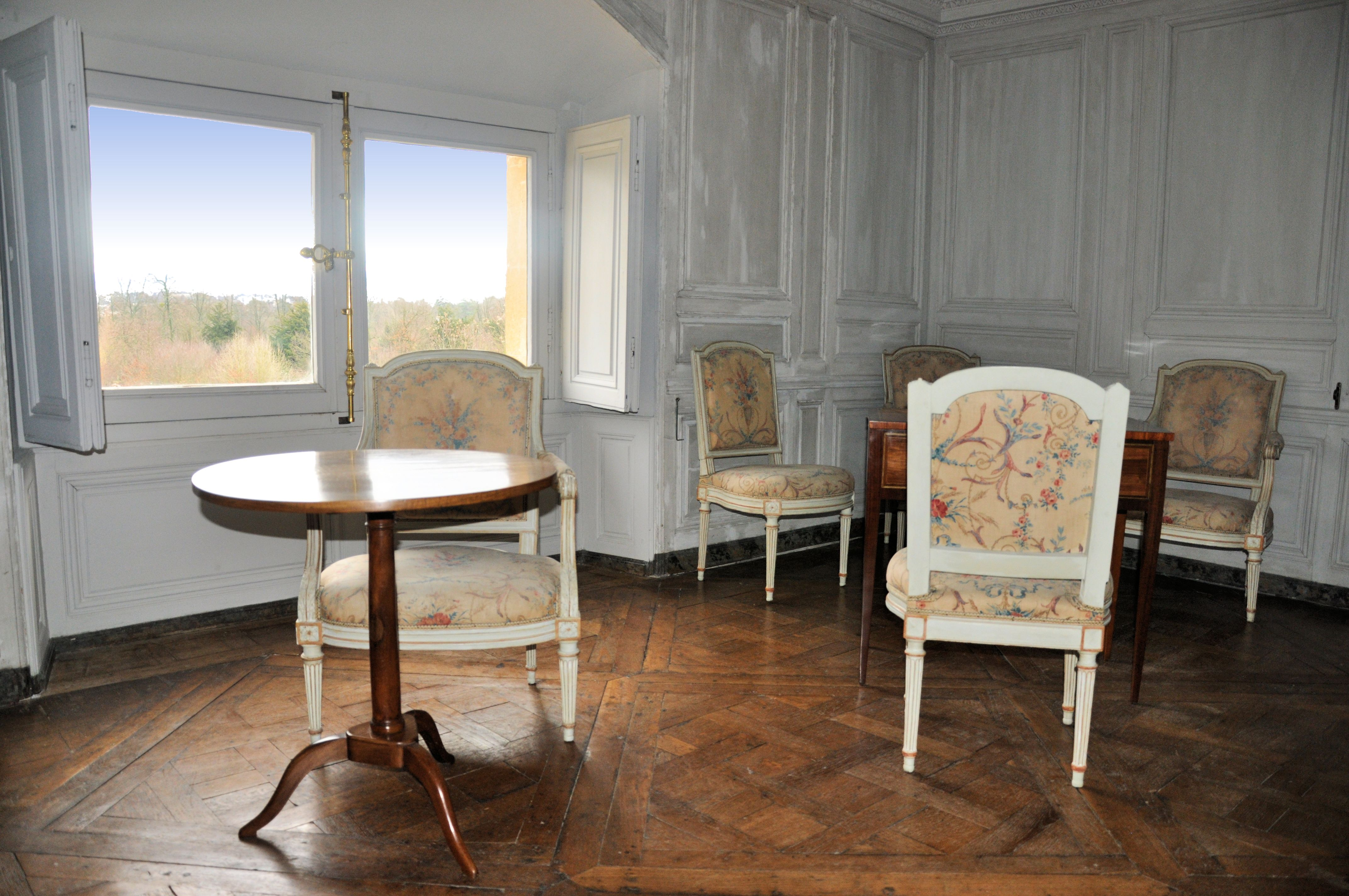
La habitación de Juana Luisa Enriqueta Genet, en el entresuelo.

La antigua antecámara bajo Luis XV, esta habitación fue ocupada por la primera doncella de María Antonieta. La más famosa de ellas  Madame Campan, nacida Juana Luisa Enriqueta Genet, que llegó al cargo, luego de que la «primera» en 1786, aun en  supervivencia, Madame de Misery, que dejó su cargo de titular después de muchos años de servicio. La decoración de la habitación es simple; las puertas de la alcoba se instalaron durante la Revolución francesa.

#### Cuarto de baño
El entresuelo se extiende hacia el centro del palacio en la parte posterior del salón de la compañía, desde donde recibe luz desde la gran jaula de la escalera principal. Alberga el servicio de la dama de honor de la reina. Fue únicamente a petición de Luis Felipe I de Francia, en 1837, que en esta parte se lleva a cabo por el arquitecto Nepveu con el mismo principio que en la planta baja: la creación de un cuarto de baño, ocupado por la doncella de la Duquesa de Orleans. En la habitación contigua hay un armario inglés o «armario de la silla». La pequeña escalera de caracol, fue construida en el siglo XIX, por reducción  en profundidad de la antigua habitación de servicio, a fin de permitir la conexión con el apartamento del hijo mayor del rey, Fernando Felipe de Orleans, y de su esposa la princesa Elena de Mecklemburgo-Schwerin en el ático.

### Ático

Plano del ático del Palacio del Pequeño Trianón.
A. Antecámara de Luis XV.
B. Habitación de Luis XV.
C. Gabinete de Luis XVI.
D. Pequeño salón de Madame Royale.
E. Pequeño salón de Madame Élisabeth.
F. Gabinete de toilette de María Luisa.
G. Habitación de María Luisa.
H. Pequeño salón azul.
I. Tocador de la duquesa de Orléans.
J. Salón de la emperatriz Eugenia.
K. Escalera de caracol.
L. Armario de silla.}}

La planta del ático abrigaba inicialmente el apartamento de Luis XV, al que se accedía por dos escaleras situadas en los ángulos sudeste y nordeste. Se compone de una habitación, de una antecámara y un gabinete en ángulo. El resto del piso estaba reservado a los «señores» o,, más exactamente las piezas que dan sobre  los jardines están ocupadas por las «personas clave de la suite del rey». El centro del ático es un laberinto de habitaciones con poca luz, donde se aloja el personal, tanto para maestros como sirvientes con un número de camas de una veintena.  Algunas pequeñas habitaciones albergan las «sillas perforadas» que hacían el servicio de inodoro. El capitán de los guardaespaldas y el primer ayuda de cámara ocupaban las viviendas adyacentes al apartamento del rey, el resto se organizaba en seis apartamentos.

#### Antecámara de Luis XV

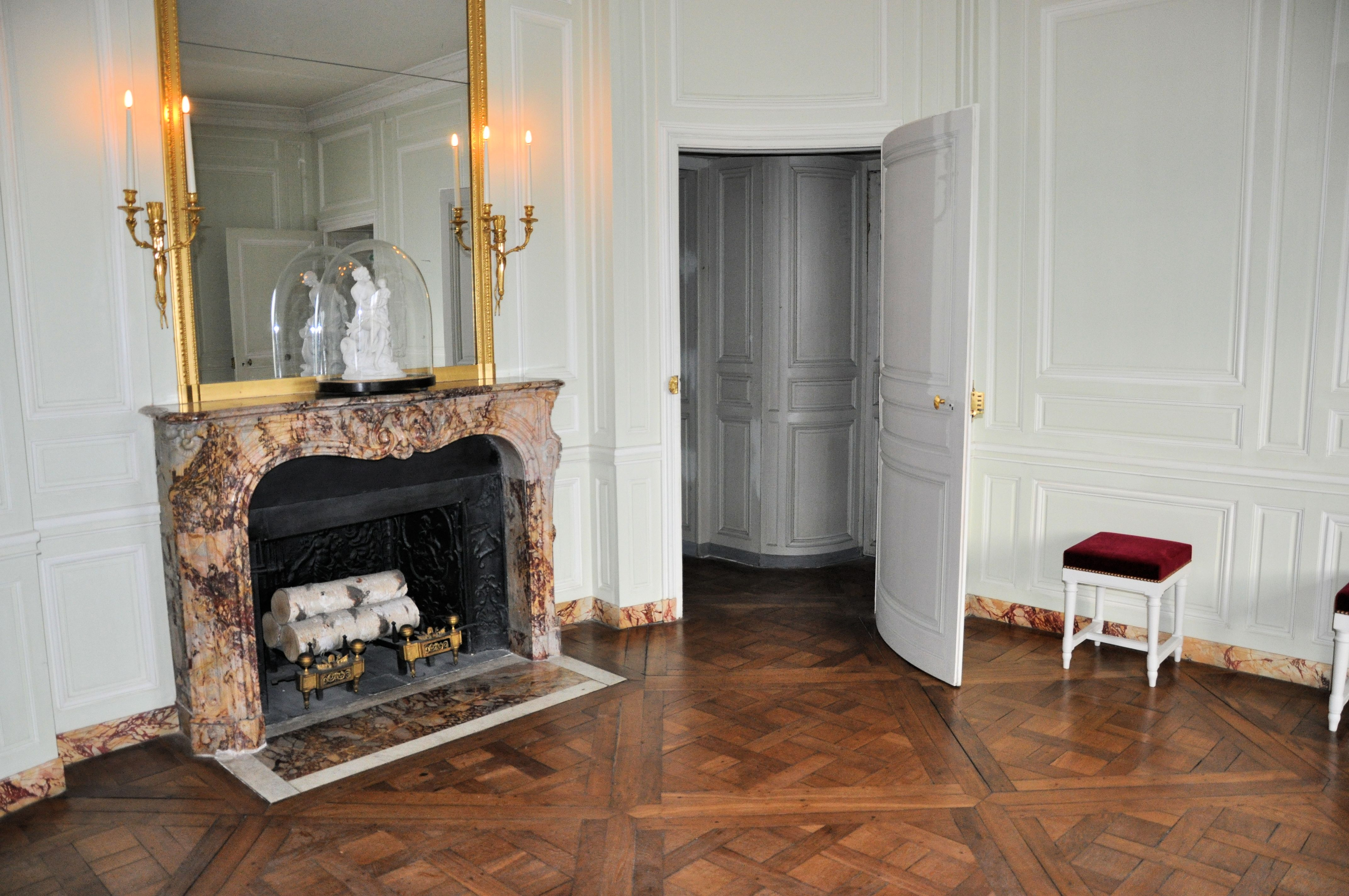
Antecámara de Luis XV, en el ático.

La antecámara de Luis XV se encuentra entre la escalera principal y la habitación del rey. La
carpintería de madera, instalada en 1768, de decoración sobria y pintada de color verde agua, está reutilizada del palacio del Elíseo, donado por la marquesa de Pompadour. Los dos ángulos redondeadds de la habitación conducen a un gabinete con una «silla perforada», también accesible a través de una puerta oculta en el colgador de pared de la habitación. La chimenea es probablemente del mismo origen y está tallada en mármol de Sarrancolin. El reloj de péndulo, es una obra de Robert Robin. Su caja es de caoba, con paneles y espejos modernos, y decorada con bronce dorado los óvalos con corona de flores y ramas de roble y laurel.

#### Habitación de Luis XV

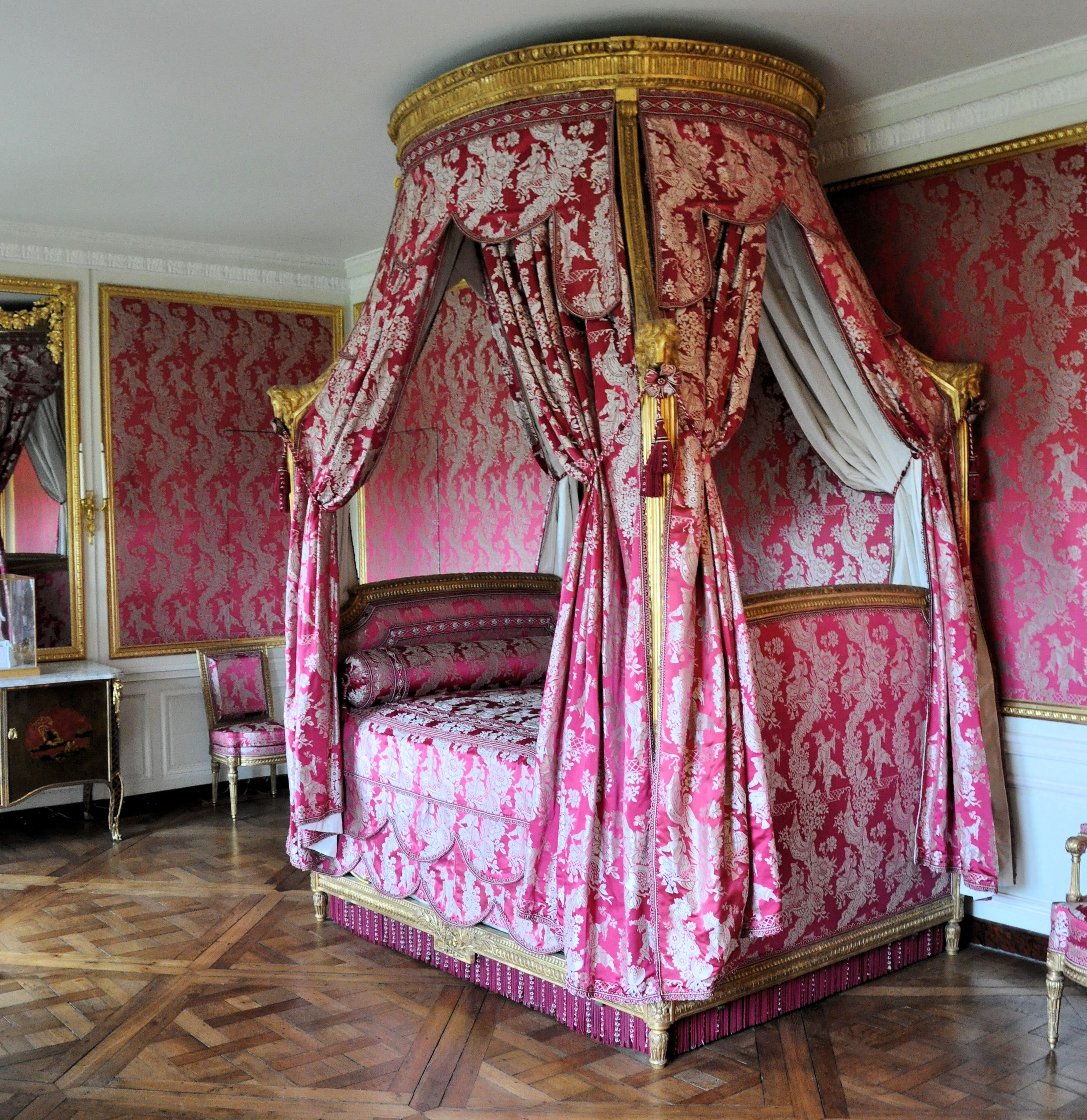
Cama «a la polonesa» de la habitación del rey, en el ático, 1775.

Esta habitación fue investida en 1772 para el rey Luis XV, que concede su despacho interior, situado en la planta baja, con Madame du Barry, en un acto de derogación de su estatus real que parece, entonces, impensable. Su nieto, Luis XVI, quien naturalmente toma este pequeño apartamento sin hacer ningún cambio ni modificación, nunca duerme en el Petit Trianón, prefiriendo, después de caminatas y cenas, regresar al Palacio de Versalles.
El mobiliario original no ha sido reconocido, se restauró en 1985 según los modelos del Antiguo Régimen. En la «cama a la polonesa», hay dorado y cabezas de león talladas, ejecutadas en 1775, sustituye a la que fue dirigida por Nicolás-Quinibert Foliot en estilo otomano. Los tapices de damasco blanco y carmesí de Lyon, contienen el mismo motivo «a la música china» como el mobiliario, son la restitución según los inventarios que conservados de 1768. El tres paneles de espejo reemprenden el dibujo que se encuentra en la obra de fábrica durante las restauraciones iniciadas en 1985.
La repisa de la chimenea de mármol «griotte» italiano proviene de los pequeños apartamentos de María Antonieta del palacio de Versalles, reordenados por Luis Felipe I de Francia en 1836.

#### Gabinete de Luis XVI

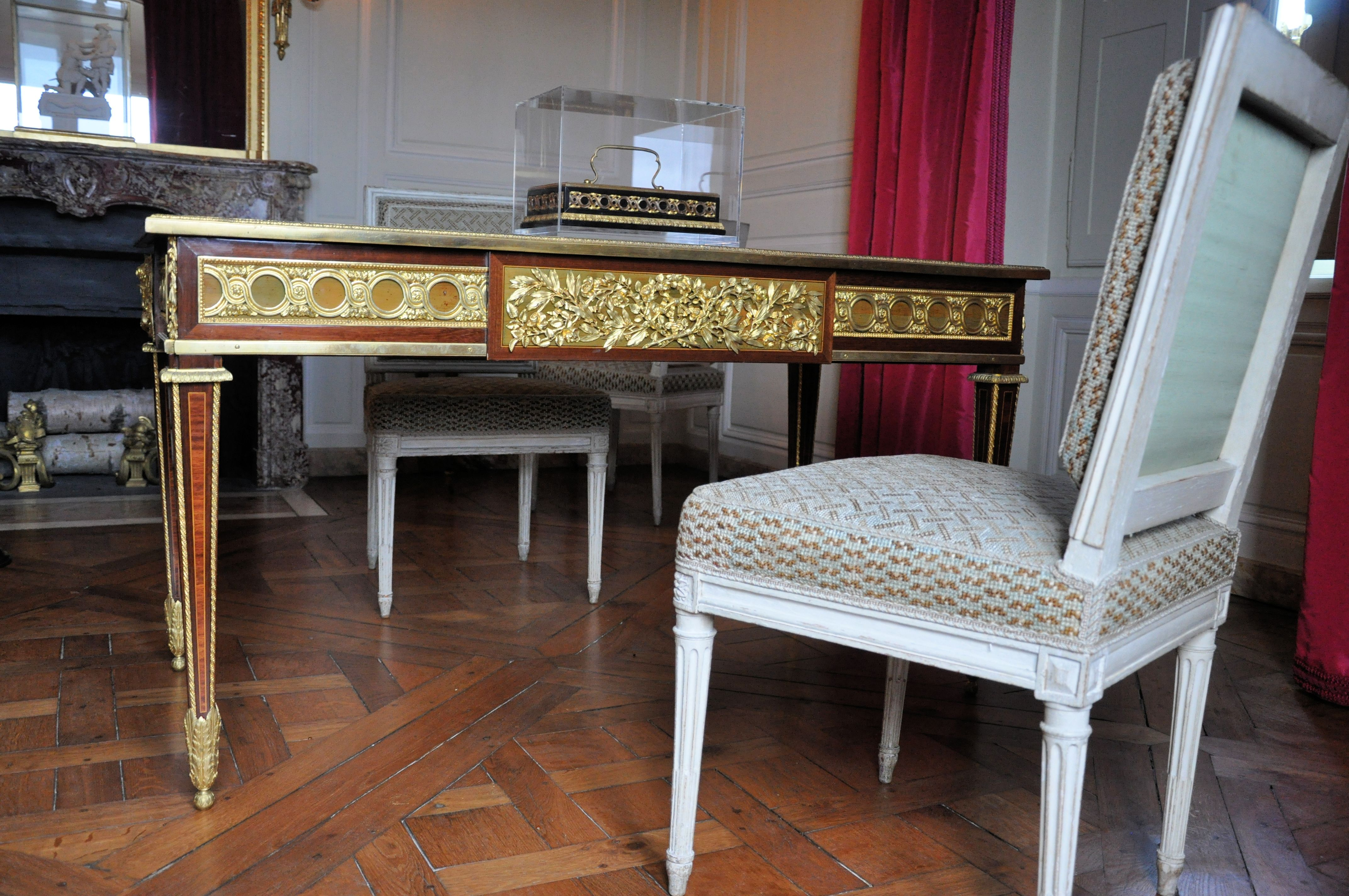
Escritorio de Luis XVI en el cabinet du roi en el ático.
Jean-Henri Riesener, 1777.

El departamento de Louis XV termina con un gabinete, ubicado en la esquina de los jardines botánicos y florales, el último rellano de la escalera privada que conduce desde la planta baja hasta el ático. Las puertas están equipadas con cerraduras especiales diseñadas por François Brochois para que el rey pueda cerrarlas con dos llaves.  A diferencia de otras partes de su apartamento, Luis XVI reemplaza todos los muebles de su predecesor al quitar la escalera. Compuesto por cuatro elementos, se le encomendó en julio de 1777 al ebanista Jean-Henri Riesener. El escritorio está realizado en chapas de maderas indias satinadas y de amaranto, decorado con bronces dorados, un galón de oro y cubierto de una tapicería de terciopelo; se vendió por 600 libras en la Revolución, después que había costado 4500 dieciséis años antes. Fue reintegrado a su emplazamiento original en el año 2002. La cómoda también está hecha de marquetería, embellecida con mármol blanco veteado. Un secreter y una mesa pequeña completan el lote.

#### Pequeño salón de Madame Royal (evocación)

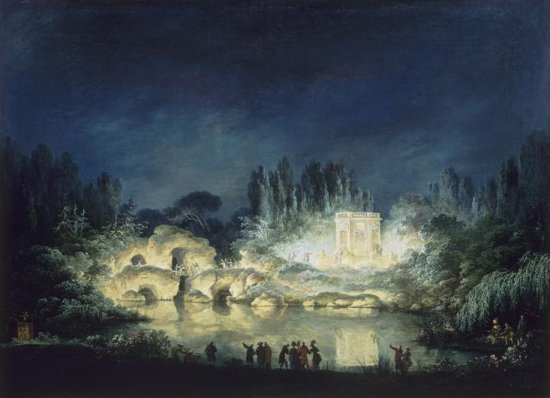
L'Illumination du Pavillon du Belvédère, Petit Trianón
Claude-Louis Châtelet, 1781.

En 1782, María Antonieta hizo arreglos para que su hija mayor María Teresa llamada "Madame Royale" tuviera uno de los apartamentos de los «señores» en el ático que reunían varias viviendas.Baulez, 1996, p. 35 También era para ella y sus hermanos que la reina había construido la aldea a la misma época. María Teresa tenía cerca a su tía, la señora Madame Elisabeth, y a su institutriz, la duquesa de Polignac.Benoît, 2012, p. 92
Durante la restauración del ático en 2008, esta pequeña sala está dedicada a la evocación de Madame Royale. Las cortinas reproducen fielmente los lienzos de la fabricación de la Toile de Jouy. La habitación con vistas al Belvedere es un pretexto para una presentación de un cuadro de Claude-Louis Châtelet ejecutado en 1781: L'Illumination du Pavillon du Belvédère, volviendo sobre la fiesta en honor del casamiento de José II, hermano de María Antonieta, en agosto de 1781.

#### Pequeño salón de Madame Élisabeth (evocación)
Madame Elisabeth ocupó, desde 1782, el departamento de su hermano Luis XVI en el Petit Trianón, que nunca usó. Ella pudo así cuidar de su sobrina, María Teresa, el rey la calificó de «segunda madre para sus hijos».
La pequeña habitación con vistas al jardín inglés está dedicada a él durante las restauraciones de 2008. Al igual que en la habitación contigua, las cortinas reproducen lienzos de la manufactura de Jouy. El motivo de lilas proviene de la habitación del propietario del fabricante, Oberkampf.

#### Gabinete de toilette de María Luisa

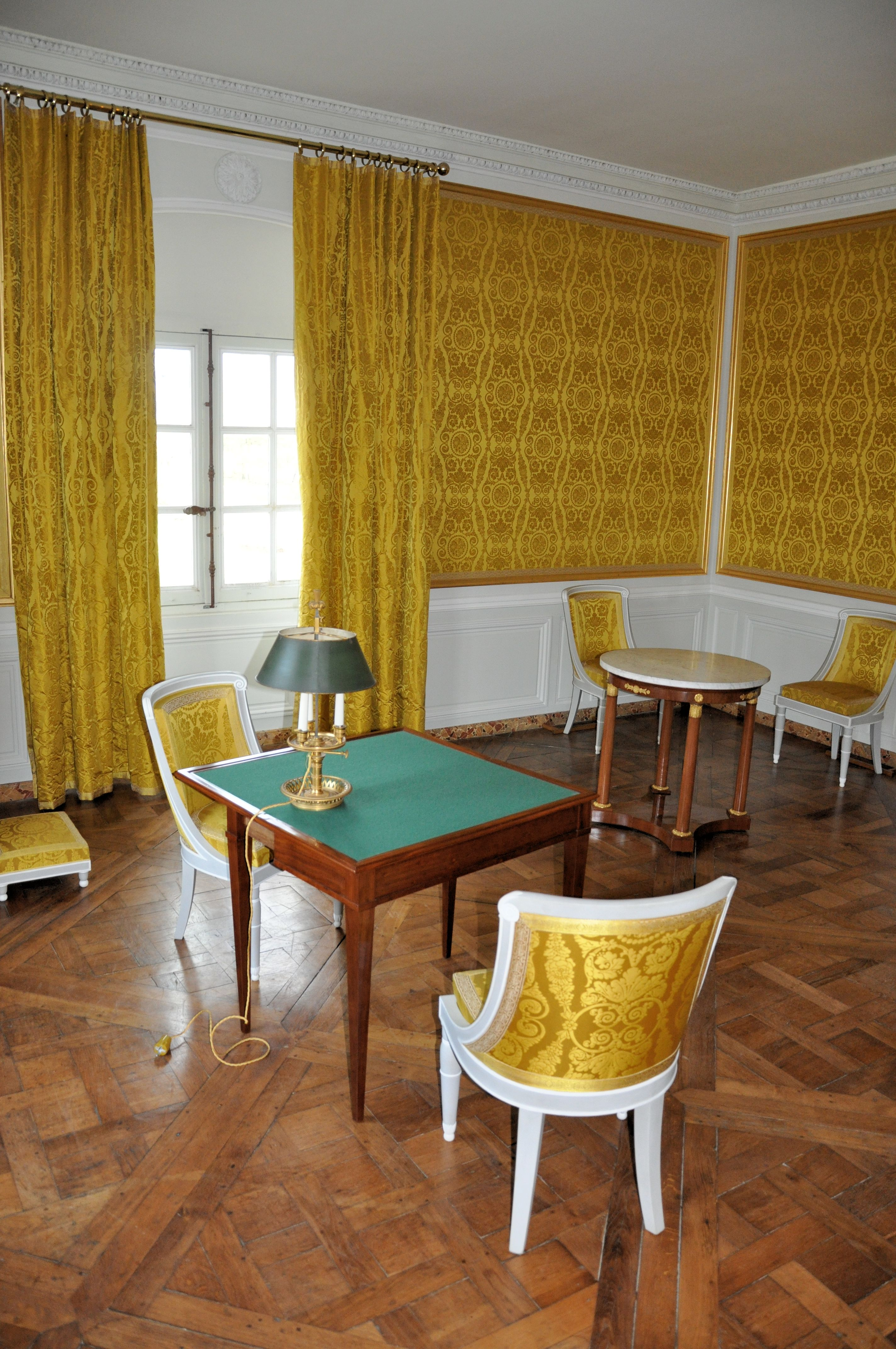
Evocación en el ático del gabinete de toilette en ola época de María Luisa después de la Duquesa de Orleans.

Esta pequeña habitación ubicada en la esquina noroeste del edificio, con vistas tanto al jardín francés como al jardín botánico -más tarde el Belvedere- fue bajo Luis XV, una de las habitaciones reservadas para los señores de la suite. En el momento de María Antonieta, probablemente acogió a una de sus íntimas amigas. Esta es una de las pocas habitaciones del piso superior que posee un pequeño armario y una habitación de baño. Durante la restauración de 2008, se organiza evocando el baño ubicado en el primer piso, en su decoración y mobiliario de la época de la Duquesa de Orleans. Los asientos proporcionados a la emperatriz María Luisa están cubiertos simplemente con damasco amarillo que reemplaza a la original Toile de Jouy. La mesa proviene del antiguo salón de billar y el pedestal, de la habitación de los  espejos móviles.
La pequeña sala contigua, reducida durante la ampliación de la anterior, está destinada, desde la reapertura del ático a las visitas públicas, a la exposición de pinturas que evocan el área del Petit Trianon: una pintura de Antoinette Asselineau da testimonio de la decoración del pequeño teatro en la época de Luis Felipe; dos pinturas de principios del siglo XIX son evocaciones de la Aldea de la Reina.

#### Habitación de María Luisa (evocación)

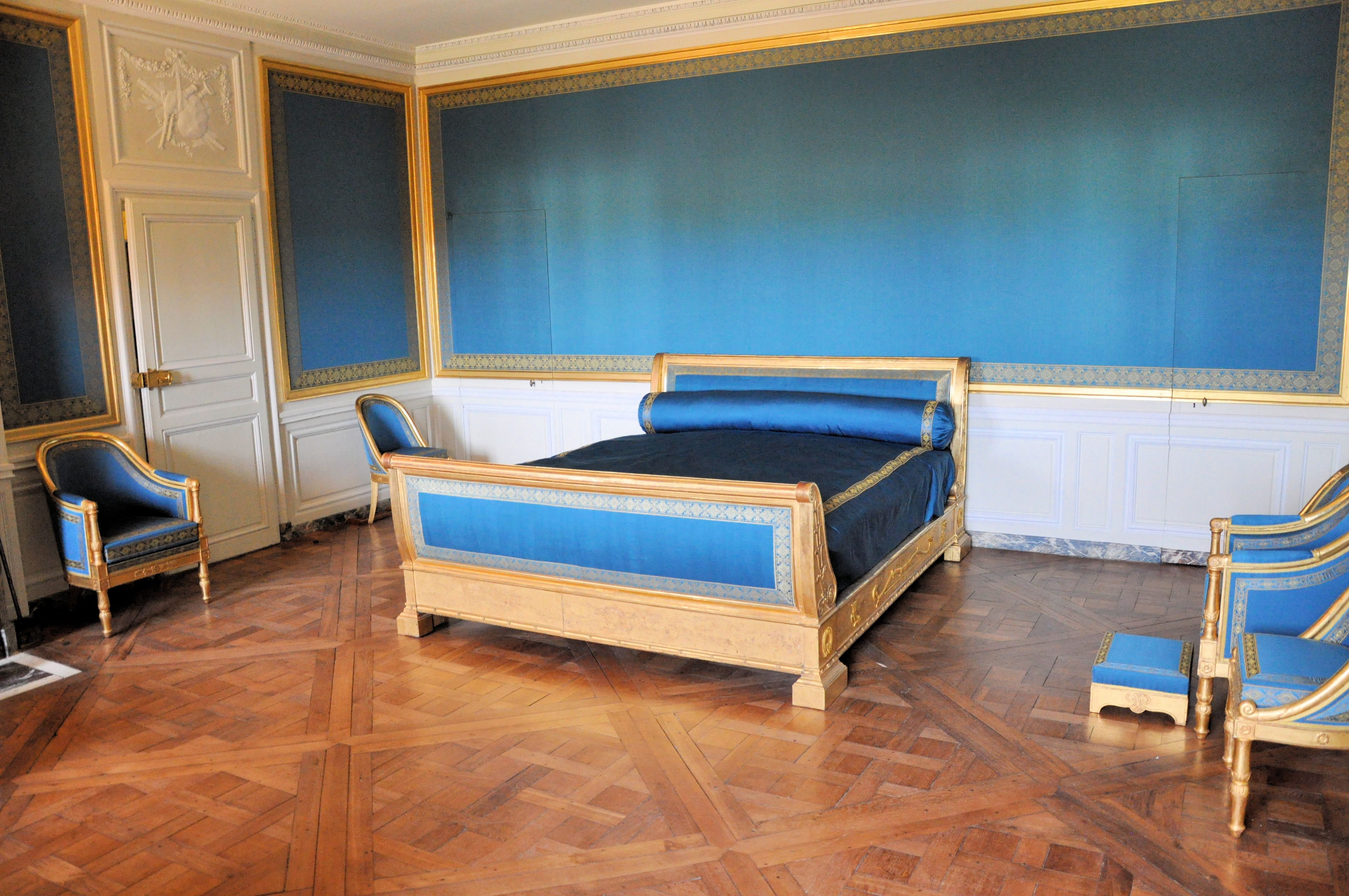
Evocación en el ático de la habitación de María Luisa después de la Duquesa de Orleans.

Siendo una de las mejores orientadas del ático, esta habitación probablemente haya sido habitada por Madame du Barry antes de trasladarse al piso inferior, cerca de la escalera del rey. No estaban previstos muebles femeninos en el momento de las órdenes de 1768, Madame de Pompadour había muerto cuatro años antes; la última amante de Luis XV, por tanto, únicamente había los muebles para los señores de la corte.
Los dos apartamentos centrales del ático con vistas al jardín francés, originalmente de la misma configuración y tamaño, se remodelaron bajo María Antonieta para crear una habitación más grande, comparable en tamaño a la de la habitación de la reina abierta sobre  el jardín inglés. Durante la restauración de 2008, esta gran sala fue diseñada para evocar la habitación de María Luisa y luego de la duquesa de Orleans, la antigua «habitación de la reina», con el mobiliario y la disposición de aquella época.

#### Tocador de la duquesa de Orléans (evocación)

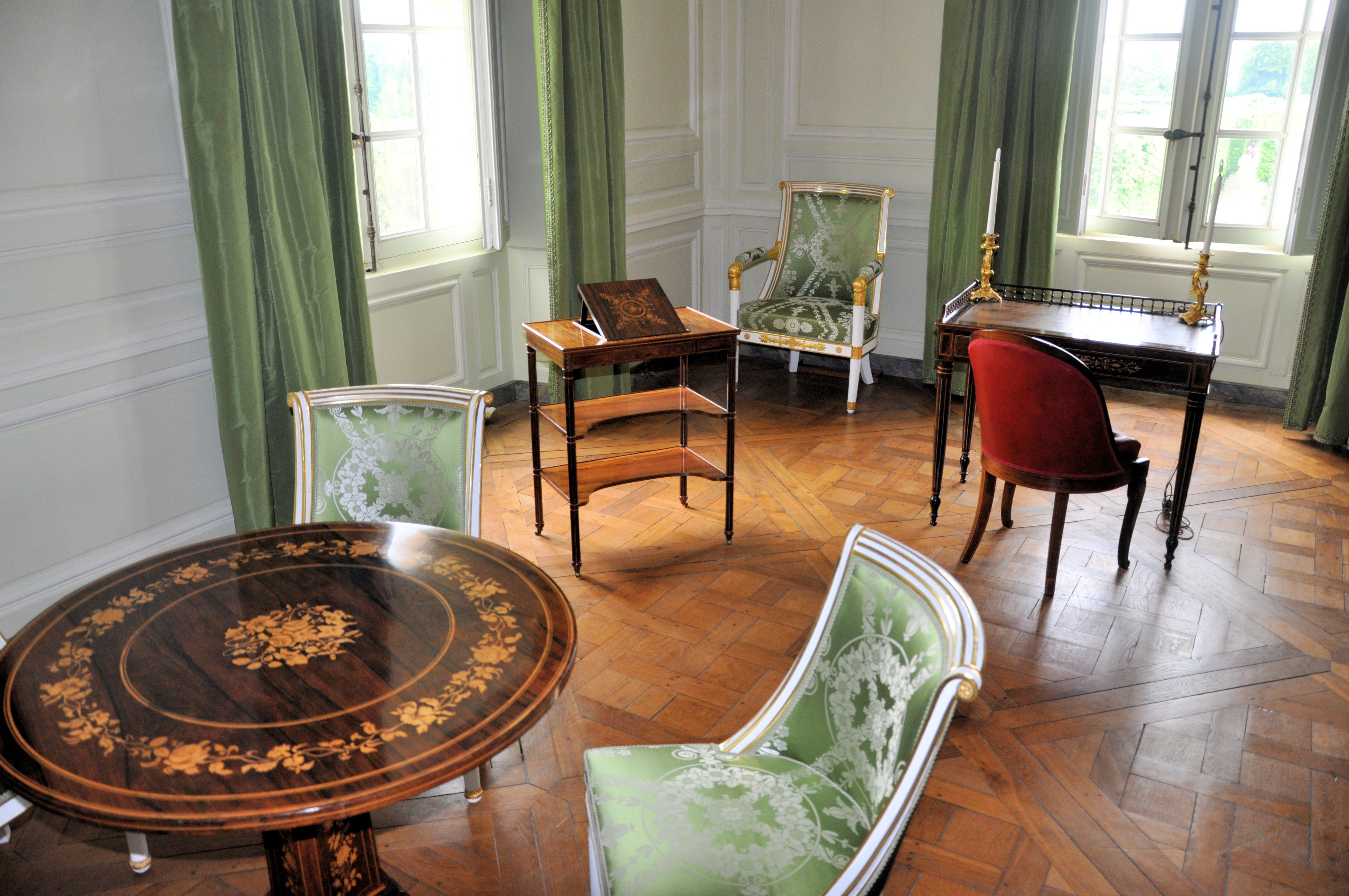
Evocación en el ático del tocador de la Duquesa de Orleans.

La habitación ubicada en la esquina suroeste del ático ha conservado el diseño de la época de Luis XV, con vestuario y sala de estar adyacente. Está organizada desde 2008 en evocación del tocador como lo fue durante la presencia de la duquesa de Orleans en el palacio. Esta pieza única se refiere, en el marco museográfico, a la duquesa, porque está amueblada únicamente con muebles realizados especialmente para ella. Sin embargo, las dos piezas anteriores, si incluyen muebles previamente propiedad de la emperatriz María Luisa, están también presentadas con sus telas restauradas de 1837..

#### Habitación de la emperatriz Eugenia (evocación)
De todas los alojamientos de este piso con poca información histórica sobre su ocupación, uno de ellos está dedicado a la emperatriz Eugenia en la serie de evocaciones establecidas al comienzo del siglo XXI para el ático del Palacio del Pequeño Trianón. La esposa de Napoleón III organizó, con motivo de la Exposición Universal de París (1867), una reunión de «muebles, pinturas y diversos objetos conectados por un enlace auténtico a la memoria de huéspedes ilustres de Trianon», en homenaje a María Antonieta, por quien siente gran simpatía cercana a la devoción. Después de este evento, en el siglo XVIII, el mito de la reina María Antonieta, comienza a imponerse gradualmente. Las piezas expuestas son «objetos de María Antonieta», ya sea que le hayan pertenecido, como varios jarrones, o que evoquen su memoria. La pintura de la pared de grandes ramos de flores es una reproducción de una tela impresa del palacio realizada en el siglo XIX.

## El Palacio del Pequeño Trianón en la cultura

### Cine
El cine explotó muy pronto la decoración del palacio de Petit Trianón, al igual que la de toda su área:
- 1926: Voir Versailles et mourir, film realizado por Henri Diamant-Berger ;
- 1927: La Valse de l'adieu, film realizado por Henry Roussel;[ciné 1]
- 1954: Casa Ricordi (La maison du souvenir), film réalisé par Carmine Gallone ;
- 1955: Marie-Antoinette reine de France, realizado por Jean Delannoy;[ciné 2]
- 1960 (televisión) : Robespierre, telefilm;
- 2000: The Affair of the Necklace, film realizado por Charles Shyer;[ciné 3]
- 2011: Le Chevalier de Saint-Georges, docufiction realizado por Claude Ribbe;[ciné 4]
- 2011: Les Adieux à la Reine, film realizado por Benoît Jacquot[ciné 5][nota 24][166]
- 2012: Je veux le monde (de la comedia musical  1789 : Les Amants de la Bastille), videoclip realizado por Giuliano Peparini.[nota 25]

### Réplicas en el mundo

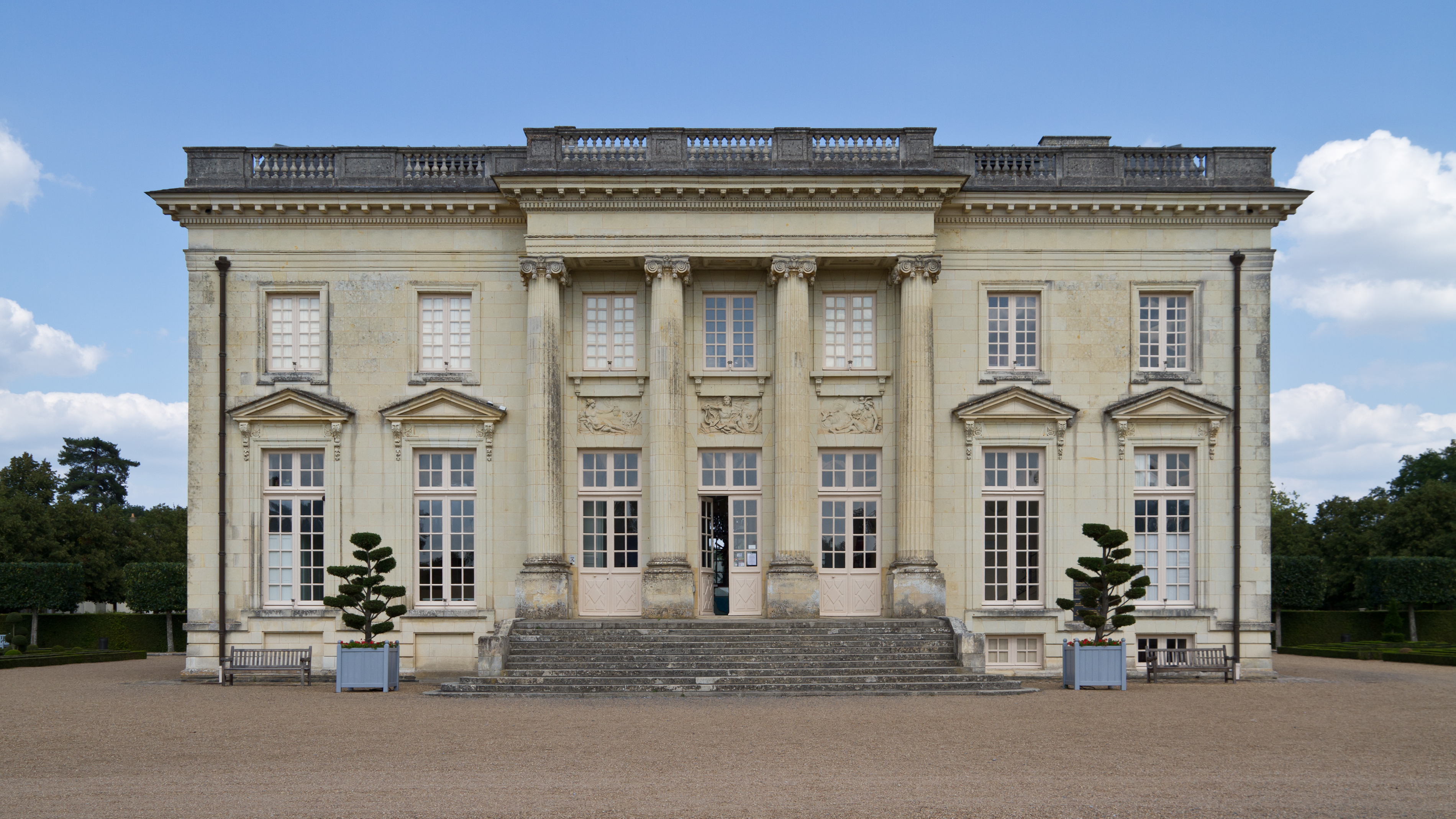
Castillo de Pignerolle en Anjou.

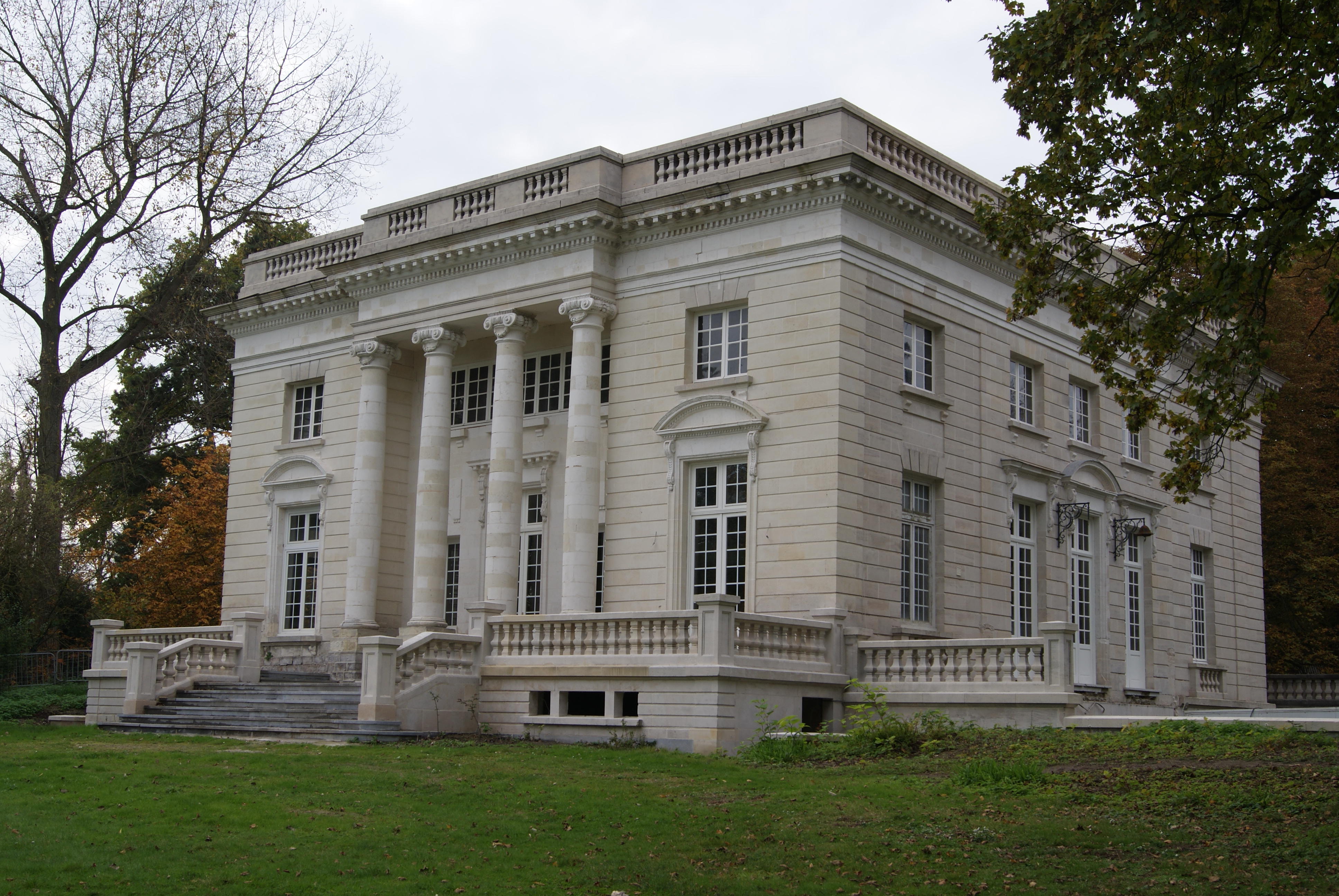
Castillo de Cysoing.

Referencia indiscutible para la arquitectura del siglo XVIII, del Palacio del Petit Trianón se han realizado varias réplicas en Francia y en todo el mundo. El castillo de Pignerolle, en Anjou, fue construido en 1776 por el arquitecto Michel Bardoul de la Bigottière, según el modelo del edificio de Gabriel. La mansión del gobernador de Kentucky, construida en 1914, está oficialmente inspirada en el Palacio del Pequeño Trianon. El Castillo de Pierre-Levée, en Vendée, es un ejemplo de la audacia de un rico burgués ansioso en 1793 por recrear un símbolo real. En Flandes Oriental, el Castillo Ghellinck a veces apodado "Pequeño Trianon de Flandes" se encuentra cercano a Gante, fue diseñado en 1785 por Barnabé Guimard , estudiante de Ange-Jacques Gabriel. Scott House fue construida en 1910 en Richmond, capital de Virginia, en referencia al palacio de María Antonieta. Una réplica construida en 1905 se encuentra en San Francisco, en la esquina de Washington Street y Maple Street; adquirida en 2007 por Halsey Minor, fundadora de CNET, está en el 2012 en estado de abandono. En 1800, el abogado de Lille, Philippe-Joseph Riquet, se compromete a construir en Cysoing, sobre las ruinas de la antigua abadía de Sainte-Calixte, «un castillo muy bonito», inspirado en el Petit Trianon.

## Lista de obras
Hace referencia a los trabajos enumerados en la base de datos de la Base Joconde:  
1. ↑  Referencia n.º 000PE007487, en la base Joconde del Ministerio de Cultura de Francia.
2. ↑  Referencia n.º 000PE007486, en la base Joconde del Ministerio de Cultura de Francia.
3. ↑  Referencia n.º 000PE008059, en la base Joconde del Ministerio de Cultura de Francia.
4. ↑  Referencia n.º 000PE007435, en la base Joconde del Ministerio de Cultura de Francia.
5. ↑  Referencia n.º 000PE011720, en la base Joconde del Ministerio de Cultura de Francia.
6. ↑  Referencia n.º 000PE011235, en la base Joconde del Ministerio de Cultura de Francia.
7. ↑  Referencia n.º 000PE011233, en la base Joconde del Ministerio de Cultura de Francia.
8. ↑  Referencia n.º 000PE011953, en la base Joconde del Ministerio de Cultura de Francia.
9. ↑  Referencia n.º 000PE012142, en la base Joconde del Ministerio de Cultura de Francia.
10. ↑  Referencia n.º 000PE012136, en la base Joconde del Ministerio de Cultura de Francia.
11. ↑  Referencia n.º 000PE011717, en la base Joconde del Ministerio de Cultura de Francia.
12. ↑  Referencia n.º 000PE011716, en la base Joconde del Ministerio de Cultura de Francia.
13. ↑  Referencia n.º 000PE006628, en la base Joconde del Ministerio de Cultura de Francia.
14. ↑  Referencia n.º 000PE006629, en la base Joconde del Ministerio de Cultura de Francia.
15. ↑  Referencia n.º 000PE006630, en la base Joconde del Ministerio de Cultura de Francia.
16. ↑  Referencia n.º 000PE006631, en la base Joconde del Ministerio de Cultura de Francia.
17. ↑  Referencia n.º 000PE006535, en la base Joconde del Ministerio de Cultura de Francia.
18. ↑  Referencia n.º 000PE013375, en la base Joconde del Ministerio de Cultura de Francia.
19. ↑  Referencia n.º 000PE006536, en la base Joconde del Ministerio de Cultura de Francia.
20. ↑  Referencia n.º 000PE009025, en la base Joconde del Ministerio de Cultura de Francia.
21. ↑  Referencia n.º 000PE006696, en la base Joconde del Ministerio de Cultura de Francia.
22. ↑  Referencia n.º 000PE006693, en la base Joconde del Ministerio de Cultura de Francia.
23. ↑  Referencia n.º 000PE006694, en la base Joconde del Ministerio de Cultura de Francia.
24. ↑  Referencia n.º 000PE009024, en la base Joconde del Ministerio de Cultura de Francia.